# Rotta delle spezie
     Rotta marittima della via della seta (II-XV sec.)
     Rotta veneziana (XII-XV sec.)
     Rotta del Capo (XVI-XIX sec.)
     Rotta spagnola dei "Galeoni di Manila" (XVI-XVIII sec.)

Carta delle rotte marittime storiche del commercio delle spezie con la provenienza delle principali piante.
Rotta marittima della via della seta (II-XV sec.)
Rotta veneziana (XII-XV sec.)
Rotta del Capo (XVI-XIX sec.)
Rotta spagnola dei "Galeoni di Manila" (XVI-XVIII sec.)

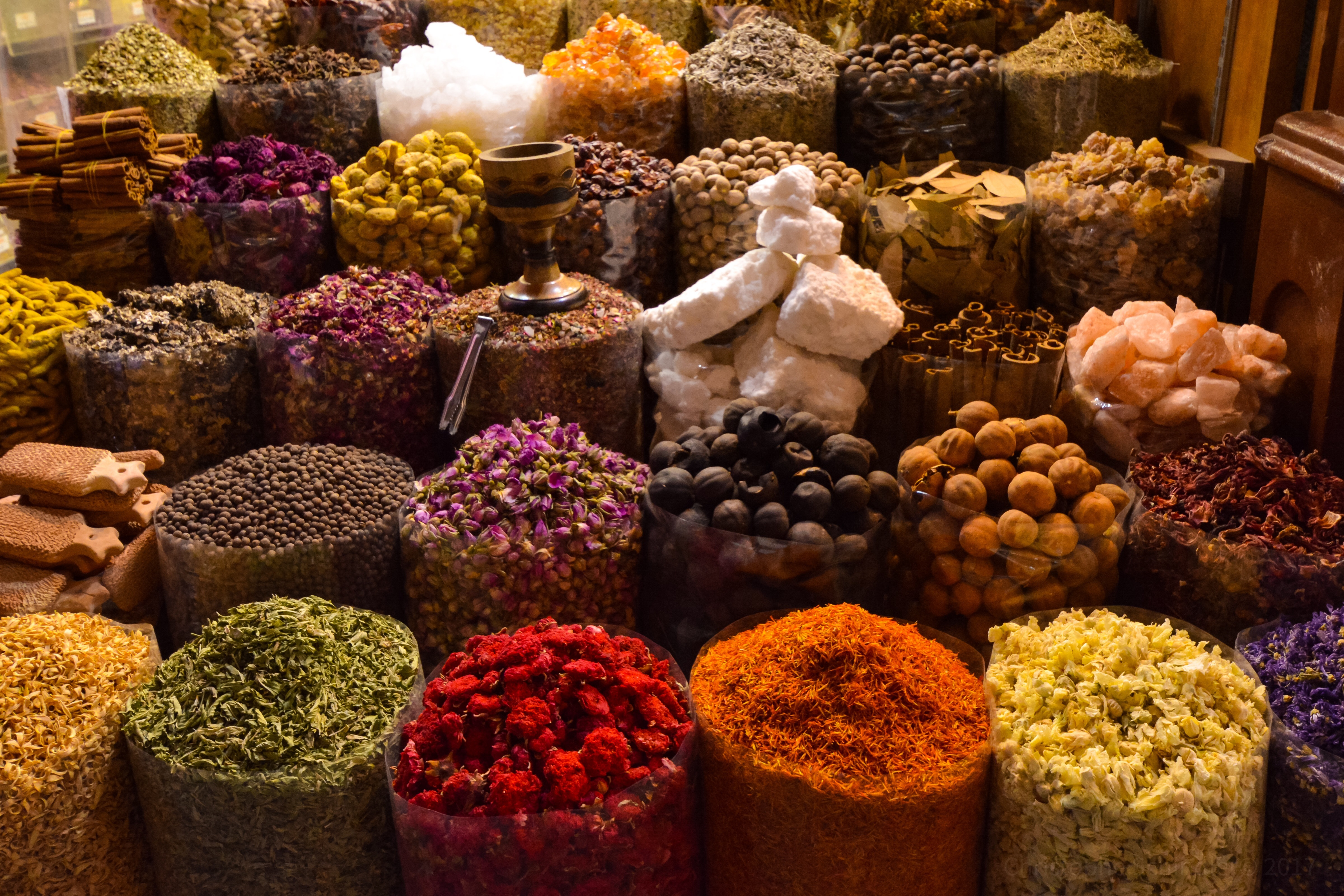
Spezie in un souk orientale.

Per rotta delle Spezie, anche via delle Spezie, s'intende la rete commerciale intercontinentale che, sin dall'Antichità, ha portato spezie ed aromi dai loro paesi d'origine, prevalentemente ubicati in Estremo Oriente, al Bacino del Mediterraneo ed all'Europa. Le spezie sono sostanze aromatiche di origine prevalentemente vegetale, dai molteplici usi. Essendo spesso rare e costose, il loro commercio, nel corso della storia, ha spesso caratterizzato le civiltà che lo esercitavano. Sebbene ci siano piante di spezie in ogni continente, alcune specie dell'Asia meridionale, come lo zenzero, la cannella e soprattutto il pepe, hanno dettato la direzione del commercio su larga scala. La noce moscata e i chiodi di garofano, la cui coltivazione è stata a lungo confinata a poche isole dell'Insulindia, spesso servono come indicatori dei legami forgiati tra popoli e culture molto lontane.
Il commercio delle spezie ha coinvolto civiltà storiche in Asia, Africa nord-orientale ed Europa sin dall'Antichità. Spezie come cannella, cassia, cardamomo, zenzero, pepe, noce moscata, anice stellato, chiodi di garofano e curcuma erano conosciute e usate, spesso in ambito religioso, già dall'antichità e commerciate nel mondo orientale. Le spezie asiatiche penetrarono in seguito nel Vicino Oriente Antico e nell'Antico Egitto, accompagnate spesso da racconti fantastici che ne nascondevano la loro vera origine.
La tratta marittima della rotta che metteva i paesi produttori a contatto con lo snodo di scambio costituito dall'India era dominato dai popoli austronesiani nel sud-est asiatico, gli antichi marinai indonesiani che stabilirono rotte dal sud-est asiatico (e successivamente dalla Cina) allo Sri Lanka e all'India entro il 1500 a.C. Le merci venivano poi trasportate via terra verso il Mediterraneo e il mondo greco-romano attraverso la c.d. "Via dell'incenso" (enormemente cresciuta d'importanza in Età Ellenistica grazie alla scoperta del monsone) e le rotte romano-indiane da commercianti indiani e persiani, contribuendo, insieme alla via della seta, ai contatti tra i greco-romani e la Cina. Le rotte commerciali marittime austronesiane si espansero successivamente nel Medioriente e nell'Africa orientale entro il I millennio d.C., determinando la colonizzazione austronesiana del Madagascar.
Le civiltà toccate dal commercio delle spezie, evolvettero di conseguenza, sbocciando e crollando. Il Regno di Axum (V secolo a.C.-XI secolo) aveva aperto la strada alla rotta del Mar Rosso prima del I secolo d.C. Durante il primo millennio d.C., gli etiopi divennero la potenza commerciale marittima del Mar Rosso da cui ormai partivano rotte consolidate per l'India e lo Sri Lanka (la Taprobana dei Romani) grazie alla tecnologia marittima appresa dai contatti con gli austronesiani. Entro la metà del VII secolo d.C., il Crollo dell'Impero romano d'Occidente e, soprattutto, l'espansione islamica mise i commercianti arabi nella condizione di percorrere le rotte marittime dell'Oceano Indiano occidentale, baricentro e crocevia del mercato mondiale delle spezie, dalle fonti di produzione dell'Asia meridionale e dell'arcipelago malese, e il mercato arabo-musulmano e cinese, e di dominarle. Le spezie raggiungevano il Levante attraverso le rotte del Golfo Persico e del Mar Rosso e venivano ridistribuite dai mercanti levantini ed italiani nel Mediterraneo.
L'Europa medievale, ad eccezione delle repubbliche marinare italiane di Venezia e Genova, direttamente coinvolte nella parte terminale della tratta tramite un complesso sistema d'avamposti commerciali, giocava un ruolo molto marginale in questa rete, fungendo in pratica da mercato finale ove questi beni, di cui spesso il consumatore nemmeno conosceva l'origine, venivano acquistati a prezzi esorbitanti. Questi prezzi, allora come oggi, risentivano delle fluttuazioni provocate dai rivolgimenti politici dei paesi coinvolti nel commercio: fond. l'affermarsi in Anatolia prima del sultanato dei turchi selgiuchidi (1090) e poi dei turchi ottomani (1453). Questa situazione mutò quando gli Europei volsero al Levante la loro attenzione, prima con le Crociate e poi con la ricerca di un accesso diretto ai paesi produttori di spezie che originò la c.d. "Età delle scoperte", durante la quale il commercio delle spezie, in particolare del pepe, divenne un'attività preminente dei commercianti europei.
Lo Sviluppo marittimo iberico (1400-1600) fu fortemente motivata dal desiderio di catturare la manna delle spezie asiatiche. L'apertura della rotta verso l'India attraverso il Capo di Buona Speranza (c.d. "Rotta del Capo") ad opera del portoghese Vasco da Gama nel 1498 ebbe un effetto duraturo sui termini e sulle dimensioni di questo commercio e portò l'economia mondiale verso i tempi moderni. Questo commercio, tedoforo del commercio mondiale dalla fine del Medioevo al Rinascimento, inaugurò l'era della supremazia europea in Oriente. Canali come il Golfo del Bengala servivano da ponti per gli scambi culturali e commerciali tra culture diverse mentre le nazioni lottavano per ottenere il controllo del commercio lungo le numerose rotte delle spezie. Nel 1571 gli spagnoli aprirono la prima rotta transpacifica tra i loro territori delle Filippine e del Messico, inaugurando la tratta dei "Galeoni di Manila" che durò fino al 1815. I portoghesi dovettero invece fronteggiare nazioni antiche difficili da sottomettere, forti soprattutto d'una secolare tradizione nautica. Gli olandesi furono in seguito in grado d'aggirare molti di questi problemi aprendo la strada a una rotta oceanica diretta dal Capo di Buona Speranza allo Stretto della Sonda in Indonesia. Il Regno del Portogallo, l'Impero spagnolo, i Paesi Bassi, il Regno d'Inghilterra e il Regno di Francia, gestirono dapprima la loro presenza nell'Oriente tramite le c.d. "Compagnie delle Indie" da cui svilupparono poi gli imperi coloniali moderni. La ricerca delle spezie fu quindi una delle radici dell'espansione europea e aprì la strada al colonialismo e agli imperi mondiali.
L'interesse per le spezie diminuì in maniera piuttosto marcata a partire dalla seconda metà del XVII secolo. Furono sostituite da nuovi prodotti coloniali, come zucchero, caffè, tabacco e cacao. Le cause di questo declino sono dibattute ma è probabile che, almeno in parte, siano legate al venire meno della medesima ragione che le aveva rese tanto fortunate: una volta levato il velo di mistero e magia che avvolgeva la loro natura e la loro provenienza, le spezie smisero di incantare il mondo.

## Premessa: le spezie e il primo esempio di "mercato globale"
Le spezie sono state probabilmente la prima merce al mondo. Grazie al loro alto valore rispetto al loro basso volume, furono tra le prime materie prime ad essere scambiate su distanze molto lunghe. Commerciate centinaia di volte lungo intricate rotte transcontinentali, o trasportate attraverso gli oceani, le spezie furono causa di grandi viaggi di esplorazione, oggetto di guerre tra imperi e origine della prosperità di molte città.

### I prodotti

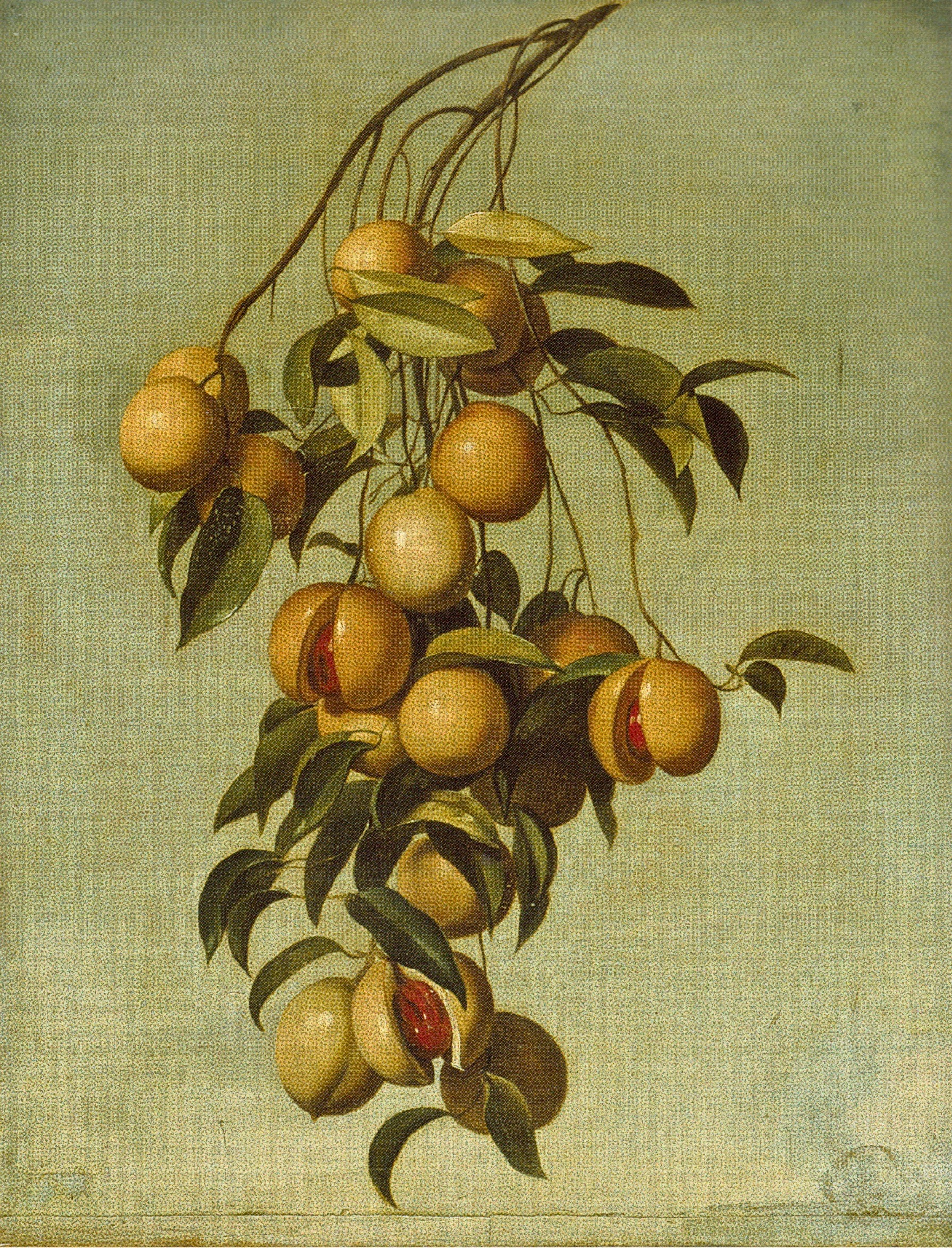
L'albero della noce moscata, olio su carta di Michel Garnier, inizio XIX secolo.

L'etimo "spezia" deriva dalla specie latina, usata per tradurre il greco eidos, nel senso moderno della parola "specie". Per spostamento semantico dal tardo latino "merci classificate per specie", ha designato a lungo qualsiasi "specie" delle derrate alimentari, prima di limitarsi agli aromatici e alle droghe. Tuttavia, l'elenco dei prodotti qualificati come spezie non è mai stato univoco e talvolta si discosta notevolmente dalle attuali definizioni che li limitano ai soli prodotti vegetali utilizzati come condimenti in cucina. Così, alcune raccolte medievali citano tra le spezie sostanze animali (muschio e castoreo) e minerali (mercurio e allume), nonché alimenti come mandorle, zucchero, cotone, indaco o cera.
Nel loro senso storico, le spezie si riferiscono a prodotti commerciali aromatici e ad alto costo unitario importati da terre lontane. Si distinguono quindi dalle merci sfuse, quali legna o sale, o dai comuni generi alimentari di produzione nazionale. Date le distanze percorse prima di essere commercializzate, le spezie si presentano prevalentemente in forma essiccata, anche frantumate o macinate. Questa caratteristica le differenzia essenzialmente dalle erbe aromatiche che condividono gli stessi usi ma possono essere consumate fresche perché raccolte o coltivate localmente e quindi di scarso o nullo valore commerciale.
Il pepe fu di gran lunga la spezia principale con valore di mercato almeno fino al XVIII secolo. Il suo commercio, i suoi mercati e il suo prezzo sono stati oggetto di numerosi studi di storia economica e sono analizzati come fattori critici in processi diversi come la svalutazione della monetazione romana, l'ascesa della Repubblica di Venezia o le esplorazioni marittime iberiche. Accanto al pepe, zafferano, zenzero, cannella, noce moscata e chiodi di garofano hanno avuto una grande importanza economica e sono tuttora oggetto del commercio alimentare internazionale. Mirra e incenso, famosi per la menzione biblica come doni dei Magi al Bambino Gesù, erano le principali merci della c.d. "Via dell'incenso" Altre spezie furono oggetto di commercio a lungo termine, prima di sprofondare nell'oblio. Il lentisco di Chios o il silfio della Cirenaica erano quindi tra i prodotti di lusso del mondo antico. I romani portarono nardo, costus, lycium e bdellio dall'India a ottimi prezzi. Nell'alimentazione medievale, galanga, zedoary o semi del paradiso erano spezie preziose ma relativamente comuni.

### I centri produttori

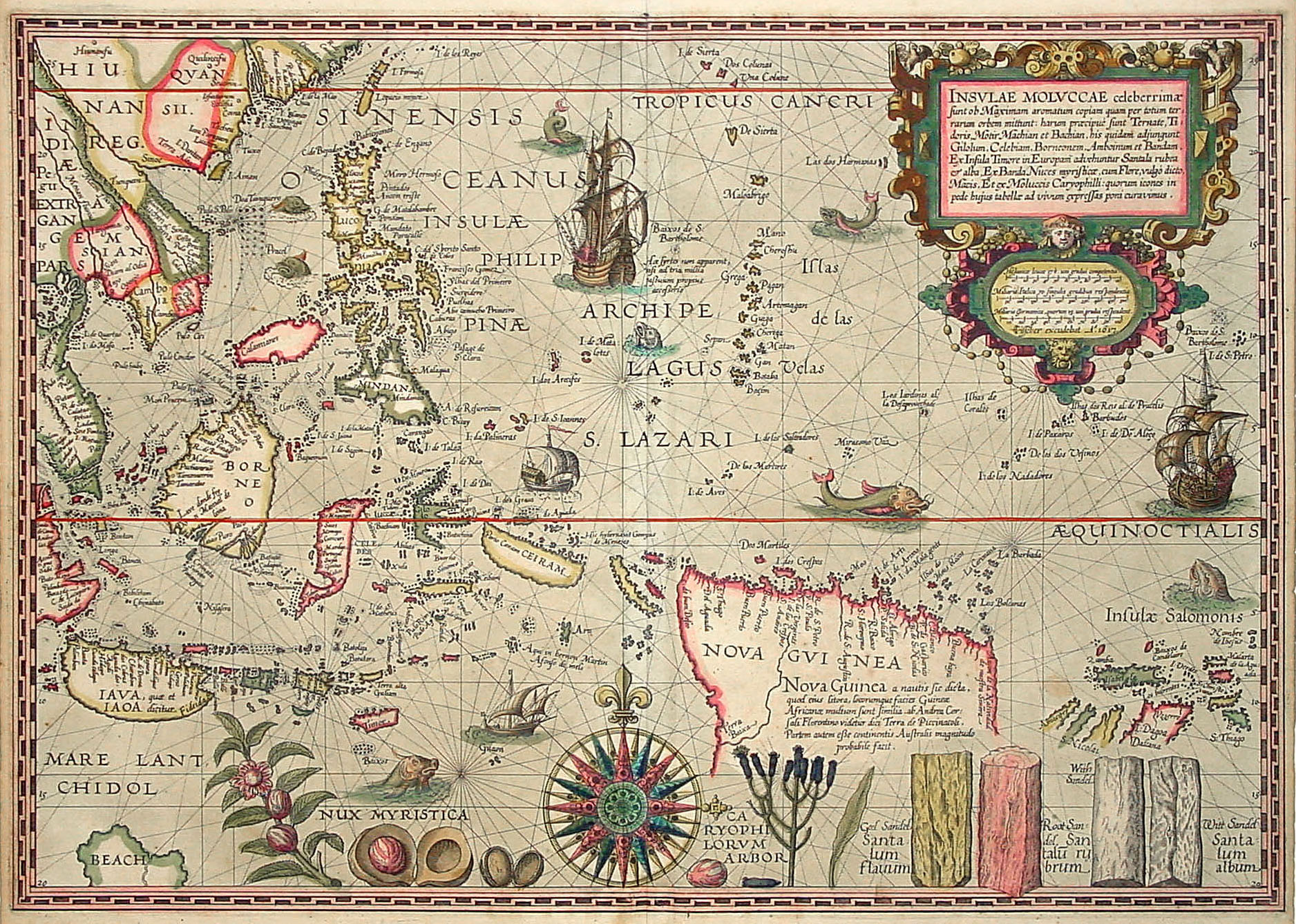
Mappa delle Isole Molucche di Petrus Plancius (1592) che mostra le loro preziose spezie: noce moscata, chiodi di garofano e legno di sandalo.

La maggior parte delle spezie e degli aromatici provengono da regioni tropicali e subtropicali e l'Oriente è il luogo di nascita delle più popolari tra loro. Basilico, cardamomo, curcuma, sesamo, ma soprattutto pepe e cannella sono originari del subcontinente indiano. Dalla Cina provengono invece cassia, anice stellato e gelsomino. Lo zenzero viene dal sud-est asiatico e le c.d. "Isole delle spezie» (Molucche e Isole Banda) furono l'unica fonte di chiodi di garofano, macis e noce moscata fino al XVIII secolo. L'origine delle spezie asiatiche più famose è stata spesso tenuta segreta, o oggetto di speculazioni errate. Gli autori antichi citano così l'Arabia o l'Etiopia come fonte di cassia e cannella. Marco Polo riferisce che i chiodi di garofano crescono nel Tibet orientale, nelle Nicobare e a Giava. Altri miti narrano che il chiodo di garofano sia il fiore, la noce moscata il frutto e la cannella la corteccia di una stessa pianta. Gli europei non appresero la vera provenienza dei chiodi di garofano e della noce moscata fino alla metà del XV secolo, quando Niccolò Da Conti svelò che: Verso Est, dopo quindici giorni di navigazione, troviamo due isole: una si chiama Sandaï, dove nasce la noce moscata, l'altra si chiama Banda, dove nascono i chiodi di garofano.
Le spezie addomesticate in Asia centrale, come aneto, senape nera, aglio, cipolla o i semi di papavero, si sono invece acclimatate un po' ovunque e quindi non hanno mai avuto un grande valore commerciale. Lo stesso vale per le erbe e i semi mediterranei come anice, coriandolo, cumino, alloro, origano, rosmarino, salvia e timo. Lo zafferano è una notevole eccezione in questo ma il suo prezzo elevato è legato ai vincoli della sua produzione piuttosto che alla sua origine geografica: ancora oggi occorrono 150.000 fiori per produrre un chilogrammo di spezia; una quantità che probabilmente è da triplicarsi o quadruplicarsi se rapportata al processo d'estrazione medievale!
Il contributo dell'Africa subsahariana al mondo delle spezie è segnato soprattutto dai succedanei del pepe indiano, noto come "Semi del paradiso" o "Polvere di Guinea", che storicamente si sovrappongono a diverse specie non imparentate. Il tamarindo, dai molti usi culinari e medicinali in Asia meridionale, vi è stato introdotto molto tempo fa dall'Africa orientale. Per quanto riguarda i famosi aromi arabi, l'incenso e la mirra, provengono da entrambe le sponde del Mar Rosso. Anche se la scoperta del Nuovo Mondo ha sconvolto l'economia globale introducendo centinaia di nuovi prodotti, le spezie americane non hanno mai raggiunto il successo commerciale delle loro controparti asiatiche. I peperoncini si sono rapidamente acclimatati in tutto il mondo e hanno sicuramente contribuito al declino del commercio di peperoni. L'interesse per la vaniglia è arrivato tardi e il commercio della spezia ha guadagnato slancio solo dopo che è stata introdotta in altri continenti. Nel XXI secolo, la maggior parte della produzione mondiale proviene quindi dall'Indonesia e dal Madagascar.
Per la maggior parte della sua esistenza, il commercio internazionale delle spezie è stato quindi fortemente sbilanciato a favore dell'Asia e dell'India in particolare. Nel I secolo d.C., Plinio il Vecchio tuonava: «100 milioni di sesterzi, al ribasso, vengono prelevati annualmente dal nostro impero dall'India, dalla Serica e dalla Penisola arabica; tanto ci costano il lusso e le donne!». Le sue lamentele trovano un'eco tredici secoli dopo nella penna del persiano Wassaf: «L'India esporta erbe e sciocchezze per ricevere in cambio oro». Fu questo lo squilibrio che gli europei cercheranno di colmare a partire dal XVI secolo, costruendo gradualmente imperi coloniali per controllare i centri di produzione delle preziose "sciocchezze" orientale.

### La domanda

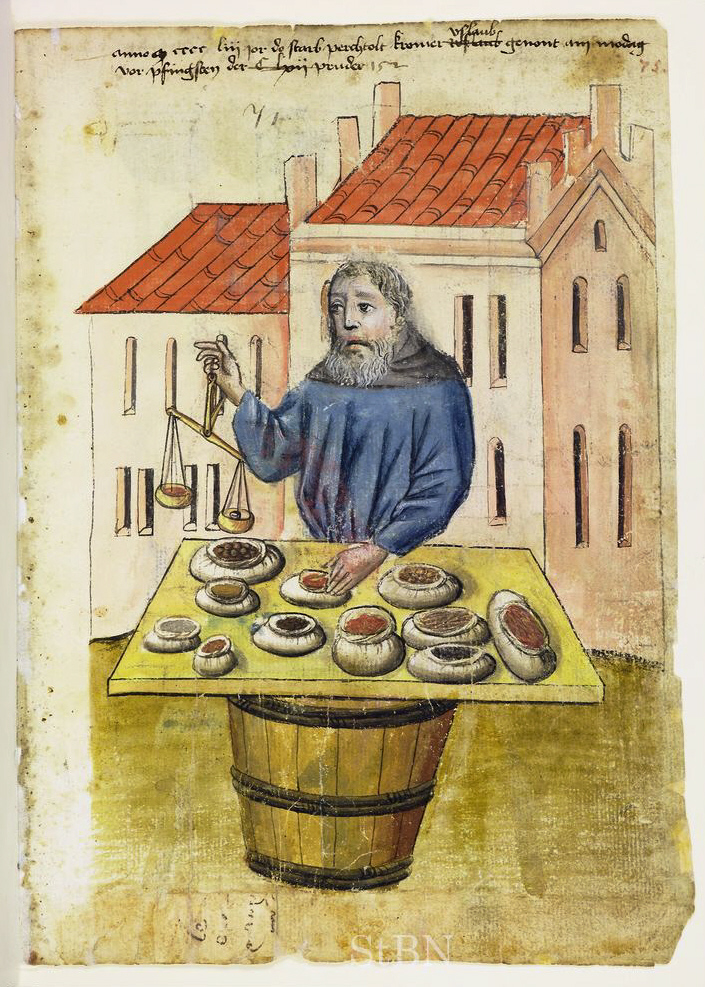
Mercante di spezie a Norimberga, da un manoscritto del 1453.

Le spezie sono ora ridotte al loro unico uso culinario e questo uso è notevolmente diminuito in Europa dal XVIII secolo. Hanno anche perso la loro importanza per l'economia globale e non sono più solo un prodotto alimentare tra gli altri. È quindi difficile capire perché furono così appassionatamente desiderati durante l'Antichità e il Medioevo e come potessero essere fonte di campagne e militari lontane e pericolose.
La risposta più comune è che le spezie erano essenziali per la conservazione degli alimenti. Sebbene totalmente sbagliata, questa spiegazione è dura a morire perché intuitivamente ha un senso. Le spezie sono però dei conservanti molto poveri rispetto ai metodi conosciuti fin dalla Preistoria, come affumicatura, salagione o essiccamento. Bisogna anche eliminare la credenza che servissero a mascherare il sapore della carne avariata. Il loro costo proibitivo rispetto a quello del cibo fresco disponibile localmente rende di fatto incongrua tale ipotesi.
L'Aristotelismo spiega la brama di spezie con la funzione curativa che queste sostanze calde e secche hanno contro la natura fredda e umida del cervello umano. Questa teoria sviluppata in particolare nel De anima distingue anche l'uomo dagli animali: questi ultimi percepiscono solo gli odori dei cibi mentre gli esseri umani provano un grande piacere quando inspirano il profumo e l'aroma. Nel suo commento all'opera, Tommaso d'Aquino conclude che lo stato naturale del cervello porta lo stigma dell'eccesso e che l'uomo ha bisogno di aromi per essere. La forte domanda di spezie aveva quindi cause ben più profonde e complesse della semplice curiosità gastronomica. Le società antiche e medievali li consideravano particolarmente efficaci nel trattamento e nella prevenzione delle malattie. Venivano inoltre bruciati come incenso per i sacramenti, distillati in profumi e unguenti e stimolavano la fantasia con il loro forte valore simbolico. I confini tra i diversi usi sono porosi ed è talvolta difficile distinguere l'ingrediente culinario dal rimedio, dal profumo, dal rituale o dalla sostanza magica. Alcuni autori sottolineano anche gli effetti psicoattivi e di assuefazione di prodotti come zafferano, olibano, noce moscata e pepe. La frenetica ricerca di queste "sostanze di piacere" potrebbe in parte spiegare la "follia delle spezie" osservata alla fine del Medioevo, così come i sacrifici sproporzionati investiti nel loro commercio. È anche interessante notare che il declino delle spezie in Europa nel XVII secolo coincide con il successo di nuovi prodotti stimolanti: caffè, tabacco, tè e cioccolato. Nel XIX secolo fu l'oppio a suscitare un interesse commerciale capace di provocare diverse guerre. Le circostanze storiche del commercio delle spezie mostrano quindi notevoli somiglianze con il moderno traffico della droga.
Infine, come tutti i beni di lusso, le spezie fungevano da status symbol. Al di là dei loro molteplici usi, rappresentavano per il loro acquirente una calcolata dimostrazione di ricchezza, prestigio, stile e splendore. Spezie e pepe sono così citati da Erasmo da Rotterdam nell'elenco " lusso e raffinatezza ( en    ) il cui consumo è riservato ai ricchi e che è prudente tassare in via prioritaria. I banchetti organizzati nel 1476 per le nozze del duca Giorgio di Baviera "il Ricco" mostrano quantità impressionanti: 386 di pepe, 286 di zenzero, 207 di zafferano, 205 di cannella, 105 di chiodi di garofano e 85 di noce moscata. Le spezie, e in particolare il pepe, sono servite a lungo anche come investimento sicuro e persino come valuta. Nel 408 Alarico il Visigoto accettò di revocare l'assedio di Roma contro un riscatto che conteneva in particolare 3.000 di pepe. Fino al 1937, il re d'Inghilterra riceveva dal sindaco di Launceston (Regno Unito) una rendita simbolica annuale d'una libbra di pepe.

## Storia

### La "Via dell'incenso" e il primo commercio intercontinentale
Il commercio delle spezie data al Neolitico: spezie, ossidiana, conchiglie marine, pietre preziose e altri materiali di alto valore erano infatti già commerciati nel X millennio a.C. Nella fattispecie, spezie e aromi furono sicuramente tra i primi prodotti scambiati tra i tre continenti Asia, Africa ed Europa, originando quindi la più antica gestione della catena di distribuzione su scala mondiale. La loro prima via di distribuzione, nota come "Via dell'incenso", collegava tutti gli estremi del Vicino Oriente antico, culla della civiltà: dal Corno d'Africa e l'Arabia, antiche fonti di erbe aromatiche, le spezie giungevano in Mesopotamia, Antico Egitto e nel Bacino del Mediterraneo. Gli archeologi collocano l'inizio dello scambio di spezie ed aromi intorno al 1800 a.C. ma potrebbe aver avuto origine più antica. Erano principalmente terrestri e si svilupparono massicciamente dal 900 a.C., al principio dell'Età del ferro, quando l'addomesticamento del dromedario consentì il trasporto di merci su lunghe distanze e l'attraversamento di deserti. Sebbene regolarmente citate come indicatori del commercio a lunga distanza, spezie asiatiche come cassia e cannella non erano probabilmente tra le merci scambiate su questa rotta terrestre poiché il ruolo giocatovi dal Subcontinente indiano erano ancora marginale, in assenza di rotte marittime consolidate.

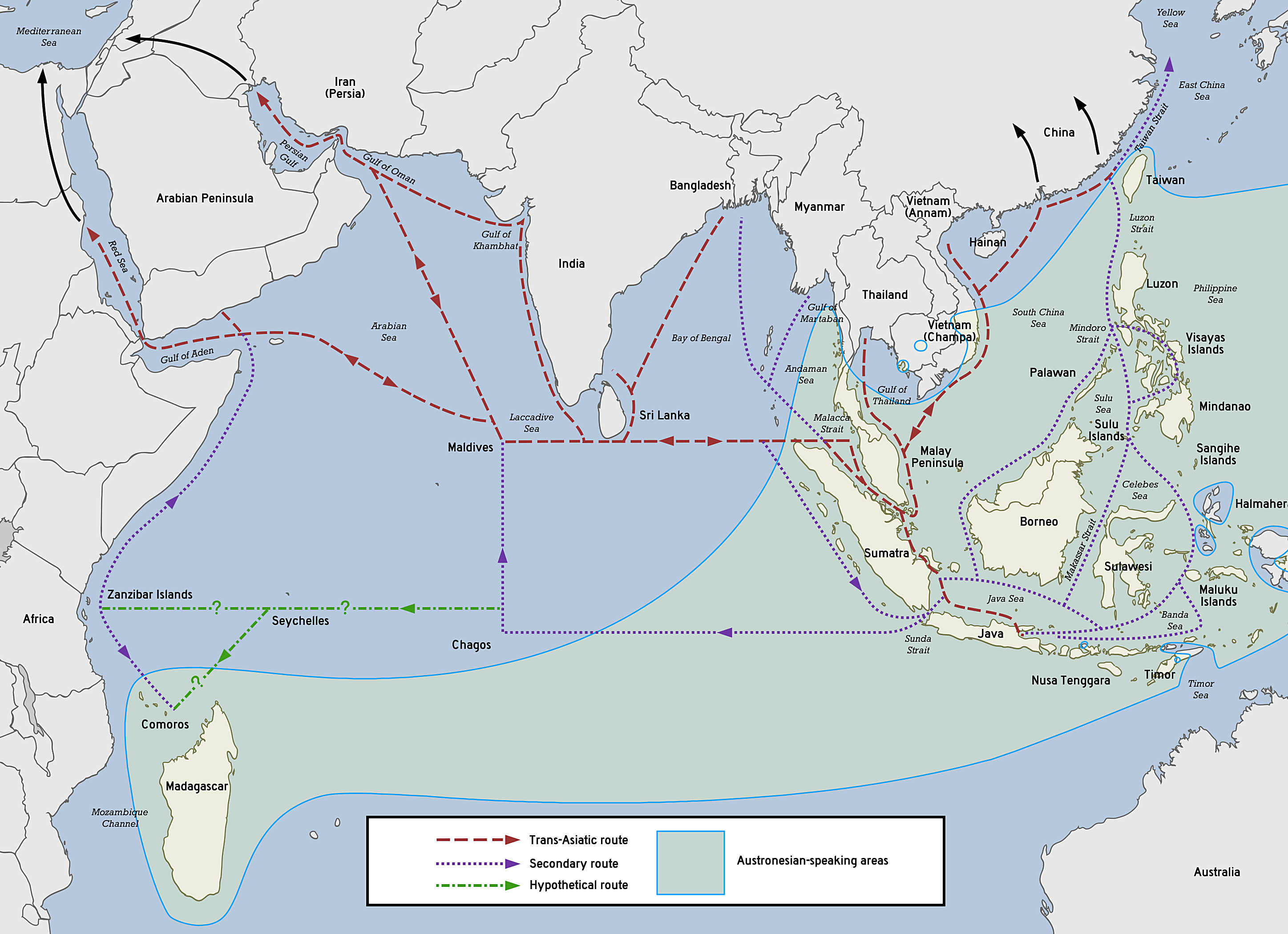
Rotte marittime austronesiane nel periodo proto-storico e storico.

Al principio, il commercio delle spezie era associato a tratte commerciali terrestri ma fu il suo sbocco sul mare a farsi fattore consolidante e di crescita! La prima vera rete commerciale marittima nell'Oceano Indiano fu creata dai popoli austronesiani delle isole del Sud-est asiatico, costruttori delle prime navi oceaniche, che stabilirono rotte commerciali tra l'India meridionale e lo Sri Lanka già nel 1500 a.C., inaugurando uno scambio di cultura materiale (come catamarani, canoe a bilanciere, paan, ecc.) e coltivazioni (es. noci di cocco, legno di sandalo, banane e canna da zucchero), oltre a collegare le culture materiali dell'India e della Cina. Gli indonesiani in particolare commerciavano spezie (principalmente cannella e cassia) con l'Africa orientale utilizzando catamarani e barche a bilanciere che navigavano con l'aiuto dei venti occidentali nell'Oceano Indiano. Questa rete commerciale si espanse fino a raggiungere l'Africa e la Penisola arabica, determinando la colonizzazione austronesiana del Madagascar entro la prima metà del I millennio d.C. Continuò in tempi storici, diventando in seguito la c.d. "via della seta marittima".

#### I traffici tra Antico Egitto e "Paese del Punt"

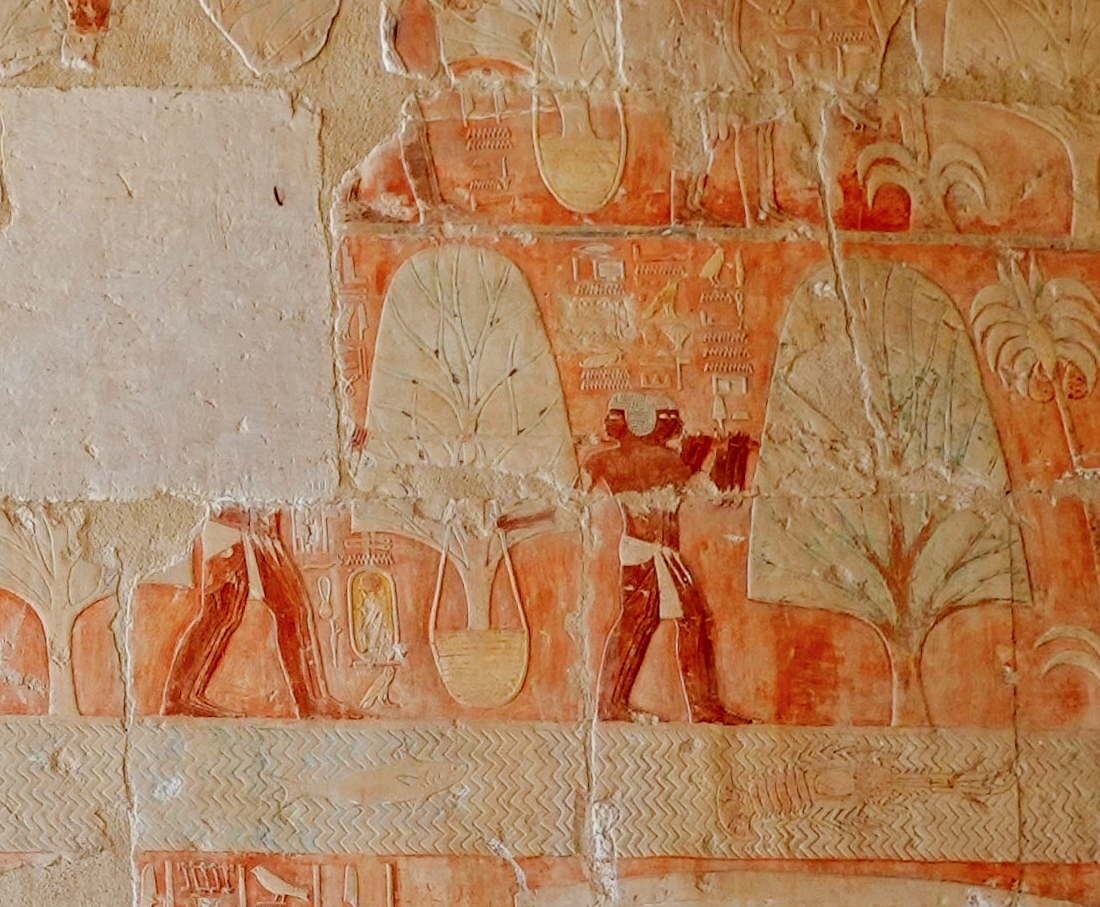
Il trasporto d'alberi di incenso - Tempio funerario di Hatshepsut, Deir el-Bahari.

I primi a menzionare il commercio di spezie in periodo storico furono gli Egizi. Nel III millennio a.C., faraoni come Sahourê (XXV secolo a.C.) inviavano navi per importare spezie dal misterioso "Paese di Punt" che si ritiene fosse situato nel Corno d'Africa, nella regione di Capo Guardafui, in un'area che comprende Somalia settentrionale, Gibuti, Eritrea e la costa sudanese del Mar Rosso; più raramente con l'Arabia Felice. La più famosa di queste spedizioni commerciali è sicuramente quella della regina Hatshepsut (XV secolo a.C.), il cui Tempio funerario di Hatshepsut contiene bassorilievi mostranti le ricchezze portate da Punt tra cui alberi d'incenso sradicati e trasportati vivi con le foglie e le radici in cesti rotondi.
Le spezie dell'Asia meridionale potrebbero aver raggiunto le popolazioni del Nilo attraverso lo stesso paese di Punt, anche se le rotte che le condussero lì non sono note con precisione. La prima testimonianza di questo commercio viene dalla mummia di Ramses II (XIII secolo a.C.), il cui addome e fosse nasali contenevano grani di pepe nero, spezia che poteva provenire solo dall'India meridionale ed era presumibilmente usata nel processo di imbalsamazione. Numerose fonti egizie dal II millennio a.C. menzionare il ti-spš , tradizionalmente tradotto come "cannella", sebbene quest'interpretazione sia controversa. Era una sostanza prestigiosa, offerta dai re a templi e divinità, e usata in unguenti e olii profumati. All'inizio del XX secolo, Édouard Naville affermò d'aver trovato resti di noce moscata a Deir el-Bahari, in un contesto risalente alla XVIII dinastia egizia e forse contemporaneo alla spedizione di Hatshepsut. Un risultato però mai completamente pubblicato.

#### Le spezie nella Bibbia

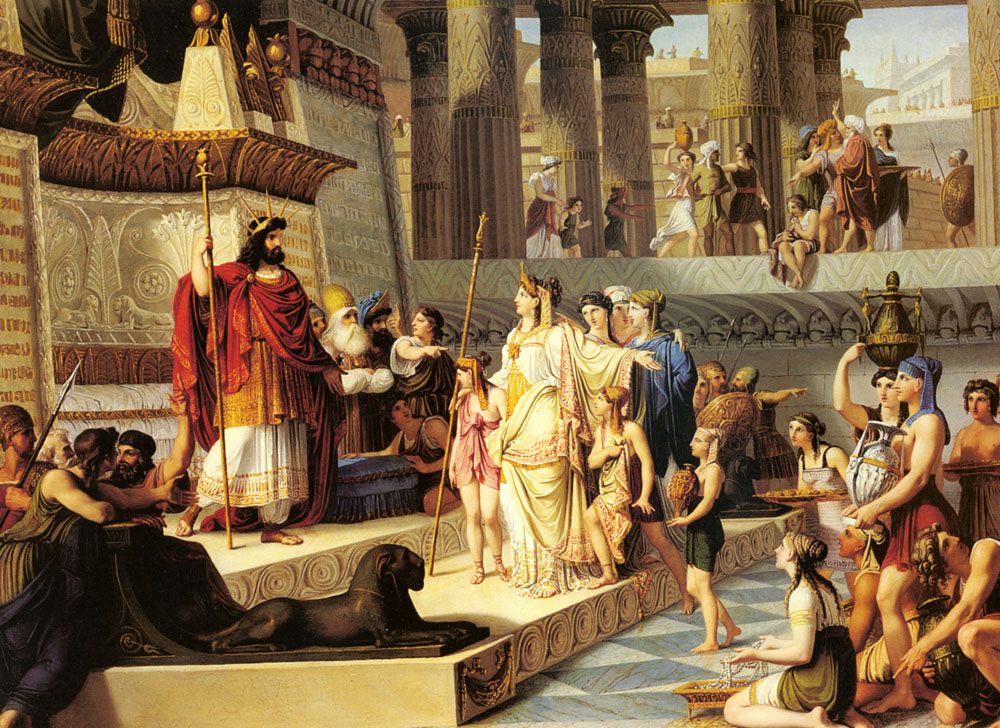
La visita della regina di Saba a Salomone. Dipinto di Giovanni De Min, (XIX secolo).

La Bibbia ebraica contiene molte allusioni alle spezie e al loro commercio. Il Regno di Israele era infatti un ponte tra l'Africa e l'Asia, tra gli imperi del Nilo e quelli del Tigri e dell'Eufrate, tra l'Egitto dei faraoni e la Mesopotamia assira, babilonese e persiana. L'importanza degli aromi può essere notata già nella Genesi : la seconda moglie di Abramo si chiama Keturà, cioè "incenso" in ebraico, e due dei figli di Ismaele, Bashmath e Mibsam, portano un nome derivato dal termine bosem (it. "spezia"). Nei Libri dei Re, la regina di Saba si arrende «a Gerusalemme con un nutrito seguito e cammelli carichi di spezie» che offre a Salomone e Israele non vedrà mai «una così grande quantità di aromi e spezie». L'Antico Testamento contiene ancora molte altre testimonianze della prosperità che il regno di Saba trasse dal controllo sulla via dell'incenso.
Il Libro dell'Esodo (attribuito a Mosè, XIV secolo a.C.) riporta la ricetta dell'olio santo da utilizzare per l'Unzione: mirra, cannella, canna profumata e cassia. Il Cantico dei cantici (attribuito a re Salomone, X secolo a.C.) contiene un elenco dettagliato «dei migliori aromi»: melograno, henné, nardo, zafferano, canna profumata, cannella, incenso, legno di aloe e mirra. Incenso e mirra provengono dall'Arabia e dalla costa orientale dell'Africa, melograno e canna dalla Persia, ma i termini ebraici per nardo, zafferano ("karkom" che potrebbe anche riferirsi alla curcuma), cannella e aloe derivano dal sanscrito e potrebbero descrivere prodotti originari dell'India. La maggior parte di queste parole passò poi al greco nella loro forma semitica, dato che attesta l'importanza dei Semiti nel trasporto di spezie ed aromi nel Mediterraneo.

#### Cassia, cannella ed il coinvolgimento dell'India nel circuito

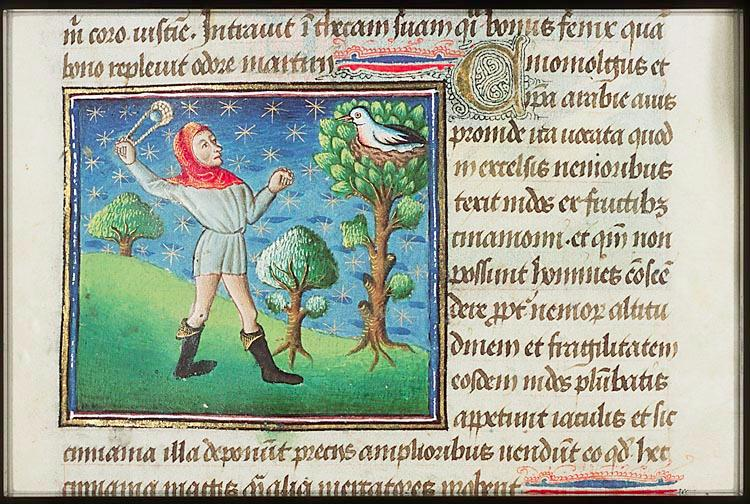
Rappresentazione medievale del Cinnamologus (in), il cui nido, secondo Erodoto, è costruito con bastoncini di cannella. Manoscritto miniato del XV secolo, Museo Meermanno, L'Aia.

Cassia e cannella sono la corteccia aromatica di diversi alberi del genere Cinnamomum, principalmente Cinnamomum verum (originaria dello Sri Lanka) e Cinnamomum cassia (della Cina). Presunte menzioni di queste due spezie asiatiche in testi antichi prodotti da civiltà lontane dai loro habitat naturali servono tradizionalmente come prova dell'antichità del loro commercio tra Oriente e Occidente.
Molti autori citano così la cassia come rimedio conosciuto in Cina fin dal XXVI secolo a.C., citata nello Shénnóng Běncǎo Jīng (it. "Il Celeste Operaio Classico della Materia Medica"), una farmacopea tradizionalmente attribuita al mitico imperatore Shennong che in realtà fu compilata all'inizio dell'Era volgare. La cassia è menzionata per la prima volta in un testo europeo di Saffo, poetessa greca del VII secolo a.C., quando descrive le ricchezze orientali delle nozze di Ettore e Andromaca di Troia. Gli inizi del commercio delle spezie indiano con il Mediterraneo si collocano classicamente nel V secolo a.C. su menzioni di cannella e cassia nell'opera di Erodoto. Lo storico e geografo di Alicarnasso li indica infatti accanto a incenso e mirra tra i beni venduti dagli arabi, spiegando che venivano usati dagli egizi per imbalsamare le mummie. I resoconti che fornisce sull'origine delle due spezie sono invece piuttosto fantasiosi. La cassia «cresce in un lago poco profondo» protetta da «animali volatili simili a pipistrelli», mentre la cannella viene da Nysa «dove è cresciuto Dioniso» ed è «raccolta dai nidi di grandi uccelli simili alla Fenice». Non ci sono, tuttavia, prove formali che i termini cinnamomum e cassia (latino), kinnamômon e kasia (greco) o kinamon e ktzeeha (ebraico) si riferissero effettivamente alla specie oggi conosciuta. Alcuni autori ritengono più probabile che si trattasse di piante d'origine araba o africana. La corteccia dell'arbusto della cassia abbreviata, il cui areale si estende dalla Somalia all'Africa meridionale, possiede quindi molte proprietà medicinali che la rendono un candidato più plausibile per la cassia o cannella dei testi antichi.

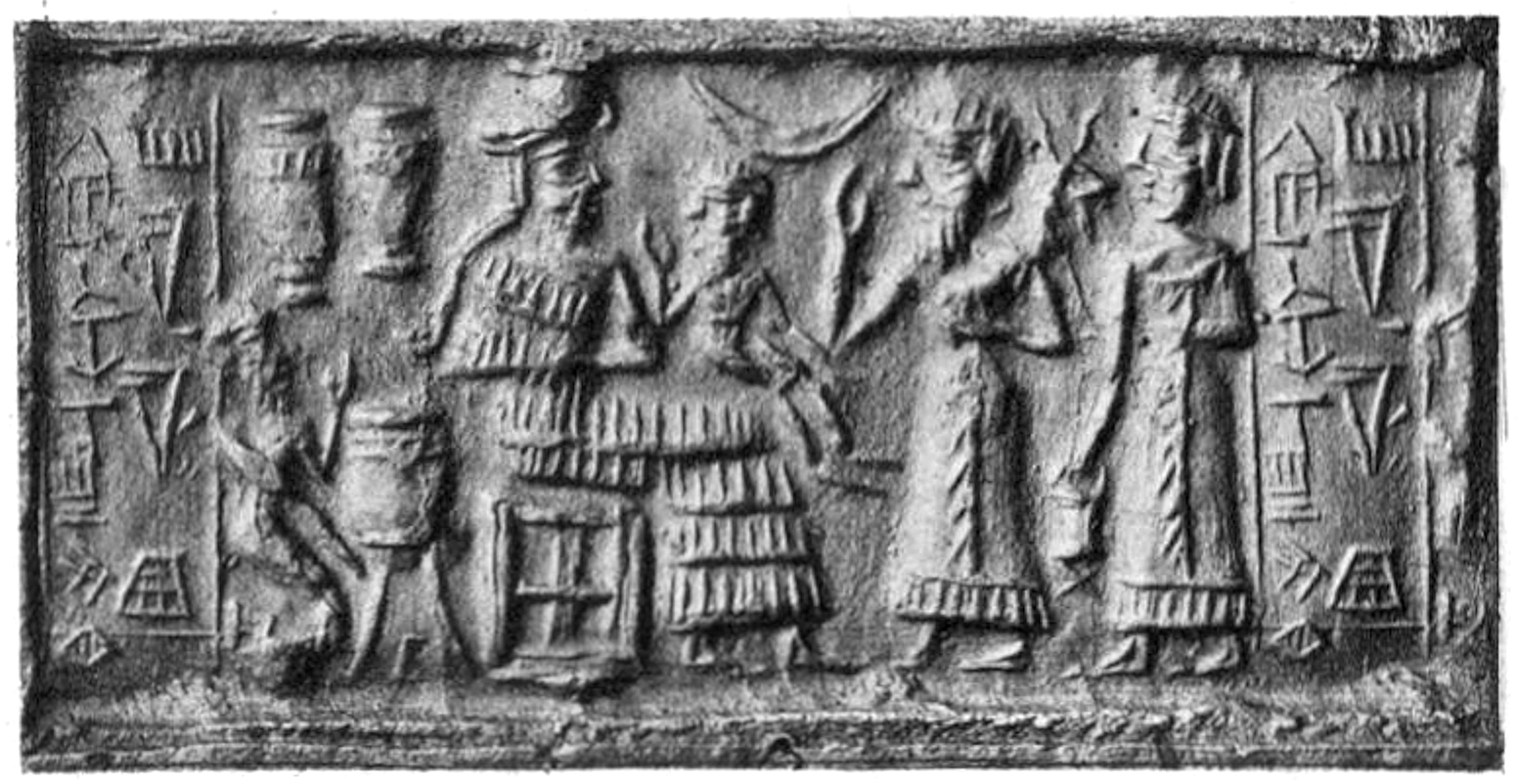
Sigillo dell'Impero di Akkad raffigurante "un interprete della lingua Melukhkha", una regione generalmente identificata come la Valle dell'Indo - Museo del Louvre.

Alcuni reperti archeologici supportano l'ipotesi di un inizio molto precoce del commercio delle spezie asiatiche con l'Occidente. Resti di cardamomo (originariamente dai Ghati occidentali) e chiodi di garofano delle Molucche sono stati così trovati a Terqa, un sito mesopotamico dell'Età del bronzo. Boccette di argilla fenicia datate XI-X secolo a.C. mostrano tracce significative di cinnamaldeide, il principale composto prodotto dal genere Cinnamomum. Se si discutono le identificazioni botaniche di queste scoperte, quella delle bacche di pepe nero provenienti dalle narici della mummia di Ramses II sembra indiscutibile.
Sebbene esistessero, gli scambi tra l'India e l'Occidente prima dell'Era cristiana non furono né importanti né diretti. Dal III millennio a.C., la civiltà della valle dell'Indo mantenne limitati rapporti commerciali con la Mesopotamia, l'Elam e la Penisola arabica attraverso il Golfo Persico. Si trattava soprattutto di navigazione costiera dal Gujarat e Makran all'Oman (Magan nei testi sumeri), alla regione di Bandar Abbas e Minab sullo Stretto di Hormuz, o dal Bahrain (la Dilmun sumerica) a Failaka nel Golfo. Questo primo commercio marittimo fu interrotto nel II millennio principalmente a causa di un marcato calo della produzione agricola nella Mesopotamia meridionale causata da desertificazione e salinizzazione del suolo. Non riprese fino alla metà del I millennio a.C. grazie alla politica unificatrice dell'Impero achemenide.

#### Carovane dall'Arabia Felix

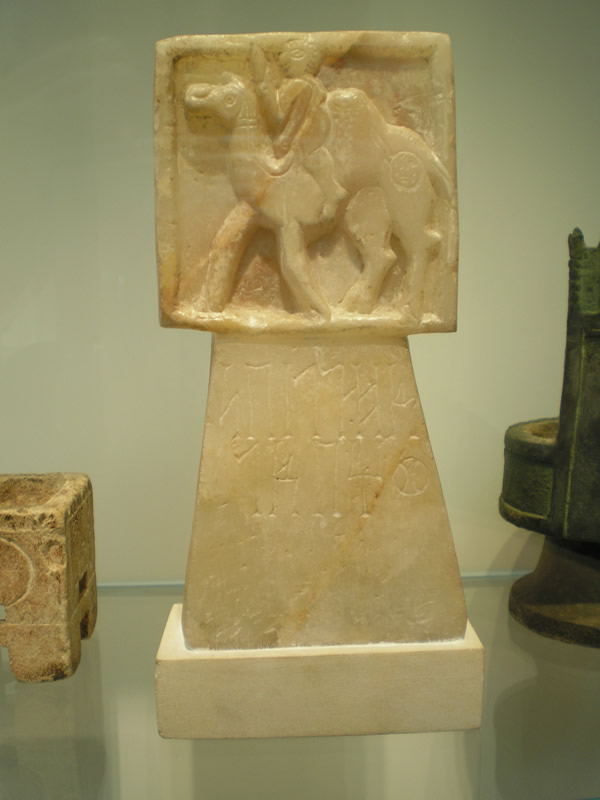
Bruciaincenso raffigurante un dromedario trovato a Chabwa, III secolo.

Il commercio via terra tra lo Yemen preislamico e le civiltà del Vicino Oriente Antico iniziò seriamente al principio del I millennio a.C. La regione a sud della Arabia Felix era allora divisa in quattro regni con lingue, culture e religioni molto diverse tra loro: Hadramawt, Qataban, Saba e Minei. Ciascuno sviluppò in una vasta vallata alluvionale, una tasca ecologica riparata dal mare dalle montagne, protetta dalle invasioni del deserto e irrigata da un uadi riempito dal monsone semestrale. Una rete di rotte commerciali collegano tra loro i regni garantendo lo scambio di sale, vino, grano, armi, datteri e cuoio. A poco a poco, questa rete si estese verso nord e si concentrò sul lucroso commercio di spezie ed aromi, dando origine alla "Via dell'incenso".
Hadramawt era l'epicentro della produzione d'incenso e la sua capitale Chabwa è una tappa obbligatoria per qualsiasi commerciante di tale prodotto. Da lì, la strada conduce a Tamna' (Qataban), la città principale di Qataban, dove viene coltivato l'albero della mirra, che è collegata ad Aden. È in questo porto che vengono sbarcate spezie esotiche come cannella, cardamomo, curcuma, legno di sandalo, legno di aloe e sangue di drago. Provengono da Socotra e forse dall'India, da Ceylon o addirittura da Insulindia e sono associati a produzioni locali e rivendicati come tali. Le carovane vanno poi a Marib, capitale del regno di Saba e città principale dell'antico Yemen, quindi a Yathul, nel piccolo stato dei Minei, da cui provengono la maggior parte dei mercanti di incenso. È qui che parte la traversata del Deserto Arabico verso il Mediterraneo.
La strada che porta al nord della Penisola non è un unico binario ma una complessa rete di sentieri che conducono a vari snodi per il rifornimento e lo scambio di merci. Nel V secolo a.C., le carovane erano composte da almeno 200 dromedari e precedute da una guardia di nomadi locali che le proteggevano dai banditi. Dopo l'oasi di Najrān, una strada si dirama a nord-est e raggiunge Gerrha nel Golfo Persico. Presumibilmente fondata da esuli caldei da Babilonia, la città prosperò grazie alla sua posizione strategica scambiando spezie e incenso arabi con tessuti persiani. Un'altra strada conduce a Tayma, ai margini del deserto del Nefud, e raggiunge l'Assiria e Babilonia per scambiarvi merci con argento e pietre preziose. Il percorso principale, invece, si estende fino a Petra, capitale dei Nabatei, al crocevia tra Arabia, Siria, Fenicia ed Anatolia. La maggior parte delle carovane terminano il loro viaggio a Gaza, sul Mediterraneo, da dove gli aromi s'imbarcavano per l'Egitto. La traversata, lunga 1.800 km, durava circa due mesi.

### L'apertura delle vie marittime del Mar Eritreo
Per le antiche civiltà del Mediterraneo esisteva uno spazio marittimo orientale che portava spezie ed erbe aromatiche. Chiamato "Mare Eritreo" da Greci e Romani, corrisponde allo specchio d'acqua che unisce l'Africa all'India e quindi all'attuale Mar Arabico. Questo mare così definito presenta due golfi, il Sinus arabicus (il Mar Rosso) e il Sinus persicus (il Golfo Persico), che circondano la Penisola arabica. Per molto tempo, l'accesso a queste strade rimase esclusivo appannaggio degli Arabi. Dal II secondo a.C., però, l'instaurazione di contatti diretti tra Egitto e India fu reso possibile dal progressivo indebolimento dei regni yemeniti che controllavano la Via dell'incenso. Tale evento si colloca all'inizio di un significativo periodo storico di pace e stabilità, durante il quale si stabilirono cinque grandi imperi che si spartirono le aree civilizzate dell'Eurasia: l'Impero Kusana nell'India settentrionale, l'Impero satavahana nell'India meridionale, la dinastia Han in Cina, l'Impero partico in Persia e l'Impero romano sul Mediterraneo.

#### I porti dell'Egitto tolemaico

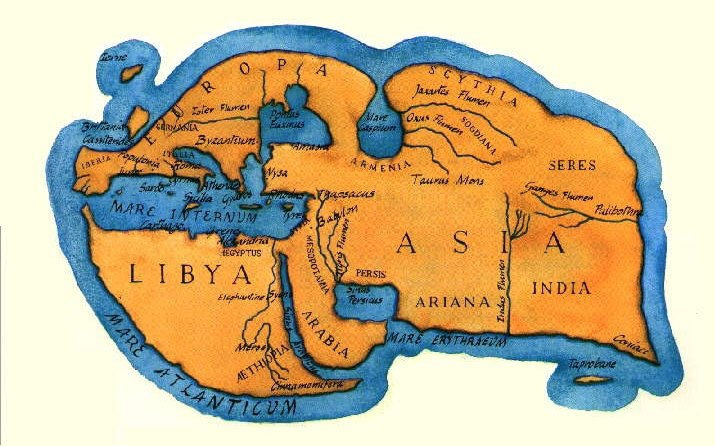
Ricostruzione della mappa del mondo secondo la Geografia di Strabone.

Furono le conquiste di Alessandro Magno ad aprire veramente i mari del sud al mondo mediterraneo. I due golfi, tuttavia, continuano a condurre una vita del tutto indipendente. Sul Golfo Persico, i Seleucidi controllano la parte orientale, mentre l'altra sponda è occupata da tribù arabe, tra cui i Gerrha. L'impero è poco interessato alle coste, perché è attraversato da rotte di terra provenienti dall'Oriente, come quella dall'India a Gedrosia, Carmania, Persis e Susana.
Sul Mar Rosso, invece, i Tolomei operarono attivamente per opporsi al predominio commerciale arabo sulle spezie sopprimendoli quali intermediari. Svilupparono i loro porti entrando così in contatto con i mercanti nabatei che controllavano il commercio delle carovane dall'Arabia meridionale: prima Arsinoé, sul Golfo di Suez, poi Myos Hormos alla foce del Uadi Hammamat e infine Berenice, fondata intorno al 260 a.C. da Tolomeo II. Nonostante la lunga strada attraverso il deserto che lo collega a Copto sul Nilo, il porto di Berenice aveva il vantaggio d'essere protetto dai venti del nord da un promontorio e di trovarsi al limite meridionale della zona di grande calma. Dopo aver perso le Guerre siriache all'inizio del II secolo a.C. e quindi l'accesso alle rotte terrestri degli aromatici, il regno lagide fece un'intensa esplorazione delle coste meridionali del Mar Rosso: potrebbe aver attraversato lo stretto di Bab el-Mandeb e essersi avventurato nel Golfo di Aden.
È in questo contesto che entra in gioco l'apertura di una rotta marittima diretta verso l'India. È attribuita a Eudosso di Cizico, il cui viaggio è raccontato dal geografo romano Strabone. Questo navigatore fece due viaggi in India da un porto egiziano verso la fine del regno di Tolomeo VIII (morto 116 a.C.), morendo in un tentativo fallito di aggirare l'Africa che sospettava essere circondata da un oceano. Navigatore della nave di Eudosso sarebbe stato Ippalo, lo "scopritore greco" della navigazione monsonica. Secondo Strabone, solo meno di venti navi attraversano il Mar Rosso ogni anno e difficilmente osavano superare lo stretto. Contrastavano con questi timidi inizi le grandi flotte di romane che ogni anno lasciano la costa egizia per l'India e l'Etiopia.

#### Gli scambi commerciali indo-romani di sete e spezie

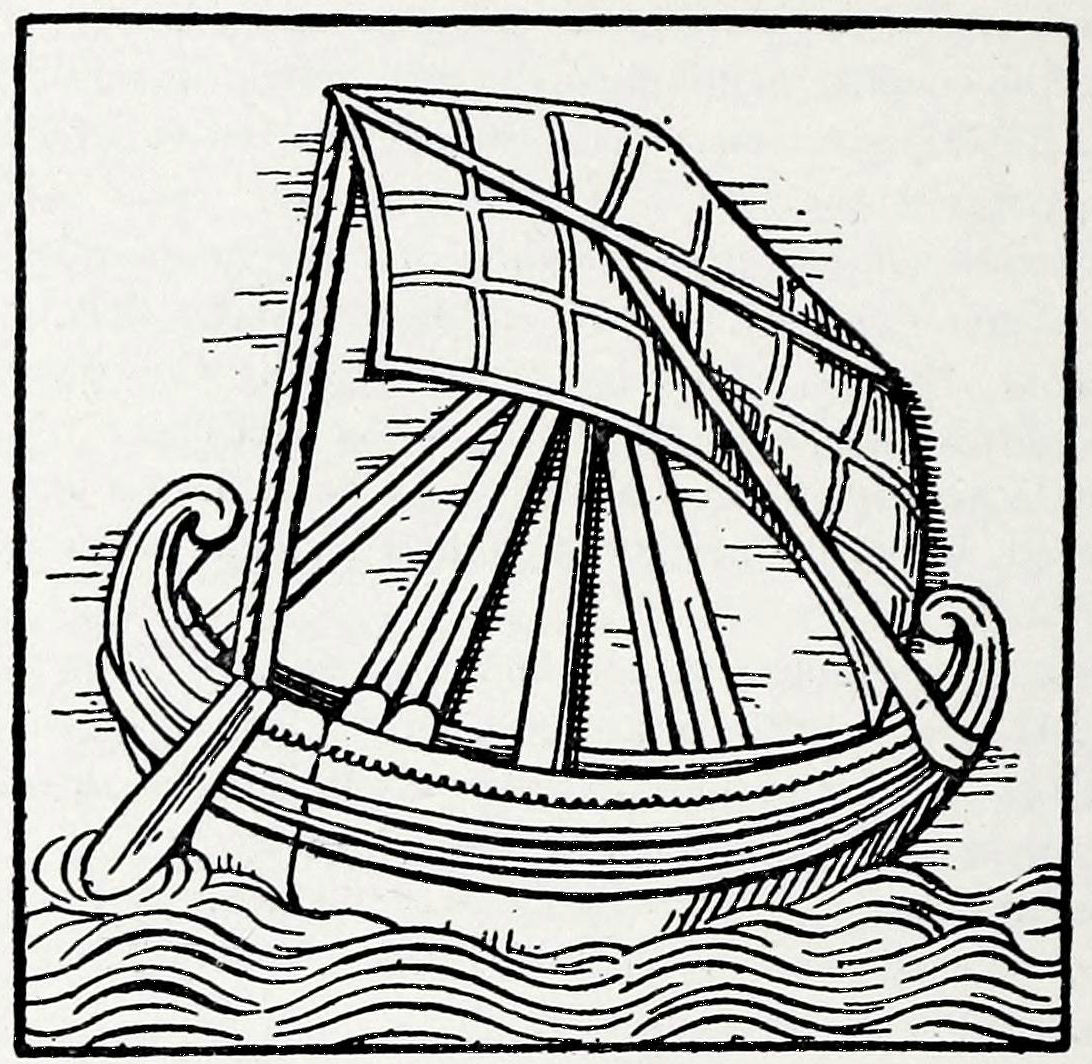
Nave mercantile romana IIII secolo da un sarcofago nel Palazzo del Laterano.

Molte ricette nel libro di cucina romano del I secolo De re coquinaria di Marco Gavio Apicio fanno uso di spezie, a riprova del consumo di queste preziose merci da parte di Roma. Non stupisce dunque che, dopo aver annesso l'Egitto nel 30 a.C., Augusto cercò di diventare padrone del commercio delle spezie conquistando l'Arabia. L'impresa fu però un fallimento, così gli scambi diretti di Roma con l'India e la Cina continuarono ad appoggiarsi sulle rotte marittime già stabilite dai Tolomei, seppur con significativi aumenti di tonnellaggio.
La celebre via della seta, i cui inizi datano al II secolo a.C., è forse da intendersi dunque quale "delusione romantica"? Certamente è da ridimensionare! Il nome immaginato dal barone Ferdinand von Richthofen alla fine del XIX secolo si trasformò gradualmente in una visione orientalista di cammelli che marciavano verso ovest per migliaia di miglia carichi di seta cinese Sebbene non si possa affermare con certezza che non esistesse la via della seta, l'idea d'una rotta transcontinentale diretta dalla Cina all'antica Roma è da respingere. Una delle uniche fonti riferenti una strada che porta dal Levante verso Oriente è un resoconto frammentario scritto in greco all'inizio I secolo. L'opera Stathmoí Parthikoí (it. "Stazioni della Partia") di Isidoro di Carace descrive infatti un percorso (senza accenno a scambi commerciali!) e ne misura le distanze tra le varie fermate. Inizia a Zeugma, sull'Eufrate, ed è direttamente collegata ad Antiochia di Siria, sul Mediterraneo, poi attraversa Seleucia al Tigri, Ecbatana, capitale invernale dell'Impero partico, Rey (Iran), Antiochia di Margiana (Merv), Alessandria d'Aria (Herat) e infine Alessandria d'Arachosia (Kandahar). La storia finisce qui ma sappiamo da altre fonti che Margiana è collegata alla Cina da Sogdiana, Battria e dalla Valle del Amu Darya, e che l'India può essere raggiunta da Kandahar tramite Taxila. Queste rotte terrestri erano molto meno trafficate delle rotte marittime e la seta cinese raggiungeva Roma principalmente attraverso l'India e il Mar Arabico. Le spezie sono anche la principale merce importata dall'Oriente e mai la seta competerà per importanza con esse durante il periodo romano.

rotte commerciali greco-romane con l'India secondo il Periplus Maris Erythraei.

La conoscenza delle rotte percorse e degli scambi di merci tra il mondo romano e quello indiano proviene principalmente da due fonti: la Naturalis historia di Plinio il Vecchio, pubblicata sotto l'imperatore Vespasiano (morto nel 79), e il Periplus Maris Erythraei di ignoto autore greco, generalmente datato alla prima metà del I secolo. Nonostante le loro differenze, i due testi concordano nel descrivere gli stessi percorsi. Partendo dai porti egiziani di Myos Hormos (Periplus) o Berenice (Naturalis historia), i mercanti raggiungono Océlis, vicino a Bab el-Mandeb. Entrambe le fonti citano anche il porto di Muza (Yemen), sulla costa araba del Mar Rosso, frequentato da commercianti d'incenso e profumi. La tappa successiva è Qana, sulla costa yemenita del Golfo di Aden, nella terra dell'incenso, da cui dipartono tre rotte: la prima costeggia la Penisola araba, attraversa il Golfo Persico e prosegue in cabotaggio fino a Barbarikon, alla foce dell'Indo; le altre due rotte attraversano l'alto mare, dal "Capo degli aromi" (Capo Guardafui), in Africa, o da Capo Syagros (Ras Fartak), in Arabia, attraversano il Mar Arabico fino ai porti di Barygaza o Muziri.
Barbarikon si trova nell'estuario dell'Indo, vicino all'odierna Karachi, e funge da sbocco per il commercio a lunga distanza dalle regioni montuose del Pakistan settentrionale, dell'Afghanistan e del Kashmir. Barygaza è identificato come Bharuch, nel Gujarat, alla foce del Narmada. È di gran lunga il porto più citato dal Periplus, corroborato da riferimenti a "Bharukaccha" in testi buddisti di lingua pāli e Lingua sanscrita. Contrariamente a Barbarikon, Barygaza era anche un importante centro di produzione e distribuzione di un'ampia varietà di prodotti. L'elenco delle merci esportate dai due porti è abbastanza simile: vi troviamo costus, lycium, bdellio, olio di nardo, indaco e pepe lungo. Muziris corrisponderebbe all'attuale villaggio di Pattanam, nel Kerala, la regione da cui proviene il pepe nero e di cui tale porto era il principale esportatore, oltre che di malabathron (forse una specie di cannella?), seta cinese, perle e pietre preziose.
| Mese      | Mar Rosso            | Mar Rosso | Golfo Persico      | Golfo Persico |
| --------- | -------------------- | --------- | ------------------ | ------------- |
| Novembre  |                      |           | Barbarikon         | 0 km          |
| Dicembre  | Barbarikon           | 0 km      |                    |               |
| Gennaio   |                      |           | Charax Spasinu     | 2350 km       |
| Febbraio  | Berenice             | 4500 km   |                    |               |
| Marzo     | Copto                | 380 km    | Palmira            | 1100 km       |
| Maggio    |                      |           | Antiochia di Siria | 300 km        |
| Settembre | Alessandria d'Egitto | 760 km    |                    |               |
| TOT       |                      | 5640 km   |                    | 3750 km       |

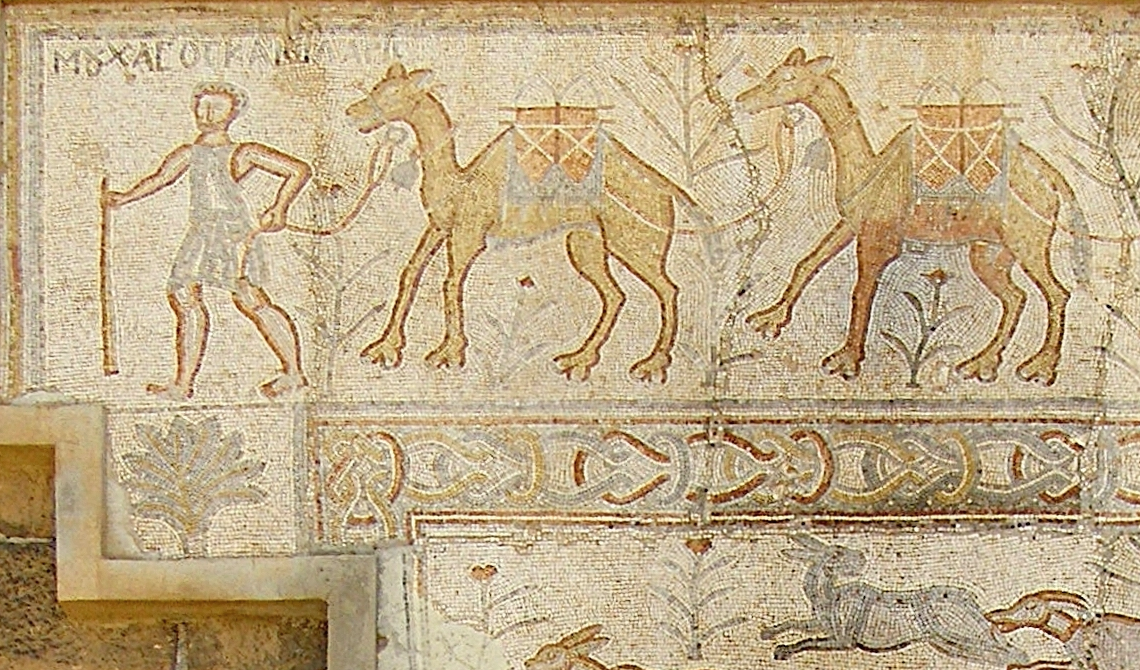
Una carovana di dromedari da un mosaico romano proveniente da Bosra (Siria).

Anche la via delle spezie indiane ha un percorso completamente diverso, anche se molto meno documentato: quella del Golfo Persico. Fu seguito principalmente da mercanti di Palmirene che avevano basi commerciali in Egitto, Socotra e presumibilmente Barbarikon. Le navi provenienti dalla costa indiana attraccavano a Charax Spasinu, vicino all'odierna Bassora, la capitale del Regno di Characene. Le merci venivano caricate sui dromedari per una traversata di un mese attraverso il deserto siriano fino a Palmira. Dalla città carovaniera, le spezie raggiungevano il Mediterraneo ad Antiochia passando per Qinnasrin. Rispetto alla rotta del Mar Rosso, la rotta persiana è nettamente più breve ma presenta una tratta terrestre lunga e difficile, al confine tra l'Impero romano e l'Impero partico. La scelta di una rotta o dell'altra sembra essere dipesa dai tanti fattori che determinano i tempi di questi lunghi viaggi, come il ciclo dei monsoni sull'Oceano Indiano, la disponibilità di animali per i nomadi del deserto siriano o le esondazioni del Nilo. È probabile che le spezie indiane raggiungessero il Mediterraneo in due diversi periodi dell'anno: alla fine della primavera ad Antiochia e all'inizio dell'autunno ad Alessandria d'Egitto, cioè all'inizio e alla fine della navigazione commerciale nel mare interno. L'uso di più rotte riduceva insomma rischi associati alle condizioni meteorologiche e politiche tra il Mar Rosso e l'Eufrate e bilanciava i prezzi!

### I poli del commercio medievale delle spezie

Rotta commerciale che, tramite il Mar Rosso, collegava l'Italia al sud-ovest dell'India.

Mappa della via delle spezie medievale e dei suoi rami, che mostra i principali centri di smercio e la direzione dei monsoni.

Roma ebbe un ruolo nel commercio delle spezie ma questo ruolo, a differenza di quello arabo, non durò per tutto il Medioevo. La Caduta dell'Impero romano d'Occidente e l'Espansione islamica, specialmente la conquista islamica dell'Egitto nel VII secolo, portò un radicale cambiamento, ponendo fine al commercio diretto tra l'Europa e l'Oceano Indiano ed affidandone il controllo ai mercanti ebrei (che di un monopolio virtuale sul commercio delle spezie in gran parte dell'Europa occidentale) e arabi radaniti, in particolare dall'Egitto. Durante il Medioevo, le spezie che raggiungevano il Mediterraneo attraverso i porti di Alessandria, Beirut e Acri rappresentavano solo una piccola parte del commercio mondiale di queste merci. La loro importanza nella gastronomia, nella medicina e nell'arte di vivere del mondo cinese, indiano e islamico indica che il baricentro del commercio e del consumo delle spezie si trovava allora in Oriente. L'Europa fu un attore periferico in una vasta rete commerciale di cui l'India era il centro. Le fonti d'approvvigionamento di questa rete erano l'Indocina e l'Insulindia mentre i grandi mercati di smercio erano la Cina ad Oriente e la Persia e Egitto in Occidente, facendo del mondo arabo-musulmano l'intermediario obbligato per il periferico mercato cristiano-europeo, pur costantemente "affamato" di spezie. Proprio questa "fame di spezie" avrebbe spinto gli Europei, nei secoli successivi, a cercare il modo di riaprire il contatto diretto con l'India.
Caduta Roma, il commercio nell'Oceano Indiano fu dominio indiscusso di mercanti persiani e arabi e degli empori malesi dello Srivijaya. Si trattava principalmente di reti private, di piccola scala e sviluppate pacificamente da avventurieri piuttosto che da ambizioni politiche statali. Questo sistema fu sia interrotto sia intensificato dall'ascesa quasi sincrona dei Fatimidi in Egitto (969), dei Song in Cina (960) e dei Chola nell'India meridionale (985). Il volume del commercio marittimo tra il Mar Arabico, il Golfo del Bengale e il Mar Cinese Meridionale crebbe notevolmente nel X secolo e rimase ad un livello elevato fino alla metà del XIII secolo, attraversando un periodo di recessione, a causa di disordini interni sia in Cina sia in India, protrattisi fino all'inizio del XV secolo.

#### Zayton e l'insaziabile mercato cinese

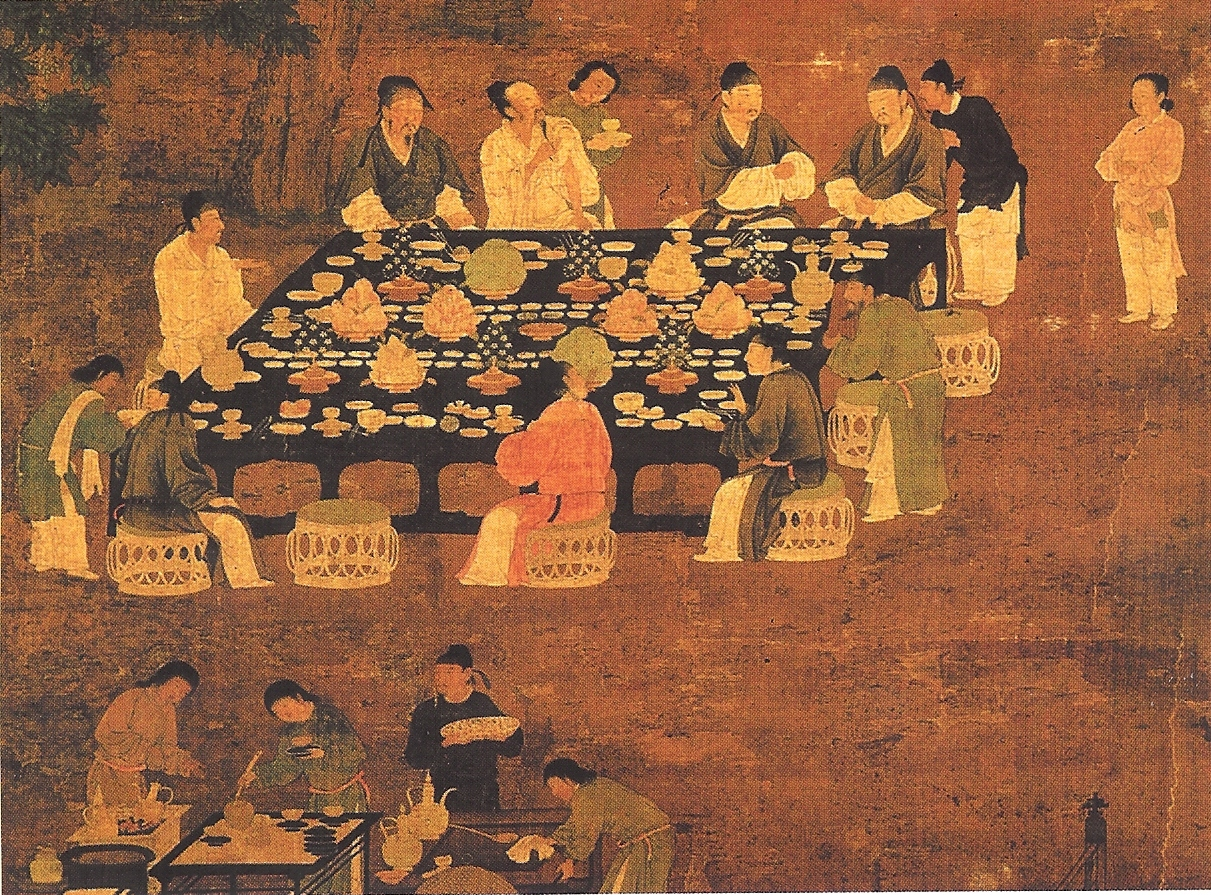
Banchetto dell'Era Song - Particolare di un dipinto attribuito all'imperatore Huizong (1100-1125).

La Cina antica e medievale fu uno dei motori più potenti per lo sviluppo del commercio internazionale, generando una domanda di beni di lusso che nemmeno la Roma Imperiale seppe eguagliare. Le conquiste territoriali dei Qin favorirono l'apertura della via della seta tramite cui un certo numero di spezie veniva introdotto nell'Impero dall'Asia meridionale e dall'Occidente. La cultura dell'incenso si sviluppò sotto gli Han con l'espansione del Buddhismo e del Taoismo. Dopo la Ribellione di An Lushan a metà del VIII secolo, il commercio delle "Regioni Occidentali" fu interrotto. Questo spinse la dinastia Tang a sviluppare le rotte marittime, supportando la costruzione di grandi imbarcazioni adatte alla navigazione d'altura. Le navi cinesi iniziarono a frequentare le coste del Malabar e dello Sri Lanka in cerca di spezie e altre mercanzie. A quel tempo la costruzione navale era costosa, la capacità di trasporto delle imbarcazioni molto bassa e il rischio di naufragio o attacchi dei pirati alto. L'unico commercio marittimo economicamente interessante era dunque proprio quello di merci preziose e costose, la maggior parte delle quali era costituita da spezie, termine che, per i cinesi, comprendeva allora un centinaio di prodotti diversi!
Il regno della dinastia Song (960-1279) fu segnato dall'espansione di quella che è stata chiamata la "via della seta marittima", erede delle antiche rotte commerciali create secoli prima dagli austronesiani. La Cina vi esportava oro, argento, rame, seta e porcellane, e nella direzione opposta riceveva avorio, giada, corno di rinoceronte e soprattutto spezie per un ammontare di diverse decine di migliaia di libbre l'anno, cioè quasi un quarto del volume totale delle merci. Il commercio di spezie ed erbe aromatiche era un monopolio statale e le tasse riscosse costituivano la principale risorsa finanziaria dell'Impero. Nel 971, a Canton, fu creata una sovrintendenza agli affari marittimi (Shibo si) e quest'antico porto dominò per un secolo il commercio estero. Fu gradualmente eclissato da Zayton (attuale Quanzhou), che fu dotato di un ufficio simile nel 1087. Nel 1225, mezzo secolo prima della visita di Marco Polo, Quanzhou ospitava le postazioni commerciali di 58 stati. Un gran numero di mercanti arabi e persiani vi si stabilì tra XIII e XIV secolo, costruendovi palazzi, negozi e templi. Il più famoso di loro, Pu Shougeng, ricoprì addirittura la carica di sovrintendente dello Shibo si per più di trent'anni.

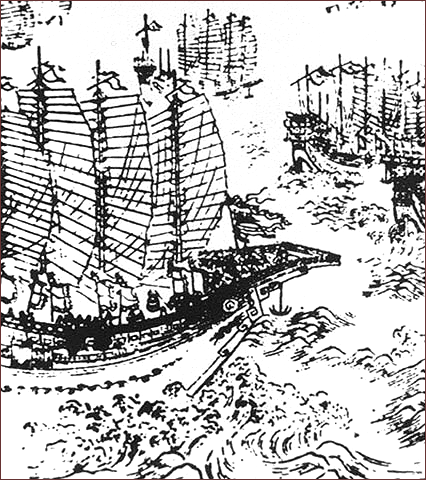
Le navi del tesoro di Zheng He, xilografia d'inizio XVII secolo.

Nella prima metà XV secolo, i viaggi dell'ammiraglio Zheng He produssero grandi cambiamenti nell'economia cinese e nel commercio delle spezie. Questo eunuco musulmano guidò sette spedizioni tra il 1405 e il 1433, principalmente per conto dell'imperatore Yongle. Comandò su almeno 30.000 uomini imbarcati su giunche lunghe più di cento metri, le famose "Navi del tesoro" (baochuan), cariche di doni preziosi. Più che il commercio, il loro scopo era soprattutto quello di rafforzare il tributarismo e di elevare il prestigio dell'imperatore della nuova dinastia Ming. I primi tre viaggi ebbero come destinazione finale Kozhikode, passando per Giava, Sumatra, Malacca e lo Sri Lanka. I successivi tre si spinsero più a ovest, visitando le opulente città islamiche di Hormuz e Aden, nonché la Somalia e Malindi sulla costa africana. L'ultima spedizione, voluta dall'imperatore Xuande, raggiunse addirittura La Mecca.
L'accesso diretto alle fonti e le enormi quantità di pepe riportato in Cina da questi viaggi avrebbero potuto avere un effetto sul mercato cinese simile a quello che il viaggio di Vasco da Gama ebbe in seguito su quello europeo. Per mantenere i profitti più alti possibile, l'impero implementò un ingegnoso sistema di ridistribuzione. Al posto dei consueti abiti invernali, ai soldati di stanza a Pechino e Nanchino veniva distribuito pepe e legno di Sappano (una specie preziosa importata dall'Asia tropicale). Con questi due beni venne sostituita anche la parte dello stipendio di tutti i funzionari civili e militari della capitale normalmente pagata in carta moneta. Nel 1424, per la cerimonia di intronizzazione dell'imperatore Hongxi, ogni abitante di Pechino ricevette un jin (circa 600 g) di pepe e legno di sappano. Il sistema di sostituzione del salario fu successivamente esteso ad altre province e, sebbene l'inflazione abbia causato una significativa svalutazione della carta moneta, il tasso di conversione in spezie rimase invariato. I dipendenti pubblici dovevano quindi rivendere il loro pepe a un prezzo dieci volte inferiore al valore nominale e la spezia passava così dallo status di prodotto di lusso a quello di merce comune: si stima che durante il XV secolo la quantità annua importata in Cina di pepe fu di 50.000 sacchi che corrisponde al volume totale portato in Europa durante la prima metà del XVI secolo!

#### Malacca e le talassocrazie dell'Arcipelago malese

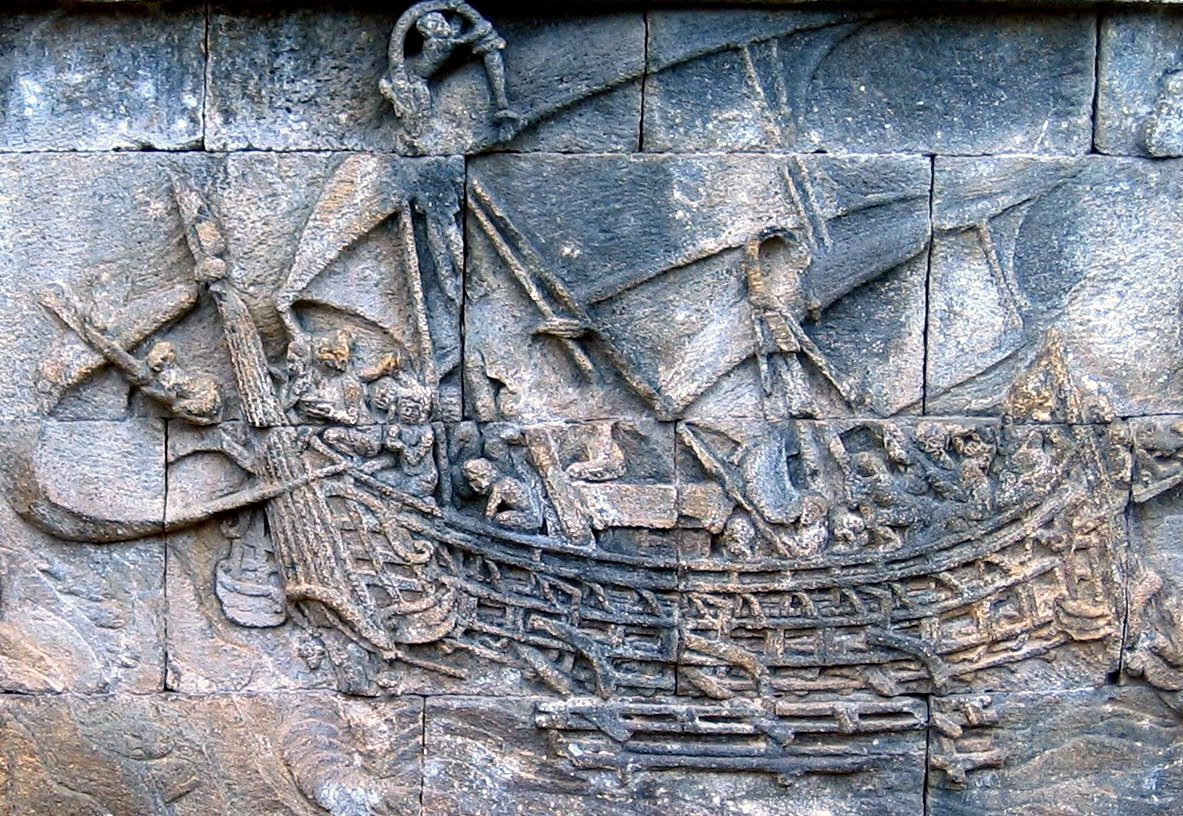
Bassorilievo della parete nord del tempio di Borobudur (IX secolo) raffigurante un tipico veliero giavanese.

Nato nella prima metà del VII secolo, il regno malay di Srivijaya esercitò grande influenza su buona parte del Sud-est asiatico. Fondata sul sito dell'attuale Palembang nel sud-est di Sumatra, probabilmente come confederazione di diverse città-Stato che si svilupparono in diversi porti della regione, soggiogò rapidamente il regno di Malayu, al centro dell'isola, e Kedah, la città principale della penisola malese. Per almeno cinque secoli, Srivijaya ha controllato lo Stretto di Malacca e lo Stretto della Sonda, partecipando così direttamente al lucroso commercio internazionale tra l'Asia occidentale, l'India e la Cina. Le sue relazioni complesse e ancora poco conosciute con le città portuali di secondo livello della penisola malese, con Giava e con il Borneo, le valsero spesso il nome di talassocrazia. Srivijaya è meglio conosciuto da fonti arabe e cinesi, che indicano la sua posizione importante, e persino temporaneamente dominante, nel sistema commerciale dell'Oceano Indiano:
(Abu Zayd Hasan al-Sirafi-Relazione della Cina e dell'India)
Srivijaya declinò dall'inizio del XI secolo, causa la concorrenza del vicino Regno Kediri, con sede nell'isola di Giava. Da lì, i successivi regni giavanesi di Singhasari e poi Majapahit avrebbero controllato il commercio delle spezie dell'arcipelago. Le loro capitali si trovano abbastanza vicine l'una all'altra, all'estremità orientale dell'isola. Sull'adiacente costa settentrionale si trovavano i porti che commerciano spezie: da ovest a est, Demak–Giapara, Tubano, Gresik e Surabaya, collettivamente all'incirca a metà strada tra le Molucche e lo Stretto di Malacca. Mercanti indiani e arabi vi si recavano attraverso lo stretto della Sonda a dicembre e partivano a maggio, per approfittare del monsone. I Giavanesi viaggiavano in modo complementare alle Molucche e alle Banda. Oltre a noce moscata, chiodi di garofano e legno di sandalo delle Isole delle Spezie, Giava esportava anche le proprie produzioni: finocchio, coriandolo, semi di jamuju (Cuscuta chinensis), tintura di wungkudu (Morinda citrifolia), e soprattutto pepe e cartamo. La coltivazione di queste due spezie originarie dell'India meridionale si diffuse in tutto l'arcipelago a partire dal XI secolo e Giava ne divenne la principale fonte per il mercato cinese.
Fondata nel 1404 sullo stretto di cui prenderà il nome da Parameswara, principe di Palembang, Malacca divenne nel XV secolo uno dei primi porti al mondo. La città-stato ricevette il sostegno della Cina in seguito alle spedizioni di Zheng He e il suo sultano sfuggì alla sovranità del Regno di Ayutthaya (Thailandia) e a quello di Majapahit. Malacca fu il fulcro degli scambi tra l'Oceano Indiano e il Mar Cinese Meridionale grazie in particolare al basso livello dei dazi doganali e ad un codice di leggi che offrì ai commercianti garanzie senza equivalenti nella regione. Divenne così una città cosmopolita, ove si stabilirono arabi, persiani, bengalesi, gujarati, giavanesi, cinesi, tamil, ecc. All'inizio XVI secolo, all'alba della conquista da parte del Portogallo, Malacca contava tra i 100.000 e i 200.000 abitanti.

#### Calicut, centro di smercio delle spezie indiane

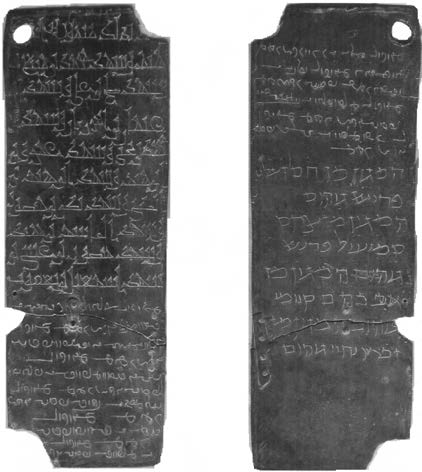
Lastre di rame del IX secolo ritrovate a Quilon - recano firme in cufico, pahlavi ed ebraico.

Situato all'incrocio delle reti commerciali arabe e cinesi, il Subcontinente indiano ospitava diversi centri economici distinti nel Medioevo. Le esportazioni di spezie indiane trovano menzione, tra le tante, nelle opere di Ibn Khurdadhbeh (850), al-Ghafiqi (1150), Ishak bin Imaran (907) e Al Kalkashandi (XIV secolo), e il viaggiatore cinese Xuánzàng menziona la città di Puri dove «i mercanti partono per paesi lontani.»
I prodotti delle Molucche venivano spediti agli empori commerciali d'India, passando per porti come Kozhikode, nel Kerala, e attraverso lo Sri Lanka. Da lì erano rispediti verso ovest, nei porti arabi del Vicino Oriente, Ormuz nel Golfo Persico e Gedda nel Mar Rosso, e talvolta in Africa orientale, dove furono usati per molti scopi, compresi i riti di sepoltura.
Nel nord-ovest, il Gujarat fu un'area centrale delle attività mercantili sin dall'antichità, esportatore di prodotti di cotone in tutto l'Oceano Indiano. Dal XI secolo, Cambay (Khambhat) divenne il porto principale della regione. Il portoghese Tomé Pires dirà che «Cambay ha due braccia ; la destra va ad Aden e l'altra a Malacca.» I gujarati erano fortemente coinvolti nel commercio con il sud-est asiatico, disponendo di stazioni commerciali a Pégou, Siam, Pasai e Kedah. Esportavano anche tessuti e perline in Africa orientale ottenendone in cambio gran parte dell'oro dello Zimbabwe. Il Gujarat era anche il principale magazzino di pepe del Malabar, collegato alla Mesopotamia ed all'Asia Minore tramite il Golfo Persico.

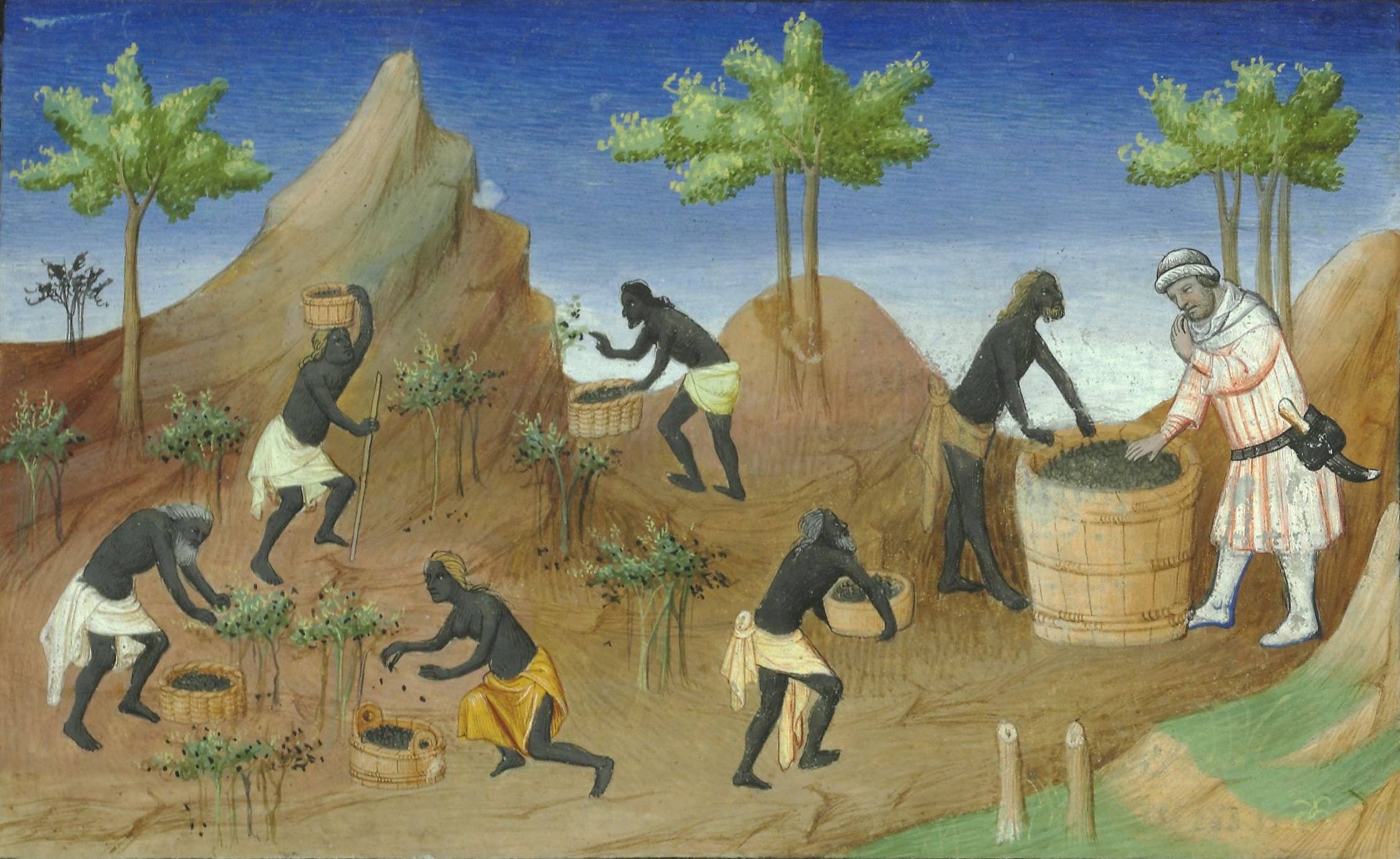
Raccolta del pepe nel Malabar miniatura da Il Milione di Marco Polo, ed. d'inizio XV secolo.

Nell'est della penisola, erano i bengalesi a dominare il traffico marittimo dal loro porto di Satgaon. La regione esporta principalmente cotone, zenzero, canna da zucchero e schiavi. È anche lì che vengono costruite le giunche, per la navigazione nel Mar Cinese, e i dhow, meglio adattati al Mar Arabico. A sud, la Costa del Coromandel emerse come centro commerciale grazie all'ascesa della dinastia Chola intorno alla fine del I millennio. Dopo aver eliminato tutta la concorrenza sulla costa orientale dell'India fino al Bengala, i mercanti del Coromandel presero possesso dello Sri Lanka e delle Maldive ed arrivarono persino ad attaccare la talassocrazia di Srivijaya per controllare le rotte commerciali verso la Cina dei Song. I mercanti tamil, principalmente indù ma anche buddisti o musulmani, svolsero un ruolo importante in questi scambi, assicurando, nel XII secolo, una presenza continua nella penisola malese ed in e in Cina, ove furono organizzati in gilde.

Per il commercio delle spezie, invece, era la costa del Malabar, ed il suo pepe, ad essere l'oggetto di tutti i desideri. Era servita da diversi porti, di cui i principali erano Quilon (Kollam) e Calicut (Kozhikode).  Si stima che quest'ultimo fosse noto ai cinesi dal XII secolo con il nome di Nanpiraj. I mercanti vi procuravano pepe, ma anche zenzero, noce di areca, curcuma e indaco, che scambiavano con metalli preziosi e porcellane. Calicut deve la sua prosperità soprattutto ai mercanti arabi che sostennero l'ascesa dei regnati locali, gli Zamorin, e li assistettero nella loro espansione territoriale. La città accolse viaggiatori famosi, come l'arabo Ibn Battuta (XIV secolo), il cinese Ma Huan (XV secolo), il persiano Abdur Razzaq e il veneziano Niccolò Da Conti (XV secolo), che ne riportò la seguente testimonianza:

#### Siraf e il commercio orientale arabo-persiano

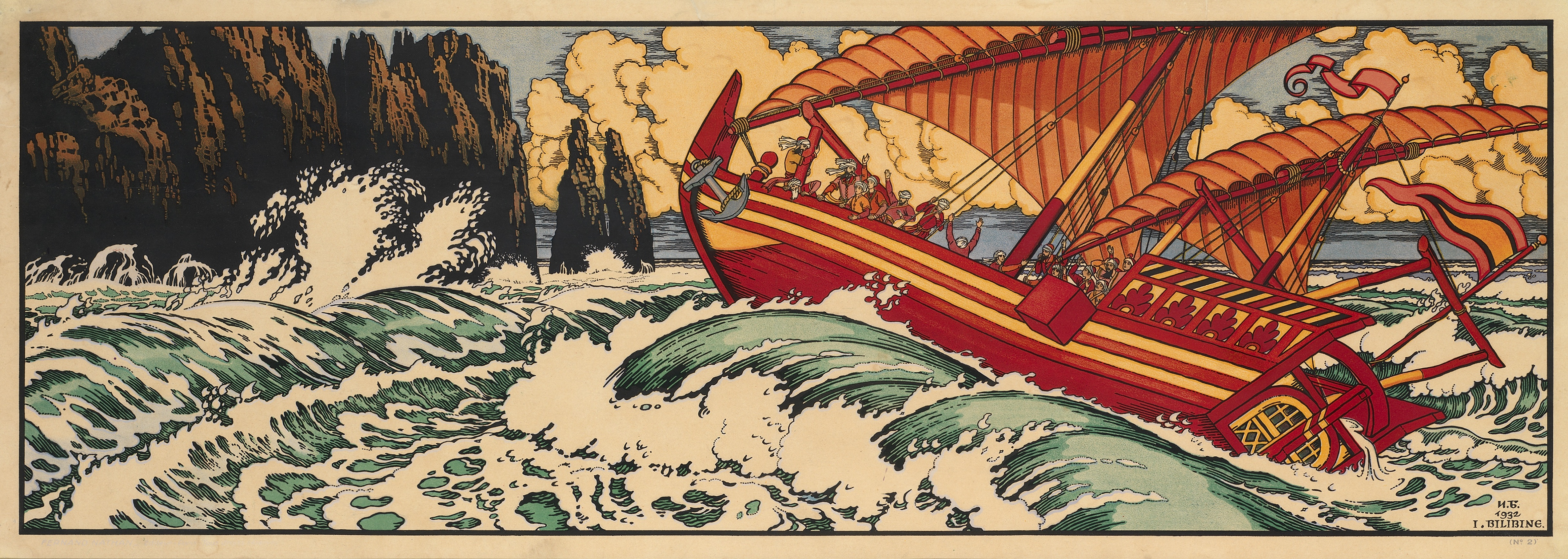
La nave di Sindbad il marinaio, ill. di Ivan Jakovlevič Bilibin (1932).

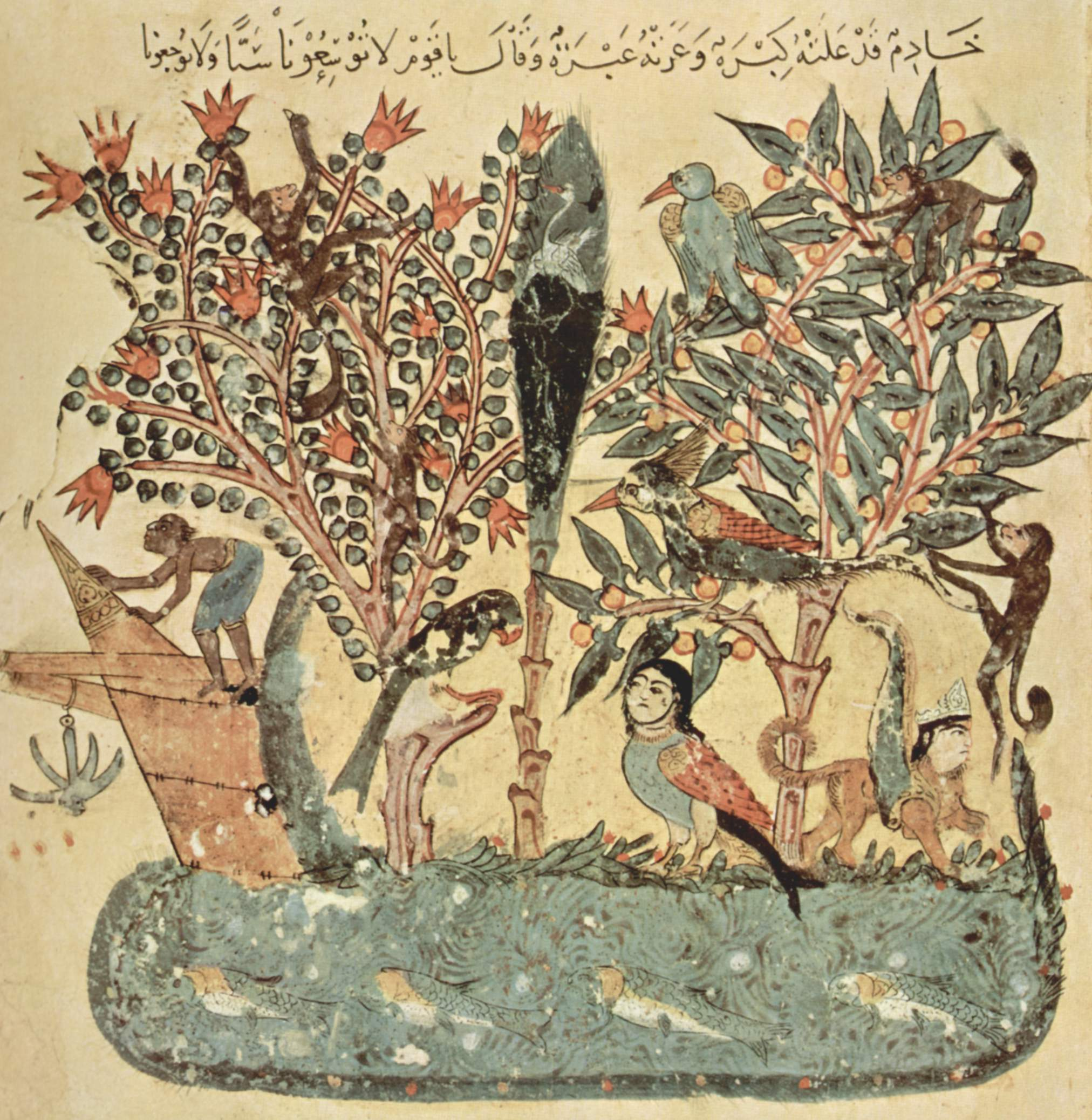
L'Isola Orientale, miniatura da Harîrî Schefer, Baghdad (1237).

Il coinvolgimento del mondo islamico nel commercio marittimo orientale crebbe sotto i califfi abbasidi (750-1258), quando la capitale del Califfato fu trasferita da Damasco a Baghdad. Gli arabi si limitarono a estendere le rotte commerciali dell'Oceano Indiano che in precedenza erano state nelle mani dei Sasanidi persiani e degli Ebrei della Mesopotamia I mercanti del Golfo Persico dominavano i mari e diffusero l'Islam fino al Mozambico e a Canton. La testimonianza più famosa di questo periodo è la favola delle fantastiche avventure di Sindbad il marinaio, un mercante di Baghdad che visitò la costa orientale dell'Africa e dell'Asia meridionale all'inizio del IX secolo.
I commercianti arabi, principalmente discendenti di marinai dello Yemen e dell'Oman, dominavano le rotte marittime dell'Oceano Indiano, attingendo alle regioni d'origine delle spezie nell'Estremo Oriente: le Banda e le Molucche, queste ultime menzionate in diverse fonti come la cronaca giavanese del 1365 che parla delle Maloko e le opere di navigazione del XIV-XV secolo tra cui il primo inequivocabile riferimento alle Molucche da parte di Sulaima al-Mahr che scrisse: «A est di Timor [dove si trova il legno di sandalo] ci sono le isole "Bandam" che sono le isole dove si trovano noce moscata e macis. Le isole dei chiodi di garofano sono chiamate "Maluku"»
Gli Abbasidi usarono Alessandria, Damietta, Aden, Bassora e Siraf come porti di ingresso per commerciare con l'India e la Cina.

Bassora era il primo sbocco delle province mesopotamiche sul golfo, prima di indebolirsi in seguito alla rivolta degli Zanji ed a quella dei Carmati. Nel IX secolo, fu il porto di Siraf a divenire il principale centro di smercio mediorientale delle merci provenienti da India, Cina, Sud-est asiatico, Africa orientale e Mar Rosso. Fu sede d'una popolazione di ricchi mercanti che vivevano interamente del commercio di beni di lusso, come perle, pietre preziose, avorio, spezie e ambra grigia, i cui dhow solcavano l'intero Oceano Indiano. Da Siraf, le spezie asiatiche raggiungevano via terra i mercati mediorientali di cui Baghdad era il centro nevralgico. Le merci raggiungevano da lì l'impero bizantino ed i suoi grandi centri di smercio: la capitale Costantinopoli e Trebisonda, sul Mar Nero, che fu a lungo il principale centro di distribuzione delle spezie verso l'Occidente.
A partire dal XI secolo, il Golfo Persico attraversò un profondo declino economico. Siraf fu danneggiata da un terremoto nel 977, subì la concorrenza di Qays, poi soffrì molto per il crollo dei Bouyid nel 1055. La rotta del Mar Rosso eclissò poi quella del Golfo quale direttrice per le spezie destinate al Mediterraneo. Siraf fu sostituita da altri porti, come Muscat sulla costa dell'Oman, e soprattutto l'isola di Hormuz che raggiungerà il suo apice nel XIV secolo.

#### Alessandria e i mercanti di Karim

Aden nell'atlante Civitates orbis terrarum di Georg Braun e Frans Hogenberg, 1572 circa.

Originari del Mediterraneo occidentale, i califfi fatimidi si stabilirono sul Nilo e fondarono Il Cairo nel 969, facendosi poi rinnovatori del progetto geopolitico già dei Tolomei di fare dell'Egitto, ora "arabo", l'intermediario tra Oriente e Occidente. Potenziarono così il porto di 'Aydhab sul Mar Rosso, di fronte a La Mecca, già utilizzato per veicolarvi i pellegrini. Da lì le relazioni commerciali con lo Yemen, antica terra prediletta dagli Ismailiti da cui provenivano i Fatimidi stessi, acquisirono importanza crescente. Deviato così il traffico dal Golfo Persico controllato dai rivali Abbasidi, i Fatimidi d'Egitto iniziarono ad ammassare pepe, cannella, zenzero, chiodi di garofano, canfora e gommalacca in transito per Aden, già sfruttato come luogo di riscossione dei tributi in spezie da Ubayd Allah ibn Ziyad, sultano yemenita.. Da Aydhab, una prima rotta terrestre raggiungeva Assuan nell'Alto Egitto attraverso il Wadi Allaqi, da dove le spezie venivano imbarcate sul Nilo in direzione di Alessandria. Dal XI secolo, tuttavia, le carovane dal Mar Rosso presero una rotta più diretta verso il Nilo seguendo il sentiero di Qûs, di 17-20 giorni di percorrenza. Questa particolare sezione del grande commercio delle spezie, conosciuta come la via Karim, continuò sotto gli Ayyubidi e i Mamelucchi fino alla metà del XIV secolo.

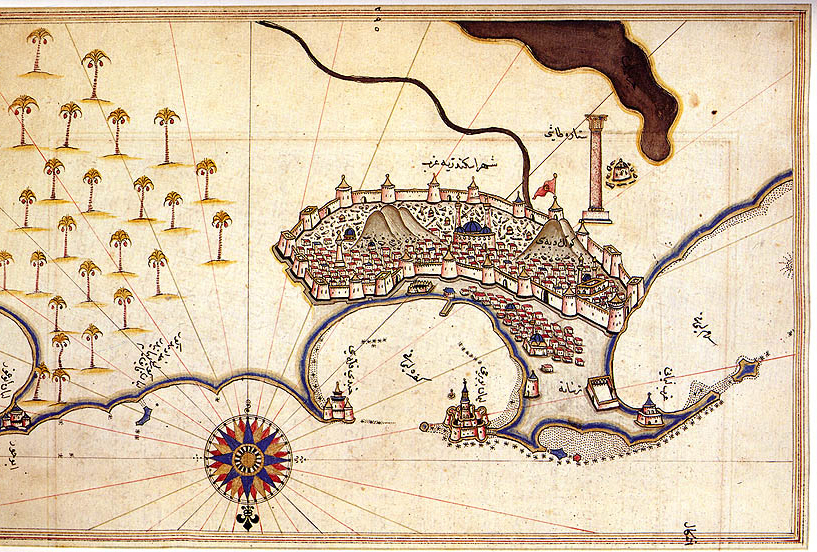
Alessandria d'Egitto, ill. in Kitab-ı Bahriye (inizio XVI secolo)

La storiografia ha a lungo perseguito l'ipotesi che i "Karimis" fossero una gilda di mercanti con un funzionamento misterioso. In realtà kârim è semplicemente il nome dato a una stagione che va da giugno a ottobre, cioè il periodo durante il quale le barche possono circolare tra Aden e Aydhab. Le navi lasciano le coste egiziane al più tardi entro la fine di giugno e l'ultima partenza dallo Yemen avviene in ottobre-novembre, rifornendo così i mercati del Cairo e di Alessandria dalla fine dell'autunno. Ad Aden, questa "stagione egiziana" cavalca brevemente la "stagione indiana" in cui i commercianti portano spezie dall'India meridionale. Il numero di Karimi salì a quasi duecento all'inizio del regno del sultano Al-Nasir Muhammad (1293-1341). Molti non facevano il viaggio da soli ed erano sostituiti da schiavi o parenti e alcuni non risiedono nemmeno in Egitto. Molti tuttavia fecero di Alessandria il capo delle loro reti mercantili e vi fecero costruire stabilimenti religiosi, residenze prestigiose, caravanserragli, terme o persino madrase. Lontana dall'immagine idilliaca di un porto sempre vivace, la città è investita da grandi affari solo a intermittenza, principalmente durante l'autunno e l'inverno, quando arrivano le spezie dal Nilo. Inoltre, non esisteva un unico souk ma piuttosto vari venditori, più o meno importanti, messi in contatto con i loro potenziali clienti da degli intermediari.
La rotta di Karim dovette essere modificata a partire dal 1360 perché la politica beduina dei Mamelucchi nell'Egitto meridionale produsse una rottura degli equilibri tra i gruppi tribali che tradizionalmente assicuravano il trasporto delle carovane e la loro sicurezza. Aydhab fu abbandonata a favore di due porti del Mar Rosso settentrionale, al-Qusayr sul sito dell'antico Myos Hormos, e, in particolare, El-Tor nel Sinai. Le navi rotonde di grande capacità dei Karimi furono gradualmente sostituite dai dhow yemeniti, piccole imbarcazioni con scarso equipaggio che portavano i pellegrini da Aden a Gedda, il porto della Mecca. Particolarmente comodi, circolavano nel Mar Rosso tramite cabotaggio indipendentemente dalla stagione dell'anno in cui cade il pellegrinaggio, fissata secondo il calendario lunare. La traslazione del commercio verso l'Hegiaz può essere spiegata anche dall'espansione dell'Islam lungo la costa orientale africana e in Madagascar: molti dei convertiti appartenevano alla classe mercantile e aspirano a visitare almeno una volta la vita alla Mecca e Medina. Dalla Città Santa, le spezie seguono le carovane di pellegrini al Cairo o a Damasco e raggiungono il Mediterraneo a Beirut o a Tripoli. Alessandria, che ora riceve le spezie due volte l'anno e a date variabili, perde così il suo monopolio a favore dei siriani.

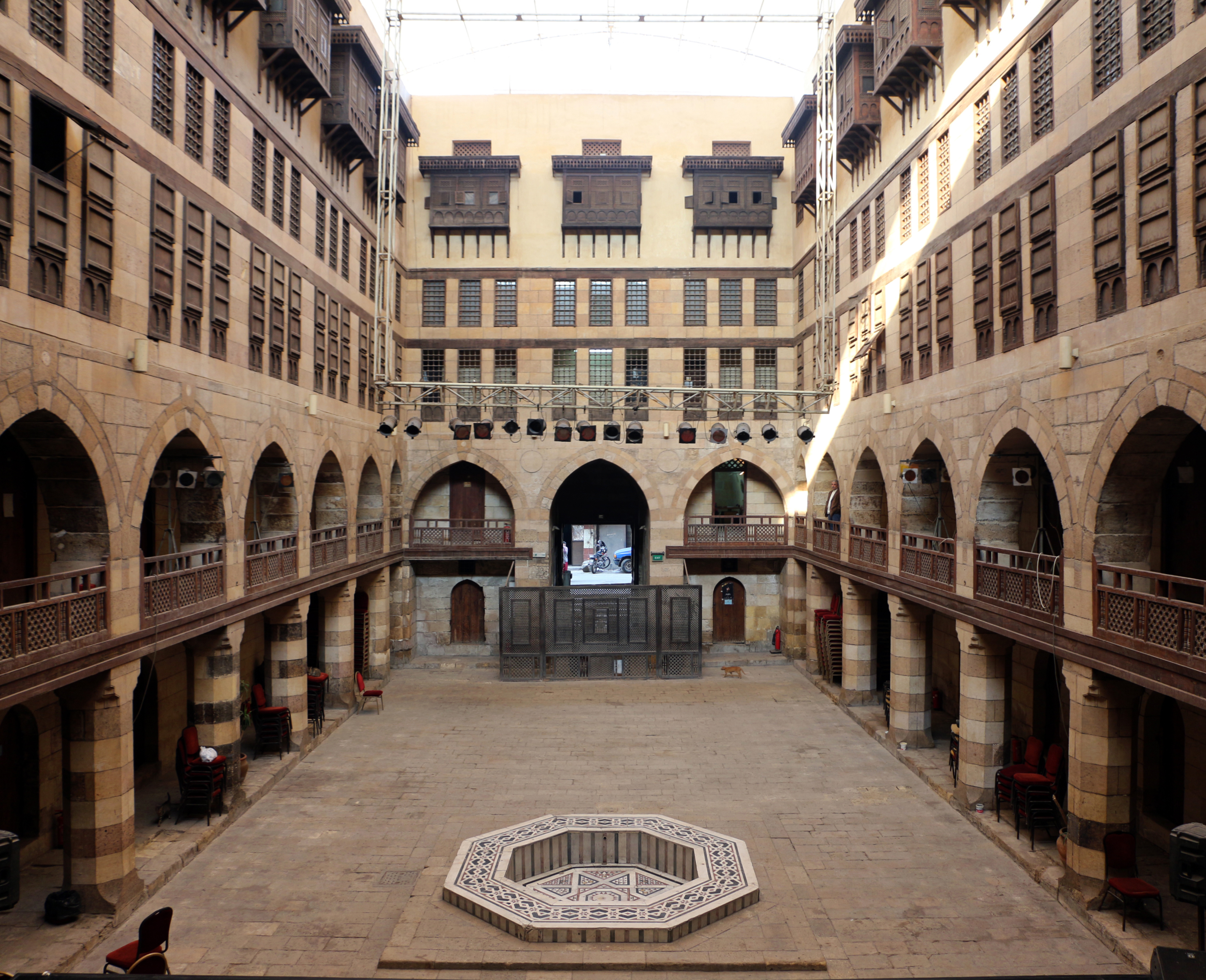
Il Wakâla di al-Ghawri al Cairo, caravanserraglio d'inizio del XVI secolo.

Anche il volume degli scambi sul Mar Rosso aumentò considerevolmente. Per tutto il XV secolo fu da quattro a cinque volte maggiore di quello del Golfo Persico. Il sultano mamelucco Barsbāy (1422-1438) vide l'opportunità di rimpinguare le casse del regno e adottò una serie di misure protezionistiche per garantirne l'esclusività. Nel 1425, il primo intervento favorì i mercanti egiziani e incanalò il commercio al Cairo. I commercianti stranieri potevano acquistare spezie a condizione che si recassero nella capitale mamelucca prima di tornare a casa. Un anno dopo, il sultano si arrogò la priorità commerciale sul pepe, vietando agli alessandrini di venderne prima che lui avesse concluso le proprie transazioni. Questo privilegio fu rafforzato nel 1432 da un embargo totale sulla vendita del pepe senza l'espressa autorizzazione del sovrano. L'ultima misura promosse le spedizioni dirette dall'India alla Mecca rimuovendo l'intermediario porto di Aden. Con un decreto del 1434, Barsbāy raddoppiò le tasse riscosse sulle merci provenienti dal sud della penisola e annunciò che qualsiasi commerciante yemenita sbarcato a Gedda avrebbe avuto il carico sequestrato a beneficio del sultano. Quest'interventi furono principalmente dettati da esigenze politiche e strategiche. L'Egitto sopravvisse infatti solo grazie alle sue importazioni di spezie per l'Europa. L'interferenza nel traffico del Mar Rosso rese definitivamente obsoleto il vecchio sistema di Kârim ma aprì anche la possibilità di un aumento significativo delle quantità scambiate. Ciò si rifletté nell'espansione dell'offerta di spezie sui mercati di Alessandria e del Levante per il resto del secolo.

#### Venezia e il monopolio europeo
Le crociate consentirono all'Occidente cristiano di riscoprire le spezie e di provocare un nuovo boom del commercio con l'Oriente musulmano. Tra le varie città-stato italiane che si contesero questo lucroso commercio tra l'VIII ed il XV secolo, le cosiddette "repubbliche marinare" (Repubblica di Venezia, Repubblica di Pisa, Repubblica di Genova, Ducato di Amalfi, Ducato di Gaeta, Repubblica di Ancona e Repubblica di Ragusa) fu la Repubblica di Venezia ad emergere quale potenza dominante, monopolizzando virtualmente la ridistribuzione delle spezie in Europa. Le spezie erano tra i prodotti più costosi e richiesti del Medioevo, usate in medicina oltre che in cucina e tutte importate dall'Asia e dall'Africa da Veneziani e pochi altri navigatori delle repubbliche marinare che le distribuivano poi in tutta Europa.

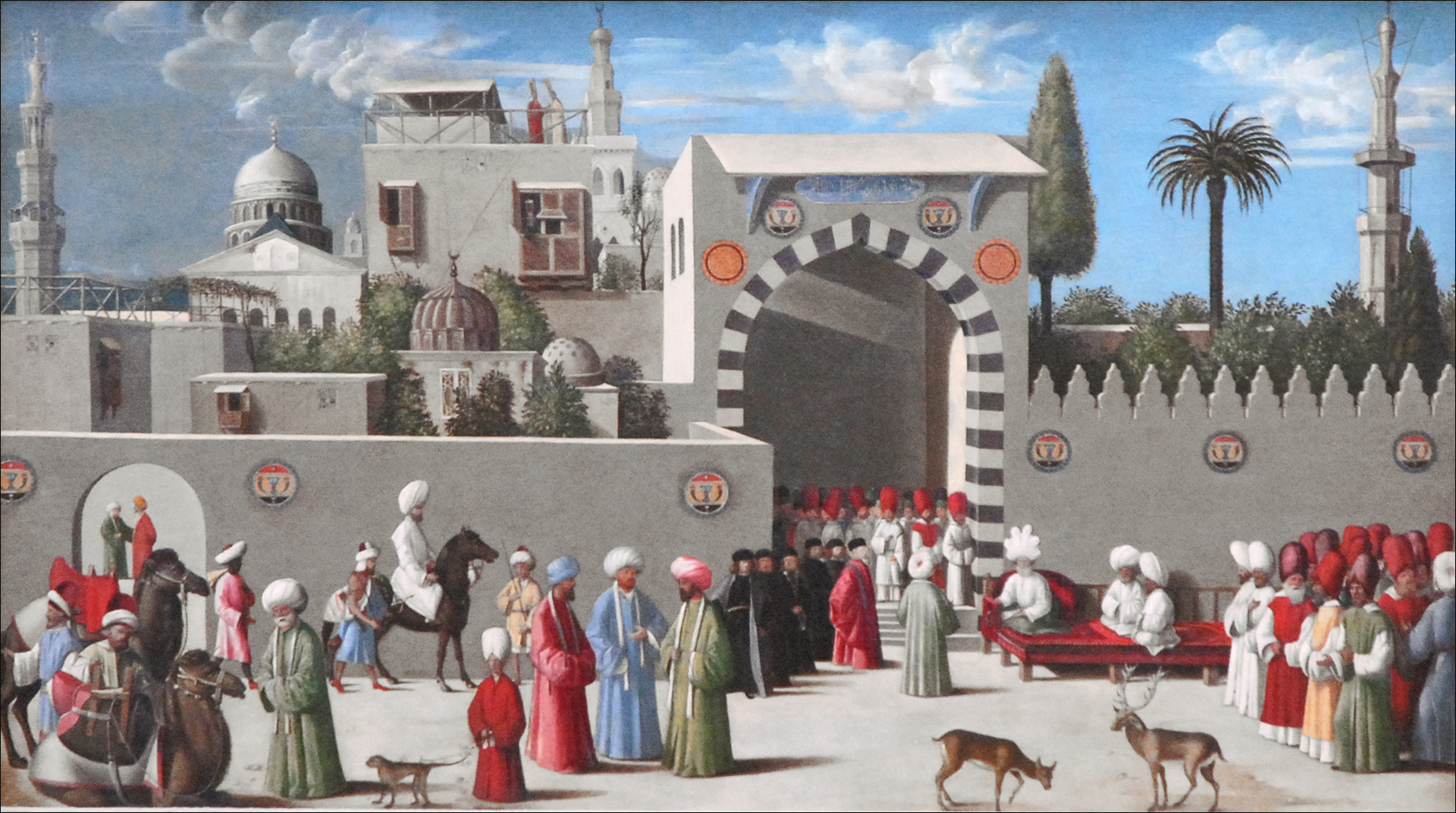
Delegazione veneziana a Damasco nel 1511. Museo del Louvre.

Dalla metà del XIV secolo, Venezia inviava regolarmente flotte di galee nelle mude per acquistare spezie dal Levante nei porti di Alessandria, Beirut e San Giovanni d'Acri. Le navi veneziane visitavano anche Trebisonda e Tana, lungo il Mar Nero, soprattutto durante il periodo del divieto pontificio al commercio con i Saraceni. Il primato della Serenissima, però, iniziò ad essere esercitato solo a partire dal secondo quarto del XV secolo, quando la repubblica riuscì a sconfiggere i suoi rivali mediterranei: Genova, Firenze ma anche Catalogna, Provenza e Sicilia.
La prosperità della città adriatica fu in gran parte dovuta ad un doppio sistema di ridistribuzione delle spezie e di altri prodotti orientali. In primo luogo, lo stesso Stato sovvenzionava un convoglio regolare destinato ai mercati occidentali (per Ponente). Conosciuta come le Galere delle Fiandre, questa flotta di circa cinque navi circumnavigava la Penisola iberica diretta a Bruges ed Anversa, a volte con una deviazione a Southampton. Le galee appartenevano alla Serenissima ed erano affidate al comando di capitani preposti all'applicazione di specifiche istruzioni (commissioni). Allo stesso tempo, la città vietava ai suoi cittadini di commerciare ovunque se non all'interno delle sue mura. Incoraggiava invece i mercanti germanici, principalmente da Norimberga, a recarsi direttamente a Venezia attraverso i passi dei Fern e del Brennero. Sul posto sono costretti a pagare diverse tasse (dogana dell'intrada et d'insida) e ad assumere un contabile ufficiale (sensale) che prendeva una commissione del 50% su tutte le transazioni. La Serenissima regolava anche rigorosamente il prezzo delle spezie vendute sul suo territorio e obbligava gli stranieri a scambiarvi i beni necessari al suo commercio di esportazione, come i metalli preziosi.

### La corsa alle spezie e l'Età delle scoperte

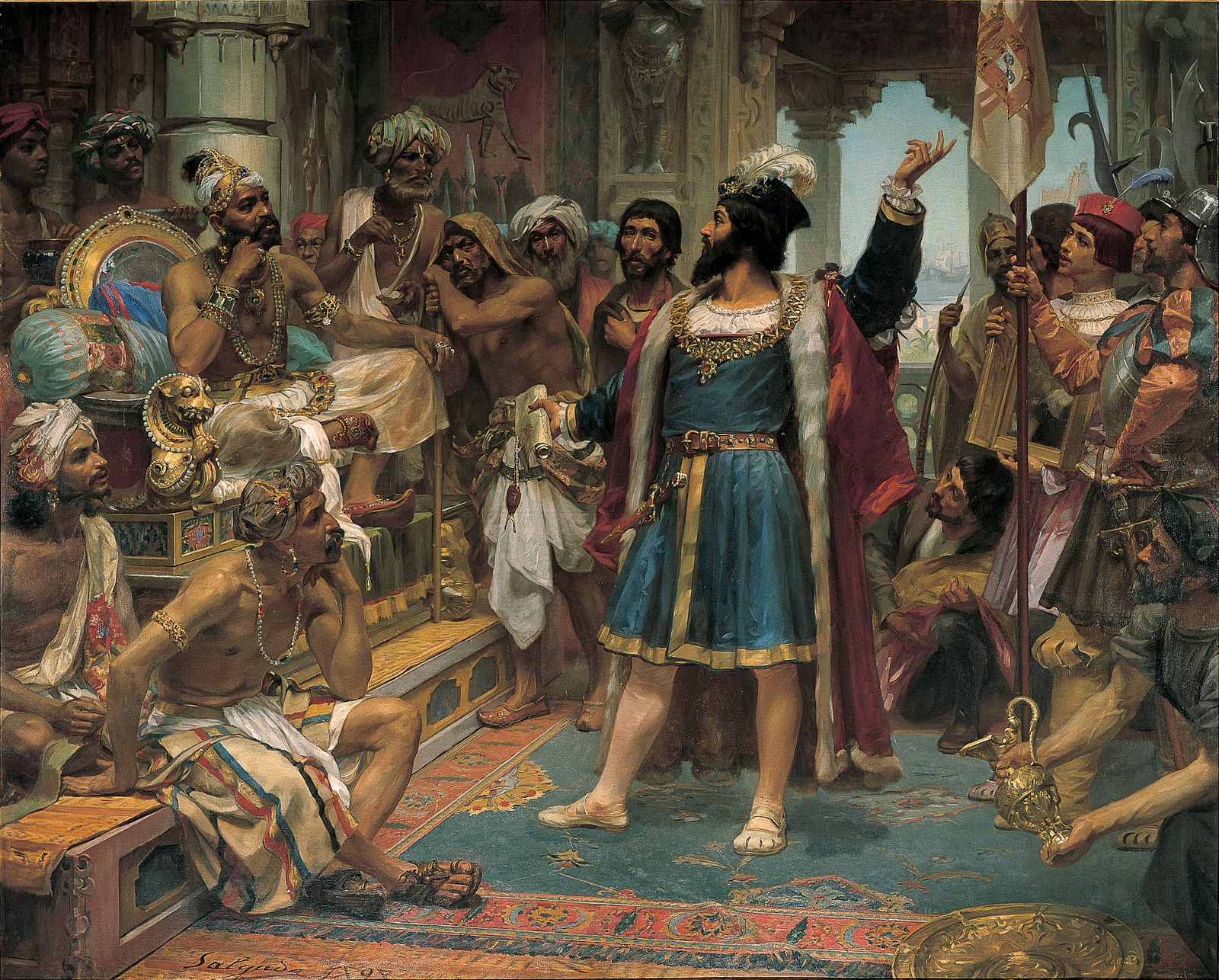
Vasco de Gama davanti allo Zamorin di Calicut - olio su tela di Veloso Salgado, 1898.

Tradizionalmente citato come l'evento che segnò la fine del Medioevo, la caduta di Costantinopoli nel 1453 interruppe notevolmente il commercio delle spezie. Prendendo il controllo delle rotte terrestri utilizzate dalle carovane arabe provenienti dalla Cina e dall'India, gli ottomani ridistribuirono le carte commerciali del Mediterraneo. Anche il trasporto marittimo delle spezie è reso più pericoloso dai pirati al soldo del sultano che perlustrano il bacino del Mare Nostrum. Il primato veneziano iniziò un lungo declino e permette l'emergere di nuove potenze commerciali. Il Trattato di Tordesillas (1494) divise il mondo in due tra i portoghesi, partiti per l'est, e i castigliani, che cercano di competere con loro dall'ovest. La circumnavigazione dell'Africa e la scoperta del Nuovo Mondo spostarono il centro degli scambi dal Mediterraneo all'Atlantico e la progressiva costituzione di una rete planetaria innescò una prima globalizzazione di cui la ricerca delle spezie fu appunto l'innesco.
Le principali potenze musulmane dell'epoca, il Sultanato di Delhi, sostituito nel 1526 dall'Impero Mughal, e la Persia safavide, mostrarono scarso interesse per gli affari marittimi L'Egitto dei Mamelucchi e l'Impero ottomano che lo annesse nel 1517 contesero invece attivamente il controllo delle rotte marittime dell'Oceano Indiano ai portoghesi. Nella seconda metà XVI secolo, i loro sforzi portarono al ripristino delle rotte tradizionali del Mar Rosso e del Golfo Persico e all'indebolimento del primo impero coloniale portoghese.

#### I portoghesi e la circumnavigazione dell'Africa

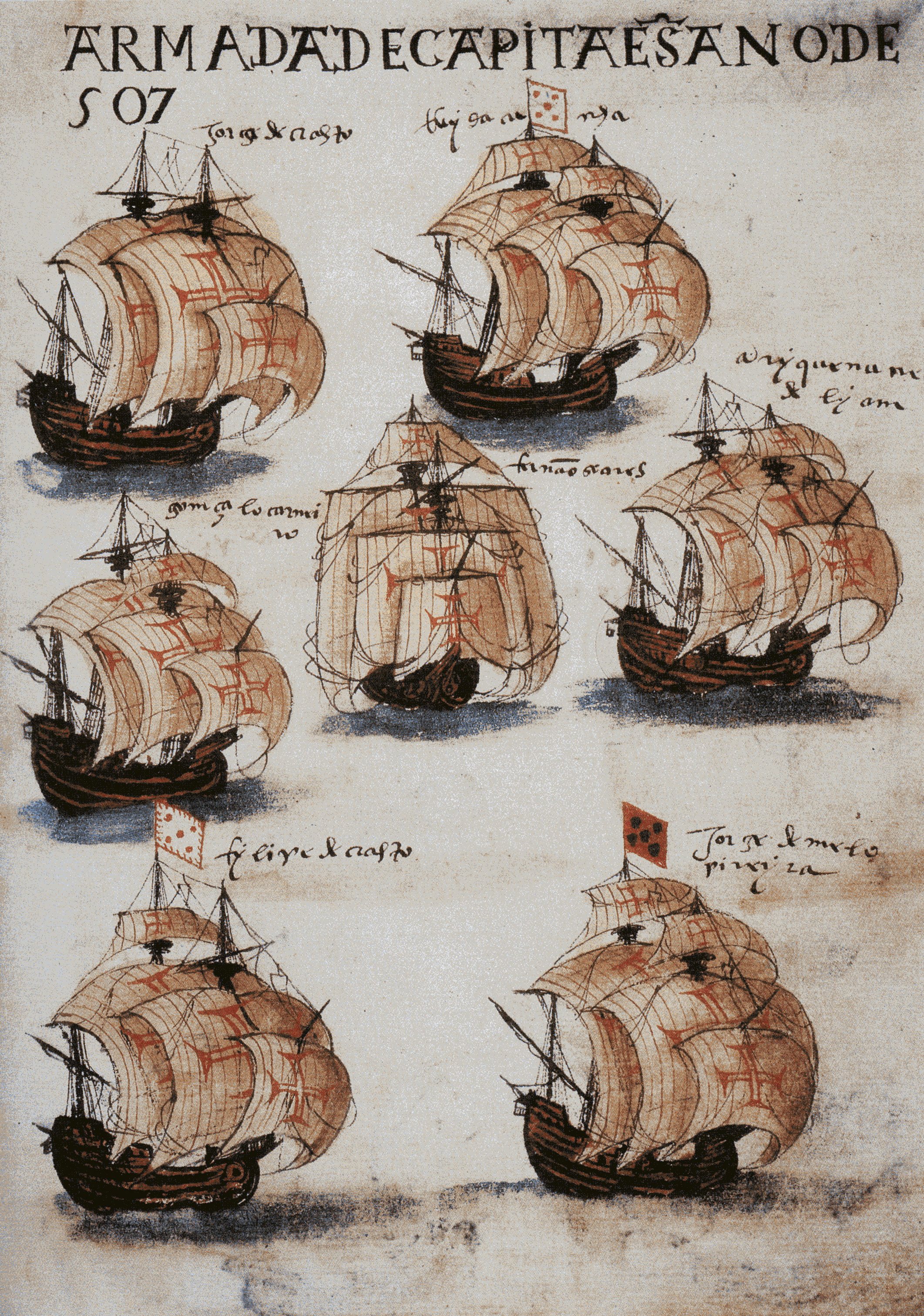
La IX Armata d'India (Mello, 1507) - ill. in Livro de Lisuarte de Abreu.

Iniziate al principio del Quattrocento, le esplorazioni marittime portoghesi furono in parte motivate dalla ricerca di una via alternativa al commercio mediterraneo delle spezie monopolizzato da arabi e veneziani. I lusitani raggiunsero i primi successi negli anni Quaranta del Quattrocento quando, dopo aver attraversato Capo Bojador, scoprirono l'origine dei "semi di paradiso" che avevano fino ad allora raggiunto l'Europa con le carovane transahariane. I mercanti portoghesi rilevarono il commercio di questa spezia che ottenevano lungo la Costa del Pepe e rivendevano a Lisbona. Secondo una fonte del 1506, un quintale di questa merce vi si poteva comprare per 8 cruzados, contro i 22 del pepe vero. Il re si arrogò il monopolio assoluto su queste nuove risorse, comprese quelle non ancora scoperte o che esistono solo nell'immaginario europeo: con una lettera patente del 1470, proibiva così ai mercanti che commerciavano con la Guinea di acquistare semi del paradiso, qualsiasi tipo di spezie, tinture o gomme e financo zibetti e unicorni!
Le sempre più lontane incursioni dei portoghesi portano all'apertura di una nuova rotta delle spezie orientali, doppiante il continente africano al Capo di Buona Speranza, superato nel 1487 da Bartolomeo Diaz. Fu per questa via che Vasco da Gama raggiunse Calicut il 21 maggio 1498. Quando uno dei suoi uomini fu avvicinato da due mercanti tunisini di lingua spagnola che lo interrogarono sul motivo della loro visita, rispose: «Siamo venuti per i cristiani e le spezie.» Anche se questa prima spedizione in Asia fu un fallimento, inaugurò più di un secolo di dominio portoghese sul commercio delle spezie. L'accesso diretto ai fornitori creò una concorrenza inaffrontabile per i veneziani: un quintale di pepe comprato a Calicut per 3 ducati veniva venduto per 16 ducati a Lisbona, mentre i mercanti della Serenissima, che lo acquistano da commercianti arabi, lo piazzavano a 80 ducati! Dal 1504, i porti mediterranei di Beirut ed Alessandria non avevano più spezie da vendere! I finanzieri tedeschi Welser (ad Augusta) e Fugger (a Norimberga) presero ad acquistarli ad Anversa che diventa la succursale di Lisbona. La pietra angolare del nascente sistema imperiale portoghese era la Carreira da Índia (pt) , il "viaggio in India", che apposite flotte armate dalla Corona (la c.d. "Armada da India") compivano ogni anno, lungo la rotta tracciata da Gama e perfezionata nelle spedizioni successive: da Lisbona a Goa e ritorno passando per il Capo, vera e propria ancora di salvezza intorno alla quale gravitavano coloni, informazioni e interessi commerciali. I portoghesi cercarono anche di bloccare il traffico marittimo arabo verso il Mediterraneo: presero Hormuz per chiudere il Golfo Persico, e Socotra per controllare l'accesso al Mar Rosso.
(Guido Detti, Lettera del 14 agosto 1499)
Per almeno mezzo secolo, il volto dell'impero in via di sviluppo è stato modellato dalla distribuzione geografica della coltivazione delle spezie. Non appena arrivarono nei porti della costa occidentale dell'India, i portoghesi appresero dai commercianti arabi e cinesi che l'origine di molte droghe e spezie pregiate si trovava più a est. A otto giorni di navigazione da Calicut, Ceylon era la fonte della cannella di alta qualità e abbondava di preziosi. Una prima fortezza vi fu costruita a Colombo nel 1518, poi furono istituite capitanerie a Cota, Manar e Jafanapatão. L'intera isola passò poi sotto la sovranità portoghese, pagando un tributo annuale in cannella. Era soprattutto il grande porto di Malacca che allora si credeva si trovasse su un'isola a suscitare la cupidigia dei nuovi arrivati. Vi si trovano le spezie più inestimabili per una frazione dei prezzi del mercato di Calicut, oltre a muschio e benzoino, introvabili in India. Questa opulenza non sfuggì a Tomé Pires, secondo cui «chi è signore di Malacca prende Venezia per la gola». La città fu conquistata nel 1511 dal governatore Alfonso de Albuquerque, già conquistatore di Goa l'anno precedente. Da lì, una piccola flotta comandata da António de Abreu e Francisco Serrão scoprì presto le famose Isole delle Spezie: Ternate, Tidore, Motir, Makian e Bacan a nord delle Molucche, produttrici di chiodi di garofano, e le Banda a sud di Ambon, produttrici di noce moscata.
Le spezie furono quindi la motivazione principale della spinta espansionistica portoghese nell'Oceano Indiano. I vari centri di produzione vennero progressivamente scoperti e riuniti in una rete commerciale articolata intorno a Kochi, nel sud dell'India. Questa rete non sostituì quella di Calicut, poiché i portoghesi abbandonarono rapidamente l'idea di eliminare gli intermediari per creare un sistema di stati clienti pagando generosi tributi ai principotti locali. Nella prima metà del XVI secolo, il volume annuo di spezie che transitavano per il Capo di Buona Speranza raggiunse i 70.000 quintali di cui più della metà erano pepe del Malabar. Il ripristino delle rotte levantine da parte degli ottomani (v.si seguito) erose però poco a poco il monopolio portoghese tanto che verso la fine del Cinquecento il volume annuo era di soli 10.000 quintali. L'impero portoghese collassò all'inizio del XVII secolo principalmente per motivi demografici: il piccolo regno iberico non aveva abbastanza soldati per portare avanti guerre offensive su un territorio così vasto. Durante tutto il periodo, infatti, non ci saranno mai più 10.000 portoghesi in tutta l'Asia.

#### Gli spagnoli, la scoperta del Nuovo Mondo e la rotta transpacifica
(Cristoforo Colombo, Diario di bordo del 19 ottobre 1492)

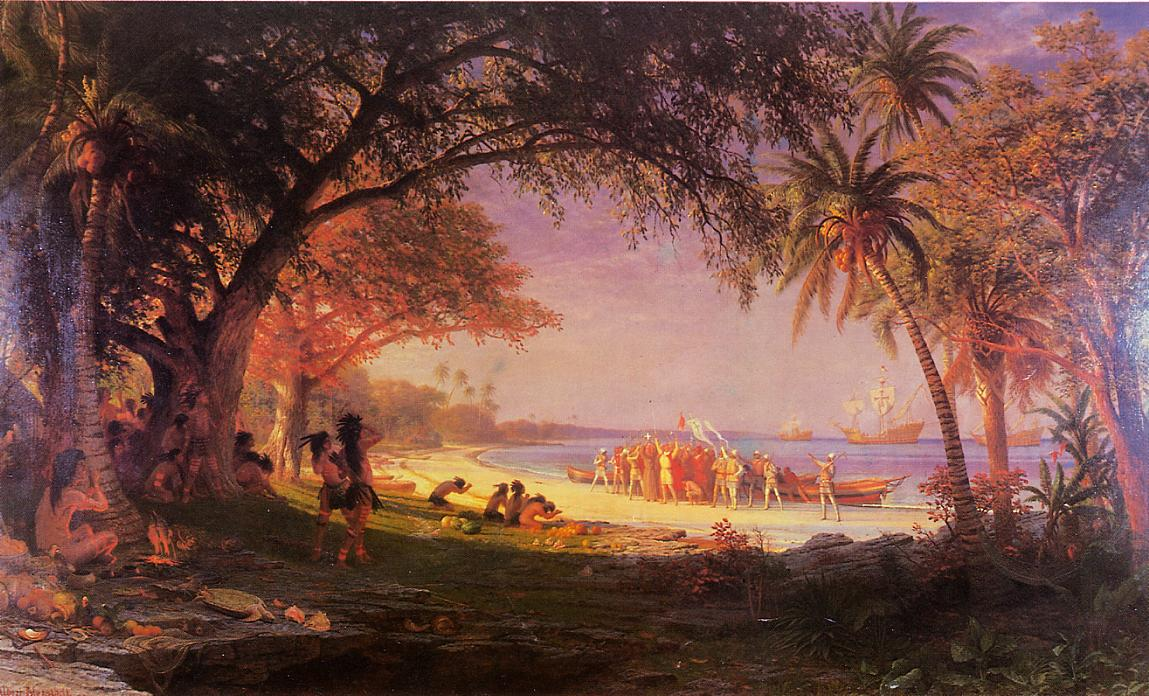
Lo sbarco di Colombo - dipinto di Albert Bierstadt, 1893.

Fu in un'aspra competizione per la ricerca delle spezie che l'ammiraglio genovese Cristoforo Colombo partecipò per conto dei re cattolici di Spagna: il suo compito era infrangere il monopolio dei veneziani e dei loro alleati mamelucchi, giunto all'apice negli anni 1490, e competere con l'esplorazione portoghese delle coste africane, ben nota a Colombo che aveva viaggiato fino al Castello di Elmina sulla Costa d'Oro. Quando progettò la conquista dell'Oriente passando dall'Occidente, era ispirato da Marco Polo e sognava le ricchezze del Malabar e del Coromandel nonché i pesanti vascelli carichi di pepe e cannella del lontano Catai. Prese appunto campioni di varie spezie da mostrare ai nativi che avrebbe incontrato per aiutarsi nella cerca della loro fonte. All'Isola della fortuna (Bahamas), Colombo scrive d'aver caricato le navi con legno d'Agar, «quello che si dice sia di grande prezzo.» Sbarcato a Cuba, riportò d'avervi trovato grandi quantità di mastice, simile a quello che i genovesi estraevano dall'isola di Chio. Il suo entusiasmo alla fine svanì e il bilancio delle spezie del primo viaggio fu misero. Colombo scoprì in compenso un nuovo prodotto: «C'è anche molto aji che è il loro pepe ed è molto meglio del nostro», in realtà il peperoncino Capsicum chinense che avrebbero poi conquistato il mondo. Anche il medico Diego Álvarez Chanca che lo accompagnò nel secondo viaggio volle credere all'illusione: « Ci sono alberi lì che credo producano noce moscata ma non posso esserne sicuro perché ora sono infruttuosi. […] Ho visto un indiano che portava al collo una radice di zenzero […] C'è una specie di cannella lì che, in verità, non è bella come quella che abbiamo visto.» Ci sarebbero voluti alcuni anni perché gli spagnoli comprendessero l'errore e capissero che il Nuovo Mondo, pur traboccante di ricchezze vegetali, non produceva cannella, noce moscata né zenzero. Dopo il suo quarto e ultimo viaggio, Colombo si lamenta di essere stato diffamato : il commercio delle spezie non diede i risultati immediati attesi dopo la scoperta delle Indie.

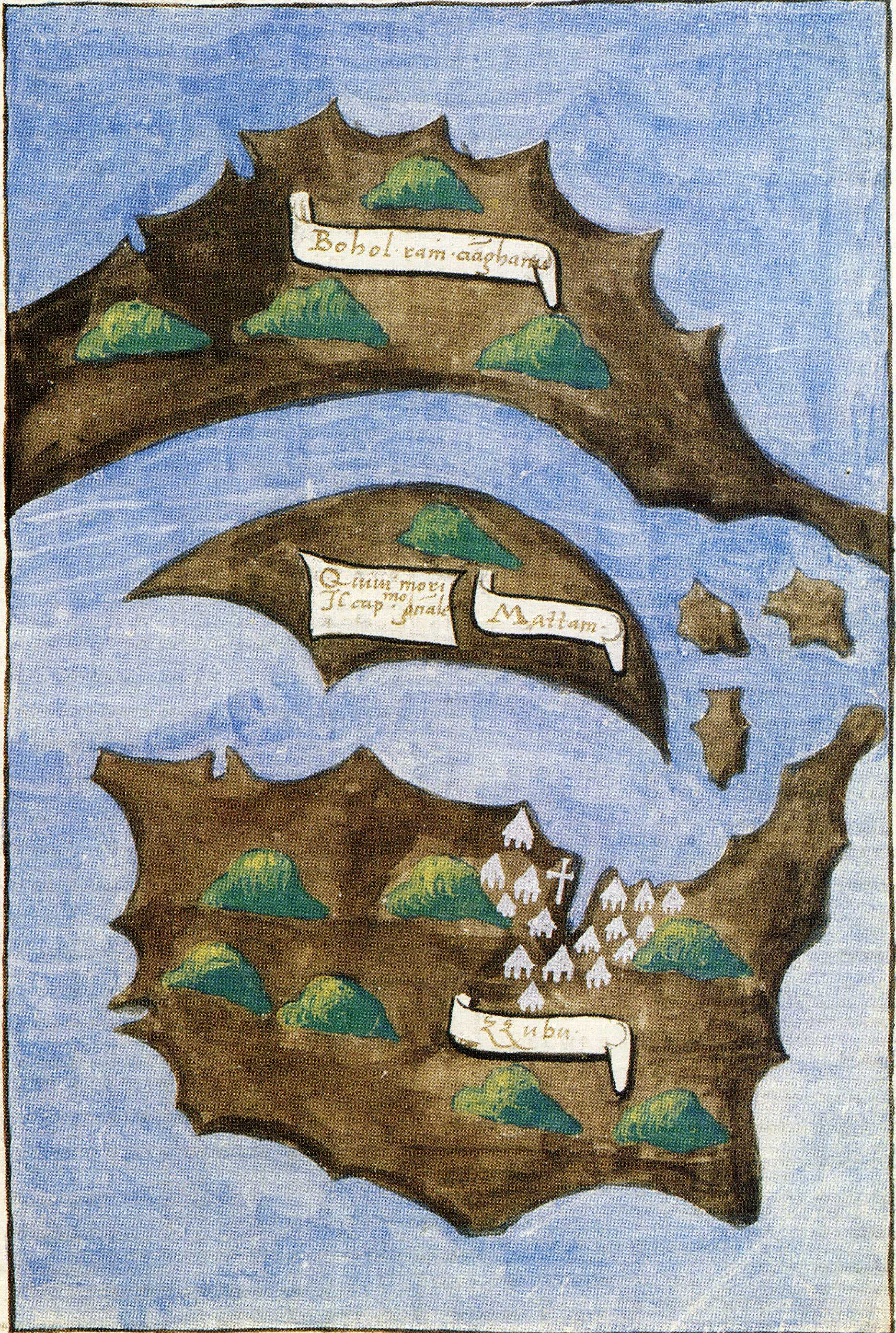
Carta di Antonio Pigafetta di Cebu, Bohol e Mactan, nelle Filippine.

La corsa delle spezie aveva introdotto gli europei in un nuovo emisfero. Per stabilirne la sovranità, il Trattato di Tordesillas definì la spartizione tra le sfere di influenza spagnola e portoghese sul meridiano passante 370 leghe a ovest di Capo Verde. La demarcazione orientale, nel Pacifico, divenne però controversa dopo che i portoghesi raggiunsero l'Oceano Indiano. Ferdinando Magellano, già parte della spedizione di Albuquerque a Malacca, cadde in disgrazia in Portogallo ma mantenne una corrispondenza con Francisco Serrão, stabilitosi all'Isola Ternate. Convinse re Carlo V d'Asburgo che le Molucche appartenevano alla Castiglia e si offrì di trovare la rotta che Colombo cercava invano per raggiungere le isole da ovest. Il navigatore aggirò le Americhe per lo stretto a cui diede il nome e scoprì le Filippine che chiamò "Arcipelago di San Lazzaro". La spedizione rimase per qualche tempo a Cebu, la cui popolazione si convertì al cattolicesimo, poi si lasciò trascinare in una guerra con la vicina isola di Mactan, finendo ucciso nell'aprile 1521 nella Battaglia di Mactan. Fu il suo secondo in comando, Juan Sebastián Elcano, che ebbe l'onore di attraccare a Tidore, nelle Molucche, compiendo poi la prima circumnavigazione della storia. Quando sbarcò a Siviglia, il 6 settembre 1522, solo 18 marinai su 270 erano sopravvissuti ma le stive dell'unica nave superstite erano piene di chiodi di garofano. Il successo della spedizione fu soprattutto simbolico e, dopo diversi altri tentativi infruttuosi, Carlo V finì con il rinunciare alle sue pretese sulle Molucche per 350 000 ducati con il Trattato di Saragozza del 1529. Il confine orientale tra le sfere d'influenza fu fissato 17° a est dell'arcipelago, lasciando ai portoghesi il monopolio quasi assoluto del lucroso commercio delle spezie asiatiche. I mercanti di Siviglia e del Vicereame della Nuova Spagna, tuttavia, non rinunciarono così facilmente alle possibilità economiche dell'Estremo Oriente. Nel 1542, il viceré Antonio de Mendoza inviò l'esploratore Ruy López de Villalobos a conquistare le Isole Ponant. Partì questa volta dalla costa messicana e raggiunse in poche settimane Mindanao, nell'arcipelago che chiamò "Filippine" in onore dell'allora neonato Filippo II di Spagna. Si trovò però davanti ad un duplice problema all'apparenza invalicabile: politicamente, era schiacciato contro la sfera d'influenza portoghese che gli bloccava il passaggio; geograficamente, a est gli alisei gli impedivano il ritorno in America. Dopo il fallimento di Villalobos, gli spagnoli persero interesse per l'arcipelago, troppo presi dalla loro politica europea e dallo sviluppo del loro dominio nel nuovo continente.

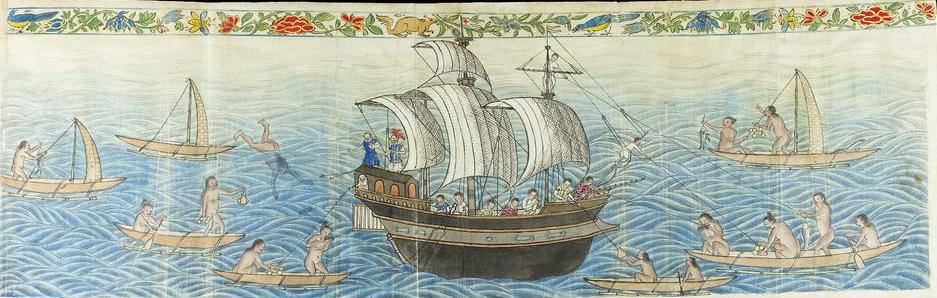
Un galeone di Manila accolto dagli indigeni Chamorro dell'"Isola dei Ladri" (Guam) - ill. dal Codex Boxer, 1590.

Alla fine del 1550, il prezzo del pepe portoghese aumentò improvvisamente e Filippo II ordinò una missione per conquistare le Filippine, nella speranza di negoziare l'accesso commerciale alla preziosa spezia. Le navi comandate da Miguel López de Legazpi e Andrés de Urdaneta presero la rotta di Villalobos, cariche di perline e tessuti colorati destinati agli scambi con i nativi. La spedizione giunse a destinazione nel 1565 ma dovette accontentarsi di magri guadagni in cannella. Le Filippine, invece, diventarono definitivamente spagnole e Urdaneta scoprì da sola la via del ritorno. Per farlo, intraprese un lungo e faticoso viaggio fino alla costa giapponese, attraversando poi il Pacifico lungo il 35° di latitudine Nord fino alla California. Istituì così la rotta transpacifica spagnola, un costoso ponte che permise alla Spagna di realizzare il sogno di Cristoforo Colombo e di ottenere la sua quota di ricchezze orientali. Per 250 anni, il galeone di Manila avrebbe effettuato la tratta annuale tra le Filippine e Acapulco (Nuova Spagna) da dove le merci venivano trasportate via terra a Veracruz e da lì spedite in Spagna. Sebbene l'origine di questa rotta sia stata dettata dalla corsa alle spezie, alla fine fu la seta cinese a renderla redditizia.

#### Gli ottomani ed il rinnovo delle rotte levantine
Sebbene l'apertura della Rotta del Capo diminuì di 2/3 le importazioni di spezie veneziane, il commercio marciano con il Levante non cessò mai completamente. Nella seconda metà del Cinquecento si osserva infatti una rinascita delle tradizionali rotte del Mar Rosso e del Golfo Persico e il flusso di spezie trova la sua strada attraverso gli ostacoli eretti dai portoghesi. Il volume medio delle importazioni di pepe della Repubblica di Venezia da Alessandria raggiunse così 1,31 milioni di libbre nel 1560-1564, contro gli 1,15 milioni precedenti l'inizio dell'ingerenza portoghese. Diverse teorie sono state avanzate per spiegare questo fenomeno: alcuni storici l'hanno usato per contestare il ruolo rivoluzionario dell'India portoghese nel cambio delle strutture generali del commercio nella regione; altri hanno accusato la corruzione, la capitalizzazione sottile o le inefficienze del monopolio lusitano del pepe; altri ancora hanno attribuito la rinascita del commercio mediorientale all'aumento della domanda interna di spezie, ininfluente circa il flusso di merci lungo la Rotta del Capo. Il ruolo degli ottomani fu a lungo sottovalutato poiché li si giudicò privi di reale interesse per il commercio al di fuori della semplice tassazione delle rotte. Furono invece le sofisticate strategie commerciali dei turchi e la loro complessa infrastruttura che sfidarono il monopolio della talassocrazia lusitana.

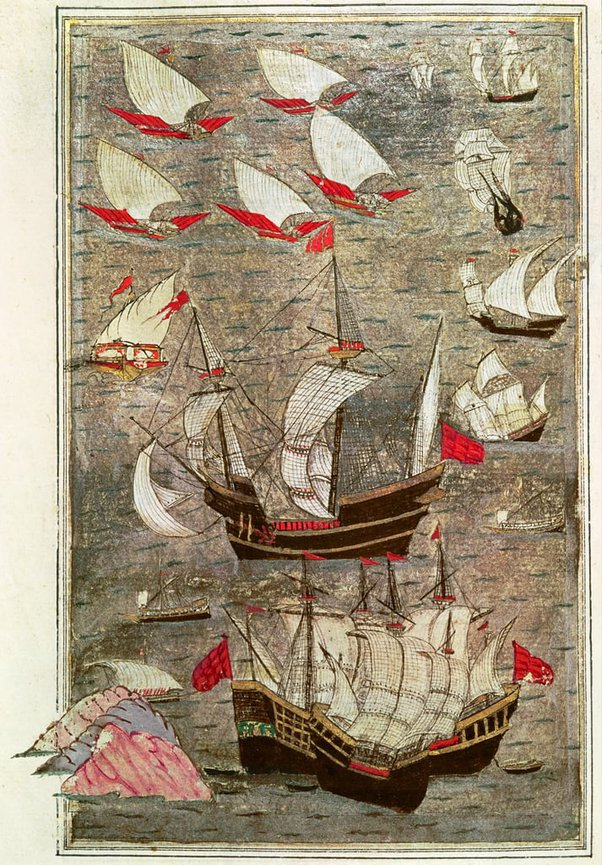
La flotta ottomana davanti Aden - dipinto turco anonimo del XVI secolo.

Dopo la conquista ottomana dell'Egitto e del Levante nel 1517, il sistema commerciale mamelucco fu smantellato e sostituito da un regime di libero scambio. La partecipazione dello Stato fu limitata alla riscossione di una tassa del 10% sulle spezie che passavano dai porti egiziani, la medesima che lo Sharif della Mecca riscuoteva per il carico passante da Gedda. Questa politica giunge al culmine del blocco portoghese del Mar Rosso e mirava a rispettare gli interessi mercantili sconvolti dalla concorrenza della nuova rotta per poter comunque trarre un minimo profitto dal commercio delle spezie. Nei decenni successivi, la posizione strategica ottomana nell'Oceano Indiano mutò drasticamente grazie agli sforzi di Hadım Suleiman Pascià, Viceré d'Egitto e poi Gran visir dell'Impero, che supervisionò l'espansione dell'Arsenale marittimo e della flotta del porto di Suez e sostenne o guidò numerose spedizioni nel Mar Rosso e nell'Oceano Indiano. Il dominio ottomano si estendeva ormai su Baghdad (1534), Bassora (1535), Aden e lo Yemen (1538). I turchi ottennero così il controllo esclusivo di tutte le rotte commerciali del Mar Rosso e del Golfo Persico, ad eccezione di Hormuz, un'impresa senza eguali dagli inizi del califfato abbaside. Questa posizione costrinse i portoghesi ad aprire un dialogo formale con Costantinopoli sul futuro della spezia commerciale e, negli anni successivi, sono emerse diverse proposte di accordo di libero scambio nell'Oceano Indiano, nessuna delle quali è stata accettata da entrambe le parti. Questo periodo vide anche l'ascesa dei corsari ottomani, le cui incursioni predatorie interruppero in modo significativo la Carreira da Índia. Il partecipante più iconico di questa guerra di corsa fu un marinaio di nome Sefer Reis, la cui carriera marittima si protrasse dagli anni 1540 fino alla metà degli anni 1560, cioè il periodo più intenso dell'ascesa commerciale ottomana lungo la rotta delle spezie: non un corsaro nel senso europeo del termine, poiché era un membro regolare della Marina ottomana, ma le cui attività dirette esclusivamente contro le navi mercantili portoghesi gli conferivano uno status analogo ai Corsari barbareschi del Mediterraneo.
La partecipazione diretta della Sublime porta al commercio delle spezie divenne effettiva sotto il governo del Gran Visir Sokollu Mehmed Pascià (1565-1579) che per un certo periodo pensò addirittura di scavare un canale tra Suez ed il Mediterraneo. Organizzò un convoglio annuale di galee che trasportano carichi di spezie dallo Yemen all'Egitto con esenzione dalle tasse durante il viaggio. Successivamente, i carichi puntavano direttamente a Costantinopoli ove erano venduti a beneficio del tesoro imperiale. I mercanti privati che desideravano commerciare nel Mar Rosso furono contestualmente costretti a fermarsi a Mokha, Gedda e Suez e pagarvi grandi pedaggi. Sokollu perseguì una politica molto diversa nel Golfo Persico, dove ripristinò il diritto del capitano portoghese di Hormuz di stabilire una feitoria a Bassora e commerciare lì senza tasse, in cambio di privilegi simili per gli ottomani a Hormuz. Per accogliere questo traffico, le strade, le strutture portuali e i caravanserragli tra Bassora e il Levante furono ampliati e la sicurezza migliorata. Questa rotta via terra divenne presto così veloce, sicura e affidabile che persino i funzionari portoghesi d'India iniziarono a preferirla per la loro corrispondenza urgente con Lisbona. La strategia turca si declinò quindi in due approcci completamente opposti ma adattati alle realtà dei diversi contesti: nel Mar Rosso, il cui commercio è spinto dalla religione, vigeva un mercato vincolato che la Porta poteva restringere e tassare impunemente; nel Golfo Persico, privo di un accesso esclusivo e di traffici di pellegrini, si crearono condizioni favorevoli affinché i mercanti aumentassero il volume delle merci scambiate e delle entrate.

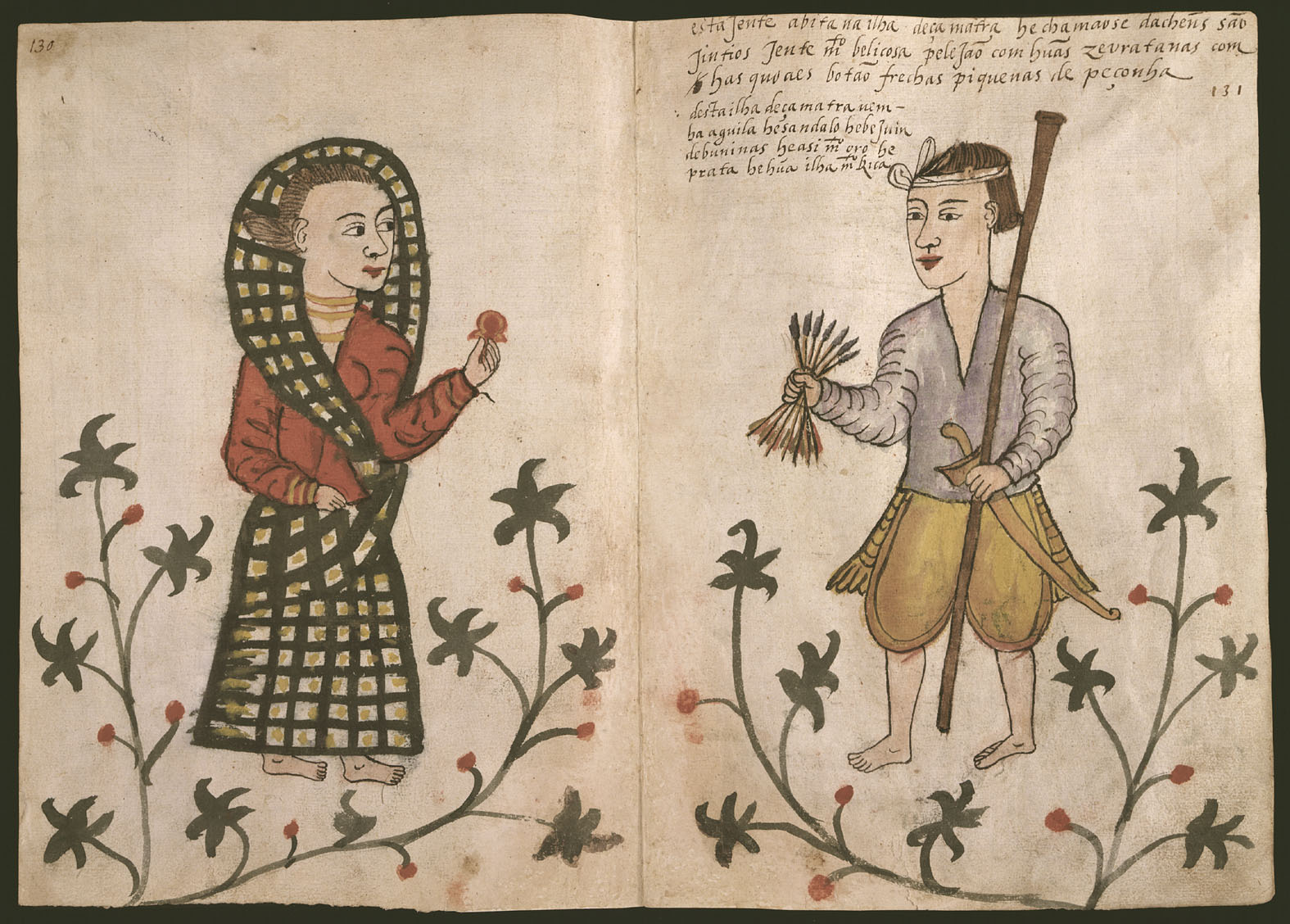
Gli abitanti di Aceh - ill. dal Codex Casanatense, anni 1540.

Un ultimo elemento per spiegare il relativo declino della rete commerciale portoghese fu l'ascesa del Sultanato di Aceh. Fondato intorno al 1514, questo regno musulmano sulla punta settentrionale di Sumatra sembra essersi impegnato nel commercio del pepe già negli anni 1530. Le flotte portoghesi tentarono più volte d'intercettare navi di Aceh all'ingresso del Mar Rosso per impedire questo traffico parallelo che aggirava il loro monopolio. Relazioni più strette con l'Impero ottomano furono stabilite nel 1562, dopo che una delegazione del sultano fu inviata a Costantinopoli per richiedere aiuti militari: l'ambasciata portò oro, pepe e spezie (e la promessa dei relativi profitti) per richiedere supporto per l'espulsione dei portoghesi da Malacca. Mentre la prevista spedizione militare congiunta a Sumatra non vide mai la luce del giorno, si sviluppò una rotta commerciale diretta tra il sud-est asiatico e il Mar Rosso, mantenuta da mercanti turchi, acehnesi e gujarati, che scambiava le spezie di Sumatra con cannoni e munizioni ottomane poi utilizzate nelle numerose battaglie tra il sultano e i portoghesi nello Stretto di Malacca.

### Le Compagnie delle Indie
A cavallo tra il XVI e il XVII secolo, gli olandesi e gli inglesi, che subirono l'embargo delle spezie portoghesi per aver rifiutato il cattolicesimo, lanciarono un assalto all'impero che controllava i lucrosi mercati orientali. Crearono le Compagnie delle Indie che gradualmente si affermarono come le nuove potenze del commercio internazionale delle spezie. Entrano in gara anche i francesi ma con un lungo ritardo.

#### Il dominio della Compagnia olandese delle Indie orientali
Nel 1568, le Diciassette Province dei Paesi Bassi, guidate da Guglielmo I d'Orange, si ribellarono a Filippo II di Spagna avviando la Guerra degli ottant'anni contro la monarchia spagnola. L'Asburgo riuscì a riprendere parzialmente il controllo dei suoi stati ma le Sette Province Settentrionali firmarono l'Unione di Utrecht nel 1579 e si dichiararono indipendenti. L'anno successivo, Filippo II approfittò della crisi di successione portoghese per assumerne il trono e fondare l'Unione iberica. Nel 1585, alle navi mercantili olandesi fu vietato l'accesso a Lisbona e Siviglia. Le Province Unite persero anche il porto di Anversa, non solo loro capitale ma fulcro del mercato delle spezie del Nord Europa. Questi due eventi spinsero i mercanti olandesi a combattere il monopolio portoghese ed intraprendere la loro "corsa alle spezie". Dalla fine XVI secolo, inviarono spie sulle navi portoghesi dirette in Oriente per scoprirne le rotte. Nacquero sei diverse società commerciali, con sede ad Amsterdam, Rotterdam e Zelanda, ma tale competizione interna fu ritenuta non redditizia e, nel 1602, gli Stati Generali della Repubblica delle Sette Province Unite (nl. Staten Generaal) fondarono la Compagnia olandese delle Indie orientali (nl. Vereenigde Oostindische Compagnie, "VOC") per meglio combattere gli interessi spagnoli e portoghesi in Asia.

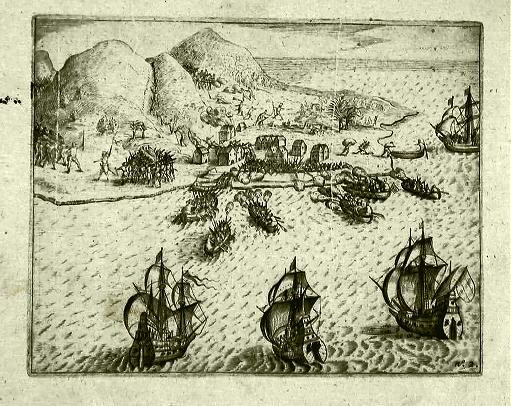
La sconfitta portoghese ad Ambon. Incisione di Isaac Commelinus (1645).

Il primo obiettivo della compagnia furono le Isole delle Spezie (Molucche e Banda), unica fonte di chiodi di garofano e noce moscata. Nel 1605, una flotta comandata da Steven van der Haghen e supportata dal Sultano di Ternate conquistò i forti portoghesi di Ambon, Tidore e Makian. L'anno successivo, un'armada spagnola dalle Filippine riprese le posizioni, lasciando agli olandesi solo Ambon. In segno di gratitudine per la liberazione dell'isola, il Sultano di Ternate offrì alla VOC il monopolio sull'acquisto dei chiodi di garofano. La concorrenza rimase dura, perché gli olandesi non ebbero accesso diretto ai raccolti. I mercanti portoghesi e asiatici cacciati da Ambon ripiegarono su Makassar, da dove continuarono a commerciare chiodi di garofano dai coltivatori di Ternate per i Galeoni di Manila. Nel 1620, il valore annuo del commercio portoghese a Makassar ammontava ancora a 18 tonnellate d'argento e la VOC non sarebbe riuscita a porre fine a questo commercio parallelo se non tempo dopo. A Banda, gli olandesi incontrarono la resistenza degli abitanti e il confronto con gli interessi britannici. La conquista delle Isole delle Spezie fu spietata e, in più occasioni, comportò il massacro dell'intera popolazione. Alla fine, la strategia aggressiva della VOC diede i suoi frutti: le rotte commerciali furono assicurate dalla presa di Malacca (1641) ai portoghesi, poi di Makassar (1667-1669), e l'Inghilterra finì per rinunciare alle Isole Banda con il Trattato di Breda (1667). Per preservare questo monopolio conquistato a caro prezzo ed evitare il crollo dei prezzi, gli olandesi non esitarono a bruciare i raccolti in eccesso o sradicare le piantagioni. Promettevano la morte a chiunque si avventurasse a vendere semi o talee a una potenza straniera e le noci moscate venivano immerse nell'acqua di calce prima di essere vendute, per impedirne la germinazione.

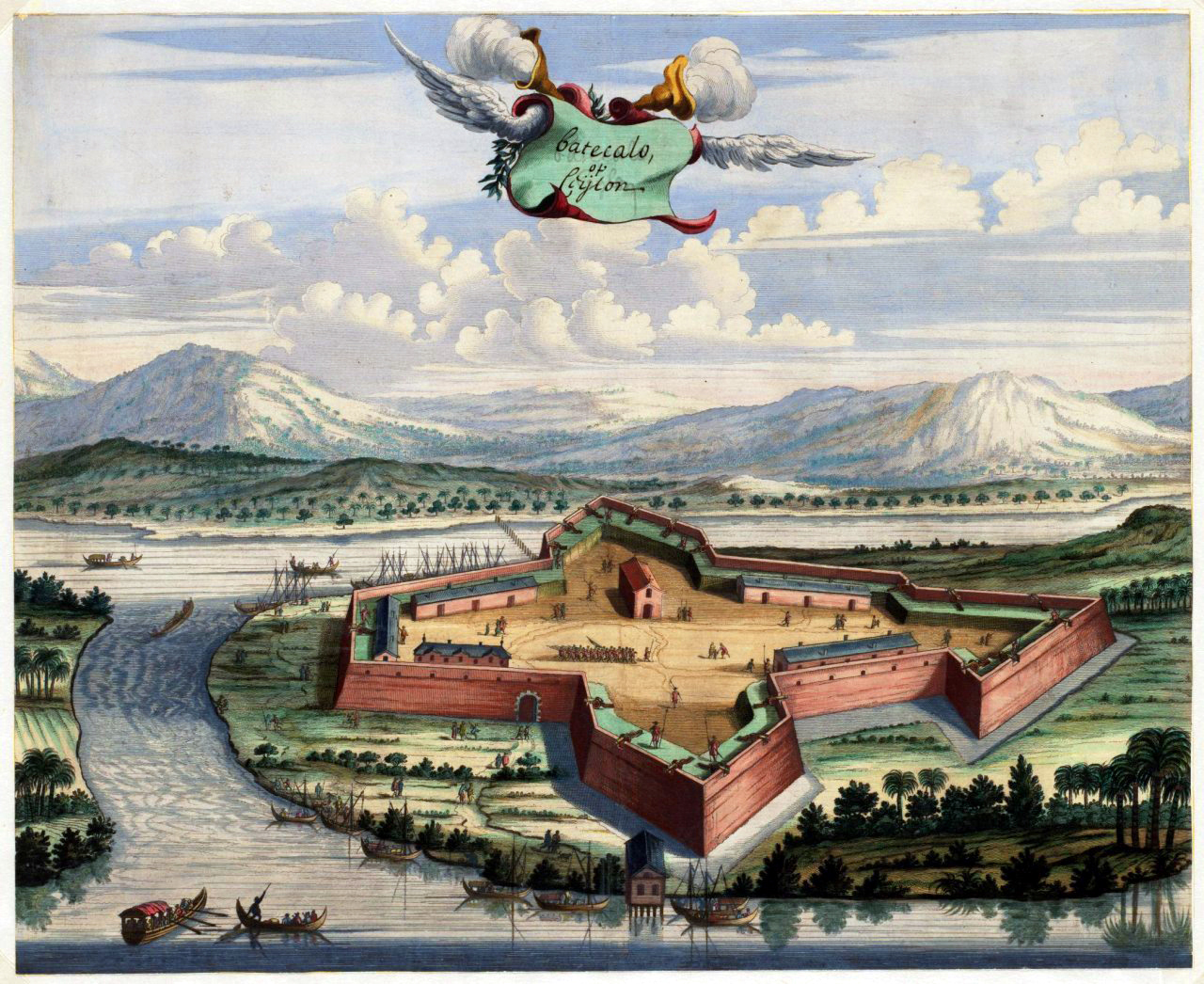
Forte di Batticaloa a Ceylon nel 1672.

Contemporaneamente la compagnia ottenne importanti privilegi commerciali a Ceylon, da dove proveniva la cannella, in cambio della promessa di aiuti militari contro i portoghesi. Occupò numerose agenzie commerciali in India, l'isola di Formosa, da dove commerciò con la Cina, e le fu assegnata l'isola artificiale di Dejima per negoziare con il Giappone. Le spezie provenienti da tutto il continente erano immagazzinate a Batavia, la centrale operativa della VOC fondata nel 1619 a Giava, e trasportate in Europa lungo la Rotta del Capo, ora protetta dalla Colonia del Capo che garantiva il rifornimento delle navi. Le spezie erano scambiate principalmente con tessuti indiani, a loro volta acquistati con metalli preziosi europei, argento dal Giappone e oro da Formosa. Erano anche parzialmente rivendute in loco, oltre che in Persia, dove erano scambiate con la seta. La compagnia olandese, che arrivò ad avere fino a 13.000 navi, fu quindi la prima vera "compagnia multinazionale" della storia, e per molto tempo la metà dei suoi profitti provenne dalle spezie.

#### La tentata concorrenza della Compagnia britannica delle Indie orientali
Nel 1599, otto navi di una delle prime compagnie olandesi tornarono ad Amsterdam con un carico di pepe, noce moscata e macis e realizzarono un profitto stimato quattro volte il valore dell'investimento iniziale. I mercanti inglesi che commerciano con il Levante inorridirono: la loro fornitura di spezie asiatiche dipendeva dalle rotte dal Mar Rosso attraverso l'Egitto e dal Golfo Persico attraverso il deserto siriano, ed avevano una visione scarsa della nuova strategia sviluppata dai loro concorrenti nel Mare del Nord. Nel 1600 ottennero dalla regina Elisabetta una carta reale che garantiva loro il monopolio del commercio nelle Indie orientali e investirono 70.000 sterline nel capitale di una società. Due anni prima della VOC, nasceva la Compagnia britannica delle Indie orientali (British East India Company, "BEIC"). I primi due viaggi sono organizzati verso il Sultanato di Banten (Giava), famoso per la coltivazione del peperone. L'azienda vi fondò una fattoria, da dove partirono per le isole Banda e la loro preziosa noce moscata. Per facilitare il commercio delle spezie, aveva un disperato bisogno di tessuti dalla Costa del Coromandel e una fattoria vi fu pertanto fondata a Machilipatnam nel 1611. Puntarono anche della costa occidentale dell'India, per rendere più redditizi i viaggi di ritorno in Europa trasportando, oltre al pepe, indaco e tessuti dal Gujarat. Dopo diversi tentativi infruttuosi, ottennero dall'imperatore Moghul il diritto di stabilire una stazione commerciale a Surat.
La strategia monopsonistica della VOC nelle Isole delle Spezie portò rapidamente al conflitto. Dopo diversi incidenti, le due compagnie firmarono un trattato nel 1619 che garantiva all'Inghilterra un terzo del commercio delle spezie e metà del commercio del pepe di Giava contro un contributo di un terzo ai costi di mantenimento delle guarnigioni olandesi. Questo accordo dispiace molto al Governatore generale delle Indie orientali olandesi, Jan Pieterszoon Coen, che nel 1621 lanciò la conquista olandese delle isole Banda, sterminando la popolazione dell'isola di Lonthor e sequestrando le merci della stazione commerciale inglese. Due anni dopo, il massacro di Ambon, durante il quale gli agenti della VOC giustiziano dieci uomini della BEIC, provocò l'annullamento del trattato e il ritiro de fatto degli inglesi dalle Isole delle Spezie. Fu l'inizio di quasi due secoli di conflitto tra le due nazioni, durante i quali le crudeltà degli olandesi nelle Molucche furono una macabra costante.

#### La tentata concorrenza della Compagnia francese delle Indie orientali

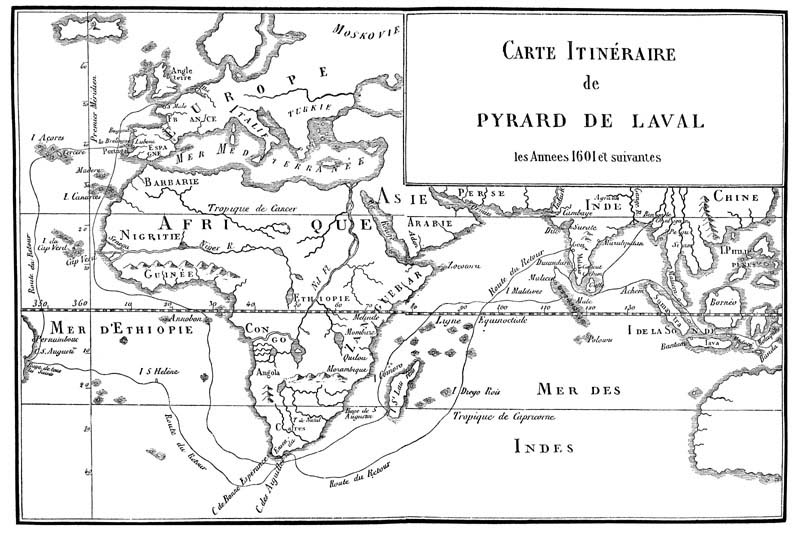
Carta del 1679 mostrante l'itinerario della Croissant e della Corbin verso l'India - riproduzione.

La Francia entrò nella corsa alle spezie in ritardo, anzitutto tramite i marinai bretoni. Il 13 novembre 1600, i commercianti di Saint-Malo, Laval e Vitré fondano una società con un capitale di 80.000 scudi per «viaggiare e negoziare in India, Isole Sumatra, Iava e Molucche» Pochi mesi dopo partì una spedizione, con il supporto molto teorico di re Enrico IV, le cui casse erano troppo deboli per sostenere l'espansione all'Estero. La Croissant (400 t), al comando di Michel Frotet de la Bardeliere, l'"Ajace Malouin" delle guerre di religione, e la Corbin (200 t), al comando di Francois Grout du Closneuf, Connestabile di Saint-Malo, salparono il 18 maggio 1601 pilotate rispettivamente da un inglese e da un fiammingo che avrebbero dovuto portarle oltre il Capo di Buona Speranza, rotta allora sconosciuta ai francesi, per attingere alla fonte delle spezie sino ad allora comprate a prezzi esorbitanti dagli iberici e romperne così il monopolio. A causa di un errore di navigazione, entrarono nel Golfo di Guinea invece di lasciarsi trasportare dagli alisei fino alle coste del Brasile. Ormai prive d'acqua, le navi approdarono sull'isola di Annobón ove i portoghesi presero in ostaggio gli equipaggi. Oltrepassarono il Capo di Buona Speranza il 28 dicembre, in compagnia di due navi olandesi, poi un altro errore di navigazione li fece entrare nel Canale del Mozambico invece d'aggirare il Madagascar, incontro a quattro giorni di tempesta che le separò. Per riparare ai danni, sostarono tre mesi nella Baia di Sant'Agostino, dove il clima tropicale, le zanzare e le febbri provocano la morte di una parte significativa dell'equipaggio. Tornate in mare, la Corbin s'arenò su un banco di sabbia nelle Maldive senza che la Croissant fosse in grado di salvare i naufraghi. La Croissant gettò l'ancora nel porto di Aceh il 24 luglio 1602, ritrovandovi le navi olandesi con cui aveva attraversato al Capo e la prima spedizione della BEIC.
((FR) François Martin de Vitré, Description du premier voyage que les marchands français ont fait aux Indes Orientales, Parigi, Laurens Sonnius, 1504.)
Anche il viaggio di ritorno fu disseminato d'insidie e la Croissant non tornò in Francia: il 23 maggio 1603, al largo delle coste spagnole, gli ultimi sopravvissuti furono costretti a consegnare il loro magro carico a bordo di tre navi olandesi, mentre la loro nave gli affondava davanti. Il bilancio umano ed economico della spedizione fu catastrofico ma spinse comunque Enrico IV a fondare la prima Compagnia francese delle Indie Orientali l'11 giugno 1604. Dimenticata dalla storia, questa fondazione fu minata dall'opposizione diplomatica delle Province Unite e, soprattutto, dall'omicidio del re e non inviò mai una sola nave verso le Indie.

### Il declino
A partire dalla seconda metà del XVII secolo, le spezie persero gradualmente la loro importanza nel commercio internazionale. La loro quota nelle importazioni della VOC scese così dal 74% nel 1619-1621 al 14% nel 1738-1740, quindi al 12% nel 1778-1780. Mentre il pepe rappresentava il 20% delle merci riportate in Europa dalla BEIC tra il 1664 e il 1670, questa percentuale era solo del 4% per il periodo 1731-1740. I grandi giorni del commercio delle spezie erano finiti e furono altri prodotti status symbol ad arricchire gli imperi coloniali europei: zucchero, caffè, tè, cacao o tabacco. Questi nuovi beni di lusso dalle proprietà edonistiche e stimolanti non beneficiarono di un nome collettivo ma possono essere considerati i diretti successori delle spezie, di cui non fanno parte.

## La rotta

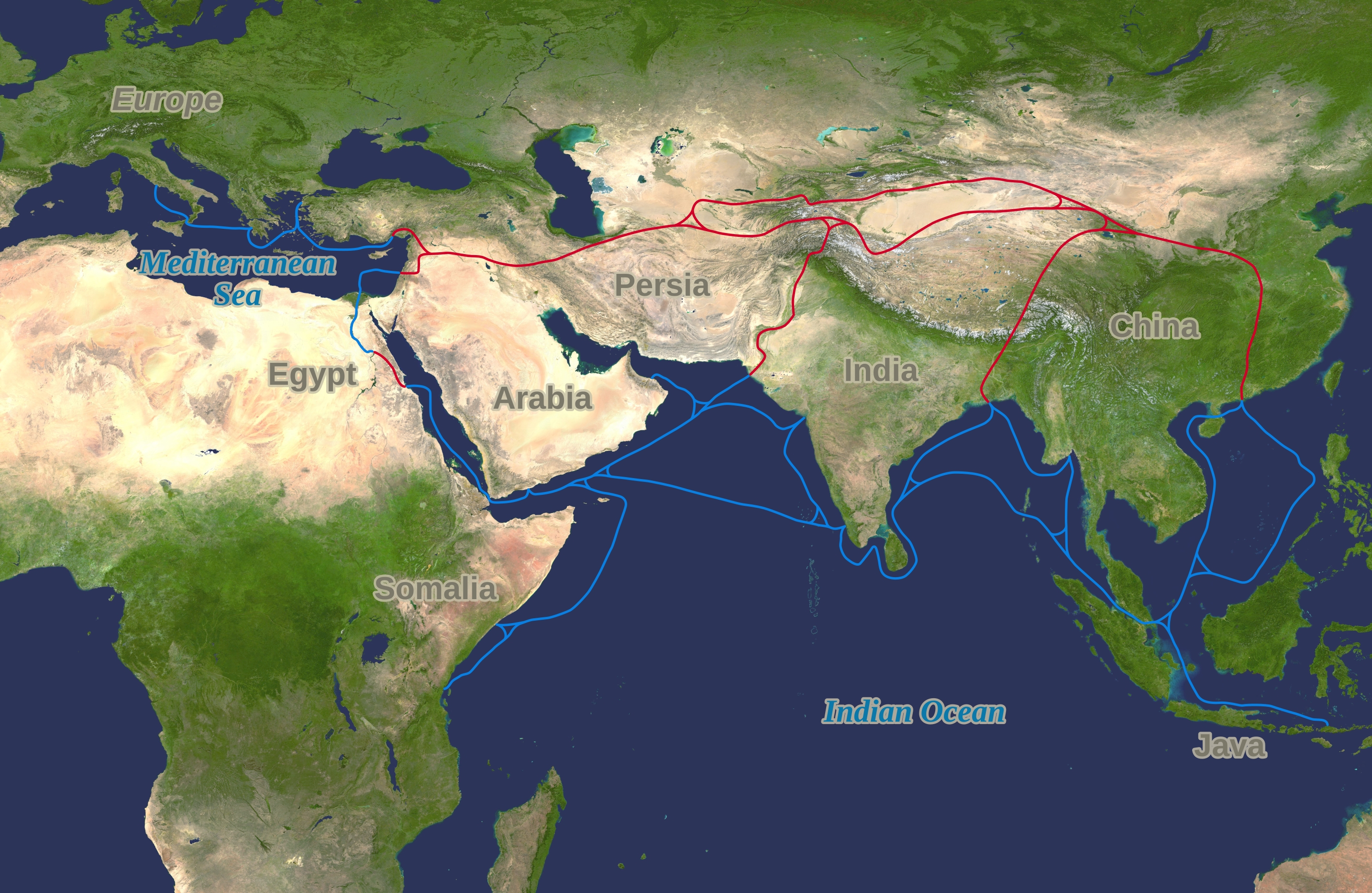
La via della seta (rosso) e la rotta delle spezie (blu) nel 1453.

Il primo troncone portava da Lisbona, intorno al Capo di Buona Speranza, lungo le coste dell'Africa orientale e attraverso il Mar Arabico fino alle città di Goa, Calicut e Cochin nel Malabar, la costa sud-occidentale dell'India. Da lì si proseguiva circumnavigando India e Ceylon e attraversando il Golfo del Bengala, lo Stretto di Malacca, lo Stretto della Sonda e il Mar di Banda fino alle Isole delle Spezie, in primo luogo Ambon, Tidore e Ternate.

## Conseguenze

### Importanza commerciale
Sulla nuova rotta commerciale venivano importate soprattutto spezie come il pepe, i chiodi di garofano, la noce moscata e la cannella. Queste spezie in Europa avevano un valore commerciale immenso, poiché non servivano solo per insaporire le pietanze, ma anche per la produzione di farmaci. 

Altre merci importanti trasportate erano mirra e incenso.

### Conseguenze storiche
La ricerca di una via marittima per l'India è riconducibile all'iniziativa di Enrico il Navigatore, un principe portoghese, e venne portata a termine con la missione di Vasco da Gama nel 1498. Il successo di questo progetto permise ai portoghesi di fare a meno dell'intermediazione di commercianti arabi, persiani, turchi e Veneziani, che gravava sul prezzo delle spezie orientali insieme agli elevati dazi richiesti dall'Impero ottomano.
La rottura del monopolio commerciale di veneziani, turchi e arabi nel commercio delle spezie ne rendeva più abbordabili i prezzi e ne fece salire sia la domanda che l'offerta. L'apertura della rotta finì col ridurre drasticamente l'importanza delle antichissime rotte terrestri come la via della seta e la Via dell'Incenso.
A partire dalla fine del XVI secolo, le compagnie commerciali olandesi guidate dalla Compagnia Olandese delle Indie Orientali (Vereenigde Oostindische Compagnie o VOC) riuscirono a conquistare un gran numero di basi portoghesi nell'Asia orientale e a portare sotto il loro controllo la Rotta delle Spezie, che da allora in poi aveva come snodi principali Batavia (l'odierna Giacarta) in Indonesia e, dall'altra parte, Anversa e Amsterdam.

### Esplicative
1. ↑  Prova lampante dell'esistenza d'una comunità arabo-persiana presso la città cinese di Canton fu il massacro operativi da dei ribelli ai danni proprio dei mediorientali nel biennio 878-879 - v.si (EN) Broomhall M, Islam in China : A Neglected Problem, Morgan & Scott Ltd., 1910.
2. ↑  In seguito alla scoperta del Brasile da parte dei portoghesi nel 1500, i semi del paradiso africani attraversarono l'Atlantico e si diffusero nella Nuova Guinea.

### Bibliografiche
1. 1 2  Hull 2008.
2. 1 2 3 4 5   Spice trade, su britannica.com. URL consultato il 25 aprile 2016.
3. ↑  (EN) Dick-Read R, Indonesia and Africa: questioning the origins of some of Africa's most famous icons, in The Journal for Transdisciplinary Research in Southern Africa, vol. 2, n. 1, luglio 2006,  pp. 23-45, DOI:10.4102/td.v2i1.307.
4. ↑  Fage 1975, p. 164.
5. ↑  (EN) Burney DA et al., A chronology for late prehistoric Madagascar, in Journal of Human Evolution, n. 47, 2004,  pp. 25-63.
6. 1 2  Donkin 2003.
7. 1 2  Corn-Glasserman 1999, Prologo.
8. 1 2  Gama, Vasco da. The Columbia Encyclopedia, Sixth Edition. Columbia University Press.
9. 1 2 3 4  Birlouez 2012.
10. ↑  Freedman 2008.
11. ↑  Prange 2011, pp. 212-213.
12. 1 2  Freedman 2008, Edible Spices.
13. ↑  (FR) Caseau B, L'encens au 7e et 8e siècle : un marqueur du commerce en Méditerranée?, in Byzantium and the Arabs : the encounter of civilizations, Salonicco, 2013,  pp. 105-116, ISBN 978-83-7969-902-5.
14. ↑  (EN) Paraschos S, Mitakou S e Skaltsounis AL, Chios Gum Mastic: A Review of its Biological Activities, in Current Medicinal Chemistry, vol. 19, DOI:10.2174/092986712800229014.
15. ↑  (FR) Amigues S, Le silphium - État de la question, in Journal des savants, vol. 2, DOI:10.3406/jds.2004.1685, ISSN 0021-8103 (WC · ACNP).
16. ↑  (EN) Warmington EH, The commerce between the Roman Empire and India, Cambridge University Press, 2014  [1928],  p. 432, ISBN 1-107-43214-6.
17. ↑  Raghavan 2006, p. 1.
18. 1 2 3  (EN) Ravindran PN, The encyclopedia of herbs and spices, CABI, 2017,  pp. xxix-xxx, ISBN 978-1-78684-754-6.
19. 1 2  Haw 2017, p. 10.
20. 1 2 3  Mahn-Lot 1981.
21. ↑  (FR) Beaujard P, Océan Indien, le grand carrefour, in L’Histoire, n. 355, 2010,  pp. 30-35..
22. 1 2  (EN) Schivelbusch W, Tastes of paradise, Vintage Booksª ed., 1993,  p. 236, ISBN 0-679-74438-X.
23. ↑  Ben-Yehoshua, Borowitz, Hanuš 2012, p. 10.
24. ↑  Haw 2017, p. 14.
25. 1 2 3  Thapar 1992, p. 124.
26. 1 2 3 4  (EN) Manguin PY, Austronesian Shipping in the Indian Ocean: From Outrigger Boats to Trading Ships, in Early Exchange between Africa and the Wider Indian Ocean World, Palgrave Macmillan, 2016,  pp. 51-76, ISBN 9783319338224.
27. ↑  (EN) Meacham S, Austronesians were first to sail the seas, in The Sydney Morning Herald, 11 dicembre 2008. URL consultato il 28 aprile 2019.
28. 1 2  (EN) Doran E Jr., Outrigger Ages, in The Journal of the Polynesian Society, vol. 83, 1974,  pp. 130-140.
29. 1 2  (EN) Doran EB, Wangka: Austronesian Canoe Origins, Texas A&M University Press, 1981, ISBN 9780890961070.
30. 1 2  (EN) Blench R, Fruits and arboriculture in the Indo-Pacific region, in Bulletin of the Indo-Pacific Prehistory Association, vol. 24, The Taipei Papers, 2004,  pp. 31-50.
31. 1 2 3   Rougé 1988, p. 68.
32. ↑  (FR) Suzanne Ratié, Le marché - les échanges, in La reine Hatchepsout, Brillª ed., 1979,  p. 154, ISBN 978-90-04-06064-7, OCLC 7170358.
33. 1 2   Gilboa-Namdar 2015, p. 272.
34. ↑  Weinstein 2000, p. 14.
35. ↑  Ben-Yehoshua, Borowitz, Hanuš 2012, p. 8.
36. ↑  Weinstein 2000, p. 19.
37. ↑  (EN) Malena S, Spice Roots in the Song of Songs, in Milk and honey : Essays on ancient Israel and the Bible in appreciation of the Judaic Studies Program at the University of California, San Diego, Eisenbrauns, 2007,  pp. 165-184, ISBN 978-1-57506-578-6, OCLC 747412015..
38. 1 2  Haw 2017, p. 6.
39. 1 2  Gilboa-Namdar 2015, p. 275.
40. ↑  Gilboa-Namdar 2015, p. 265.
41. ↑  Halikowski Smith 2001a, p. 124.
42. ↑  Haw 2017, p. 11.
43. ↑  Boivin-Fuller 2009, p. 143.
44. ↑  Haw 2017, p. 7.
45. ↑  Boivin-Fuller 2009, p. 154.
46. ↑  Thapar 1992, p. 118.
47. ↑  Thapar 1992, p. 120.
48. 1 2 3  Singer 2006.
49. ↑  Rougé 1988, p. 60.
50. ↑  Thapar 1992, p. 121.
51. ↑  (FR) Rostovtzeff M, Histoire économique et sociale du monde hellénistique, 1989  [1941],  pp. 319-322, ISBN 2-221-05015-0.
52. ↑  Rougé 1988, pp. 64-65.
53. ↑  Rougé 1988, p. 67.
54. 1 2  Shaw 2003, p. 426.
55. ↑  Rougé 1988, p. 69.
56. ↑  (EN) Pope H, The Silk Road : A Romantic Deception?, su The Globalist.
57. ↑  (EN) Whitfield S, Was there a Silk Road?, in Asian Medicine, vol. 3, DOI:10.1163/157342008X307839, ISSN 1573-420X (WC · ACNP).
58. 1 2  (EN) Neelis JE, Trade networks in ancient South Asia, in Early Buddhist transmission and trade networks: Mobility and exchange within and beyond the northwestern borderlands of South Asia, Brill, 2010,  pp. 183-228, ISBN 978-90-04-19458-8.
59. ↑  Ball 2000, p. 137.
60. ↑  Ball 2000, p. 131.
61. 1 2  (EN) Huntingford GWB, The Periplus of the Erythraean Sea, Hakluyt Society, 1980, ISBN 978-1-317-02158-2, OCLC 656471330.
62. ↑  (FR) Rougeulle A, Syagros et autres établissements côtiers du Hadramawt préislamique. Note archéologique, in Topoi. Orient-Occident.
63. ↑  Ball 2000, p. 126.
64. ↑  Rougé 1988, pp. 71-74.
65. 1 2  Heldaas Seland 2011.
66. ↑  Sidebotham 2011, p. 211.
67. ↑  (EN) Rabinowitz L, Jewish Merchant Adventurers: A Study of the Radanites, Londra, Edward Goldston, 1948,  pp. 150-212.
68. ↑  Freedman 2008, The Spice Routes.
69. ↑  (EN) The Medieval Spice Trade and the Diffusion of the Chile, in Gastronomica, vol. 7, 2007.
70. 1 2 3 4  (EN) Kulke H, Śrīvijaya Revisited: Reflections on State Formation of a Southeast Asian Thalassocracy, in Bulletin de l'Ecole française d'Extrême-Orient, vol. 102, 2016,  pp. 45-95, DOI:10.3406/befeo.2016.6231, ISSN 0336-1519 (WC · ACNP).
71. 1 2  (EN) Wisseman Christie J, Javanese Markets and the Asian Sea Trade Boom of the Tenth to Thirteenth Centuries A.D., in Journal of the Economic and Social History of the Orient, vol. 41, 1998,  pp. 344-381, DOI:10.1163/1568520981436264, ISSN 0022-4995 (WC · ACNP).
72. ↑  Guy 2001, p. 283.
73. ↑  Hong 2016, p. 488.
74. ↑  Subairath 2011, p. 1083.
75. ↑  Ju-kang 1981, p. 186.
76. ↑  Guy 2001, p. 286.
77. ↑  Hong 2016, pp. 489-490.
78. ↑  (FR) Lelièvre D, Les grandes expéditions maritimes, in Voyageurs chinois à la découverte du monde, Olizaneª ed., 2004,  pp. 253-262, ISBN 2-88086-311-2.
79. ↑  Ju-kang 1981.
80. ↑  (EN) Takashi Suzuki, Śrīvijaya towards Chaiya-The History of Srivijaya, su plala.or.jp, 15 marzo 2015. URL consultato il 20 settembre 2015 (archiviato dall'url originale il 16 giugno 2012).
81. ↑  (FR) Manguin PY, Srivijaya, une thalassocratie malaise, in Gouguenheim S (a cura di), Les empires médiévaux, Perrin, 2019,  pp. 367-390, ISBN 9782262048242.
82. ↑  (EN) The Strait Of Malacca (Malaysia) With Its Role In The Network Of Maritime Trade In Asia And East – West Cultural Exchange In The Middle Ages, in Palarch’s Journal Of Archaeology Of Egypt/Egyptology, vol. 17, 2020,  pp. 84-92, ISSN 1567-214x (WC · ACNP).
83. 1 2  (FR) Beaujard P, Océan Indien, le grand carrefour, in L’Histoire.
84. ↑  Wright 2007, p. 38.
85. 1 2 3  Donkin 2003, p. 92.
86. ↑  Donkin 2003, p. 65.
87. 1 2 3 4  (EN) Sharma P, Identifying the Chief Trading Emporiums in Indian Ocean Maritime Trade C.1000-C.1500, in Researchers World: International Refereed Social Sciences Journal, vol. 5, 2014,  pp. 131-142, ISSN 2231-4172 (WC · ACNP).
88. ↑  (FR) Océan Indien, le grand carrefour, in L’Histoire.
89. ↑  Guy 2001, p. 290.
90. ↑  Subairath 2011.
91. 1 2  Donkin 2003, p. 59.
92. ↑  (EN) Afzal N, Maritime History of Muslims in the Indian Ocean, in Journal of Independent Studies and Research-Management, Social Sciences and Economics, vol. 10, DOI:10.31384/jisrmsse/2012.10.2.7. URL consultato il 24 marzo 2022 (archiviato dall'url originale il 22 dicembre 2021).
93. ↑  (FR) Pradines S, Commerce maritime et islamisation dans l'océan Indien, in Revue des mondes musulmans et de la Méditerranée..
94. 1 2  Donkin 2003, p. 88.
95. 1 2  Donkin 2003, pp. 91-92.
96. 1 2  (FR) Aubin J, La ruine de Sîrâf et les routes du Golfe Persique aux XIe et XIIe siècles, in Cahiers de civilisation médiévale, vol. 2, 1959,  pp. 295-301, DOI:10.3406/ccmed.1959.1097, ISSN 0007-9731 (WC · ACNP).
97. ↑  (EN) Whitehouse D, Sirāf: A medieval port on the Persian Gulf, in World Archaeology, vol. 2, 1970-10,  pp. 141-158, DOI:10.1080/00438243.1970.9979471, ISSN 0043-8243 (WC · ACNP).
98. ↑  Zuchowska-Zukowski 2012, p. 205.
99. ↑  Garcin 1978, pp. 305-306.
100. ↑  Garcin 1978, p. 308.
101. ↑  Vallet 2011, p. 219.
102. ↑  Vallet 2011, p. 221.
103. ↑  Garcin 1978, p. 310.
104. ↑  Vallet 2011, pp. 222-223.
105. 1 2  (EN) Lewis A, Maritime Skills in the Indian Ocean 1368 -1500, in Journal of the Economic and Social History of the Orient, vol. 16, 1973,  pp. 238-264, DOI:10.1163/156852073X00148, ISSN 0022-4995 (WC · ACNP).
106. ↑  Vallet 2011, p. 225.
107. ↑  Meloy 2003.
108. ↑  Vallet 2011, p. 227.
109. ↑   Lodolini A, Le repubbliche del mare, Roma, Biblioteca di storia patria, 1967.
110. ↑  (EN) The spice trade and its importance for European expansion, su migration-diffusion.info. URL consultato il 27 giugno 2016.
111. ↑  Halikowski Smith 2001b, p. 33.
112. ↑  Halikowski Smith 2001b, p. 37.
113. ↑  (EN) Outside Christendom - The influence of the other, su internationalschoolhistory.net. URL consultato il 25 maggio 2020.
114. ↑  (FR) Mondialisation : le grand bond en avant, in L'Histoire, luglio-agosto 2010,  pp. 102-107..
115. ↑  (FR) de Oliveira Marques AE, Histoire du Portugal et de son empire colonial, traduzione di Baudrillart MH, Karthalaª ed., 1998,  pp. 166-171, ISBN 978-2-86537-844-9, OCLC 40655425..
116. ↑  (EN) Osseo-Asare AD, Take Grains of Paradise for Love, in Bitter roots, University of Chicago Press, 2014,  pp. 71-106, ISBN 978-1-306-18066-5, OCLC 864899425.
117. ↑  Weiss 2002, p. 186.
118. ↑  Halikowski Smith 2001b, p. 38.
119. 1 2  Wright 2007, p. 37.
120. 1 2  Birlouez 2012, La quête des épices a été le moteur des grandes découvertes et de la création des empires coloniaux.
121. ↑  Halikowski Smith 2001b, p. 40.
122. 1 2  Halikowski Smith 2001b, p. 62.
123. ↑  (EN) Teyssier P, Valentin P e Aubin J, Voyages de Vasco de Gama : relations des expéditions de 1497-1499 & 1502-1503, Chandeigne, 1995,  p. 186, ISBN 2-906462-19-5.
124. ↑  Halikowski Smith 2001b, p. 42.
125. ↑  (PT) Tomé Pires, Suma Oriental que trata do Mar Roxo até aos Chins, 1512-1515. ed. in (EN) The Suma oriental of Tomé Pires; and, the book of Francisco Rodrigues, 2 v., Londra, Hakluyt Society, 1944.
126. ↑  (EN) Milton G, Nathaniel's Nutmeg: How One Man's Courage Changed the Course of History, 1999,  pp. 5-7.
127. ↑  Donkin 2003, p. 4.
128. ↑  Donkin 2003, p. 9.
129. ↑  Halikowski Smith 2001b, p. 43.
130. ↑  Wright 2007, p. 39.
131. ↑  Balard 1992, pp. 128-131.
132. ↑  Dalby 2000, p. 151.
133. ↑  (FR) Relations des quatre voyages entrepris par Christophe Colomb pour la découverte du nouveau monde de 1492 a 1504, traduzione di F.J. Alphonse Chalumeau de Verneuil et Jean Bernand Marie Alexandre Dezos de La Roquette, Chez Treuttel et Würtz..
134. ↑  Dalby 2000, p. 15.
135. ↑  Balard 1992, p. 133.
136. 1 2  (FR) Robert Dumas, Le tour du monde de Magellan et Elcano (Conférence auprès de l'Académie des Sciences et Lettres de Montpellier) (PDF).
137. 1 2 3  Chaunu 1951.
138. ↑  Lane 1940, p. 581.
139. ↑  Casale 2006, pp. 171-172.
140. ↑  Casale 2006, pp. 173-174.
141. ↑  (EN) Giancarlo Casale, Ottoman Guerre de Course and the Indian Ocean Spice Trade, in Itinerario, vol. 32, marzo 2008,  pp. 59-79, DOI:10.1017/S0165115300001704, ISSN 0165-1153 (WC · ACNP).
142. ↑  Casale 2006, pp. 182-188.
143. ↑  (EN) Charles Ralph Boxer, A Note on Portuguese Reactions to the Revival of the Red Sea Spice Trade and the Rise of Atjeh, 1540–1600, in Journal of Southeast Asian History, vol. 10, settembre 1969,  pp. 415-428, DOI:10.1017/S0217781100005007, ISSN 0217-7811 (WC · ACNP).
144. ↑  Gerstell 2011, p. 50.
145. 1 2 3 4  Birlouez 2012, La domination hollandaise.
146. ↑  Gerstell 2011, p. 51.
147. 1 2 3  Shngreiyo 2017.
148. ↑  van Veen 2001, pp. 88-89.
149. ↑  Prakash 2014, p. 18.
150. ↑  Prakash 2014, p. 19.
151. ↑  Prakash 2002, pp. 2-3.
152. ↑  Lelièvre 2018, pp. 251-263.
153. ↑  Lelièvre 2018, pp. 265-270.
154. ↑  (DE) Kriedte P, Vom Großhändler zum Detaillisten. Der Handel mit "Kolonialwaren" im 17. und 18. Jahrhundert, in Jahrbuch für Wirtschaftsgeschichte, vol. 35, gennaio 1994,  pp. 11-36, ISSN 2196-6842 (WC · ACNP).
155. ↑  Halikowski Smith 2007, pp. 255-256.

### Studi trasversali
- (FR) Birlouez E, La quête des épices, moteur de l’histoire, in Phytothérapie, vol. 10, n. 2, aprile 2012,  pp. 74-79, DOI:10.1007/s10298-012-0693-2, ISSN 1624-8597 (WC · ACNP).
- (EN) Collingham L, Curry: A Tale of Cooks and Conquerors, Oxford University Press, dicembre 2005, ISBN 978-0195172416.
- (EN) Corn C e Glasserman D, The Scents of Eden: A History of the Spice Trade, Kodansha America, 1999, ISBN 978-1568362496.
- (EN) Dalby A, Dangerous tastes : the story of spices, University of California Press, 2000, ISBN 0-520-22789-1, OCLC 44979585.
- (EN) Donkin RA, Between East and West: The Moluccas and the Traffic in Spices Up to the Arrival of Europeans, Diane Publishing Company, 2003, ISBN 978-0871692481.
- (EN) Fage JD, The Cambridge History of Africa, Cambridge University Press, 1975, ISBN 978-0521215923.
- (EN) Halikowski Smith S, The Mystification of Spices in the Western Tradition, in European Review of History: Revue européenne d'histoire, vol. 8, 2001,  pp. 119-136, DOI:10.1080/13507480120074233, ISSN 1350-7486 (WC · ACNP).
- (EN) Hull BZ, Frankincense, Myrrh, and Spices : The Oldest Global Supply Chain?, in Journal of Macromarketing, vol. 28, settembre 2008,  pp. 275-288, DOI:10.1177/0276146708320446, ISSN 0276-1467 (WC · ACNP).

### Antichità
- (EN) Ball W, Rome in the East : The transformation of an empire, Routledge, 2000, ISBN 0-203-15942-X, OCLC 49414893.
- (EN) Ben-Yehoshua S, Borowitz C e Hanuš LO, Frankincense, Myrrh, and Balm of Gilead : Ancient Spices of Southern Arabia and Judea, in Horticultural Reviews, John Wiley & Sons, Inc., 9 maggio 2012,  pp. 1-76, DOI:10.1002/9781118100592.ch1, ISBN 978-1-118-10059-2.
- (EN) Gilboa A e Namdar D, On the Beginnings of South Asian Spice Trade with the Mediterranean Region : A Review, in Radiocarbon, vol. 57, 2015,  pp. 265-283, DOI:10.2458/azu_rc.57.18562, ISSN 0033-8222 (WC · ACNP).
- (EN) Rawlinson HG, Intercourse Between India and the Western World: From the Earliest Times of the Fall of Rome, Asian Educational Services, 2001, ISBN 978-8120615496.
- (FR) Rougé J, La navigation en mer Érythrée dans l'Antiquité, in L'Arabie et ses mers bordières, collana Itinéraires et voisinages, I, Lione, Maison de l'Orient et de la Méditerranée, 1988,  pp. 59-74, ISBN 2-903264-45-7, OCLC 26909891.
- (EN) Sidebotham SE, Berenike and the ancient maritime spice route, University of California Press, 2011, ISBN 978-0-520-94838-9.
- (EN) Singer C, The Incense Kingdoms of Yemen : An Outline History of the South Arabian Incense Trade, in Peacock D e Williams D (a cura di), Food for the Gods : New Light on the Ancient Incense Trade, Oxbow Books, 2006, ISBN 978-1-78297-445-1.
- (EN) Shaw I, The Oxford History of Ancient Egypt, Oxford University Press, 2003, ISBN 978-0192804587.
- (EN) Thapar BK, India's place on Ancient Trade Routes, in Umesao T e Sugimura T (a cura di), Significance of Silk Roads in the History of Human Civilizations, Osaka, National Museum of Ethnology, 1992,  pp. 117-134.
- (EN) Weinstein B, Biblical Evidence of Spice Trade Between India and the Land of Israel : A Historical Analysis, in Indian Historical Review, vol. 27, gennaio 2000,  pp. 12-28, DOI:10.1177/037698360002700102, ISSN 0376-9836 (WC · ACNP).

### Medioevo
- (EN) Freedman P, Out of the East : Spices and the medieval imagination, Yale University Press, 2008, ISBN 978-0-300-15135-0.
- (FR) Garcin JC, Transport des épices et espace égyptien entre le XIe et le XVe siècle, in Annales de Bretagne et des pays de l’Ouest, vol. 85, 1978,  pp. 305-314, DOI:10.3406/abpo.1978.2940, ISSN 0399-0826 (WC · ACNP).
- (EN) Guy J, Tamil Merchant Guilds and the Quanzhou Trade, in Schottenhammer A (a cura di), The emporium of the world : Maritime Quanzhou, 1000-1400, Brill, 2001,  pp. 283-308.
- (EN) Hong CZ, A Study of Spice Trade from the Quanzhou Maritime Silk Road in Song and Yuan Dynasties, in Proceedings of the 2nd Annual International Conference on Social Science and Contemporary Humanity Development, Atlantis Press, 2016,  pp. 487-491, DOI:10.2991/sschd-16.2016.96, ISBN 978-94-6252-227-5. URL consultato il 27 dicembre 2020.
- (EN) Ju-kang T, Chêng Ho's Voyages and the Distribution of Pepper in China, in Journal of the Royal Asiatic Society of Great Britain and Ireland, n. 2, 1981,  pp. 186-197, JSTOR 25211245.
- (FR) Mahn-Lot M, Conceptions géographiques et découverte : La question des Moluques jusqu'en 1521, in Archipel, n. 22, 1981,  pp. 75-86.
- (EN) Meloy JL, Imperial Strategy and Political Exigency : The Red Sea Spice Trade and the Mamluk Sultanate in the Fifteenth Century, in Journal of the American Oriental Society, vol. 123, n. 1, 2003-01,  p. 1, DOI:10.2307/3217842. URL consultato il 5 gennaio 2021.
- (EN) Ptak R, China and the Trade in Cloves, Circa 960-1435, in Journal of the American Oriental Society, vol. 113, n. 1, 1993-01,  pp. 1-13, DOI:10.2307/604192.
- (EN) Subairath CT, Calicut: A centri-petal force in the Chinese and Arab trade (1200-1500), in Proceedings of the Indian History Congress, vol. 72, 2011,  pp. 1082-1089, JSTOR 44145720.
- (FR) Vallet E, Le marché des épices d'Alexandrie et les mutations du grande commerce de la mer Rouge (XIVe-XVe siècle), in Décobert C, Empereur JY e Picard C (a cura di), Alexandrie médiévale, vol. 4, Alessandria d'Egitto, Centre d'Etudes Alexandrines, 2011,  pp. 213-228, ISBN 978-2-11-128614-6.
- (EN) Wright CA, The Medieval Spice Trade and the Diffusion of the Chile, in Gastronomica, vol. 7, n. 2, 1º maggio 2007,  pp. 35-43, DOI:10.1525/gfc.2007.7.2.35, ISSN 1529-3262 (WC · ACNP).
- (EN) Zuchowska M e Zukowski R, More Precious than Gold : Spices from the Edges of the World in the Mediterranean Kitchen in Late Antiquity and Early Byzantine Times, in 13th European Archaeological Association congress (a cura di), Ten Centuries of Byzantine Trade, Kiev, Bibliotheca Vita Antiqua, 2012,  pp. 203-207.

### Età Moderna e Contemporanea
- (EN) Gerstell D, Administrative Adaptability : The Dutch East India Company and Its Rise to Power (PDF), su Department of History of the Emory College of Arts and Sciences, 2011. URL consultato il 18 marzo 2022 (archiviato dall'url originale il 1º febbraio 2022).
- (EN) p. 43 Halikowski Smith S, Portugal and the European spice trade, 1480-1580 (TESI), European University Institute, 2001.
- (EN) Kalidasan VK, "Routes of Pepper: Colonial Discourses around Spice Trade in Malabar" in Kerala Modernity: Ideas, Spaces and Practices in Transition, Shiju Sam Varughese and Sathese Chandra Bose (Eds), Orient Blackswan, New Delhi, 2015, ISBN 978-81-250-5722-2.
- (EN) Prakash O, The English East India Company and India, in Bowen, HV, Lincoln M e Rigby N (a cura di), The worlds of the East India Company, Boydell Press, 2002,  pp. 1-18, ISBN 0-85115-877-3, OCLC 59417834.
- (EN) Prakash O, The Dutch East India Company and the economy of Bengal, 1630-1720, Princeton University Press, 2014, ISBN 978-1-4008-5776-0, OCLC 889252255.
- (EN) Shngreiyo AS, The Beginning of Dutch and English Conflict in Banda and Moluccas in the Early Seventeenth Century, in IRA-International Journal of Management & Social Sciences, vol. 8, 31 agosto 2017,  pp. 162-174, DOI:10.21013/jmss.v8.n2.p4, ISSN 2455-2267 (WC · ACNP).
- (EN) van Veen E, Voc strategies in the far east (1605-1640) (PDF), in Bulletin of Portuguese - Japanese Studies, n. 3, 2001,  pp. 85-105, ISSN 0874-8438 (WC · ACNP).